# Claude (empereur romain)
Vous lisez un « bon article » labellisé en 2018.
Pour les articles homonymes, voir Claude et Drusus.
Claude, né le 1er août 10 av. J.-C. à Lugdunum (Lyon) et mort le 13 octobre 54 à Rome, est le quatrième empereur romain, régnant de 41 à 54 apr. J.-C.
Né en Gaule, fils de Drusus et d'Antonia la Jeune (fille de Marc Antoine et d'Octavie), il est le premier empereur né hors d'Italie. Enfant méprisé en raison de ses déficiences physiques, il est le mal-aimé de la famille impériale et devient un adulte à l'élocution et à la démarche mal assurées, tenu à l'écart de toute activité publique. Seul représentant adulte de la dynastie julio-claudienne après l'assassinat de Caligula en 41 apr. J.-C., il est proclamé empereur par les prétoriens, qu'il comble en retour d'une gratification considérable (un donativum), inaugurant ainsi une dépendance dangereuse.
Dépourvu d'expérience politique mais cultivé, Claude se montre un administrateur capable. Il s'intéresse aux affaires publiques, travaille avec le Sénat sur les lois et préside les procès. Son administration de l'Empire renforce la centralisation en organisant des bureaux dirigés par ses affranchis. Il agrandit l'Empire en annexant de nouveaux territoires, les futures provinces de Lycie, Maurétanie, Norique et Thrace. En 43, il entame la conquête de la Bretagne, ce qui lui vaut, ainsi qu'à son fils, le surnom de Britannicus.
Ouvert à la promotion des provinciaux, il étend la citoyenneté romaine à de nombreuses cités dans les provinces, notamment en Gaule où il est né. Sensible aux demandes des notables gaulois, il obtient en 48 du Sénat que ceux-ci puissent accéder aux magistratures publiques de Rome et donc au Sénat même. Censeur, il renouvelle les effectifs de cette institution, éliminant ceux qui ne remplissent plus les conditions pour y siéger, ce qui lui aliène une partie de la noblesse en place.
Sa vie privée est peu heureuse : Messaline, sa troisième épouse, lui donne deux enfants, Octavie et Britannicus, mais son inconduite, ou son ambition politique, pousse Claude à la faire exécuter. En quatrièmes noces, il épouse sa nièce Agrippine la Jeune, qui lui fait adopter Néron. Claude meurt en 54, empoisonné à l'instigation d'Agrippine selon l'avis de la plupart des historiens. Néron lui succède.
Les faiblesses physiques de Claude et l'influence prêtée à ses femmes et à ses affranchis le font mépriser par les auteurs antiques, point de vue repris par les historiens jusqu'au XIXe siècle. Depuis, les avis les plus récents nuancent ces jugements négatifs et réévaluent l'importance de cet empereur pour le considérer en continuateur notable de l'œuvre de ses prédécesseurs.

## Sources antiques littéraires et historiographie

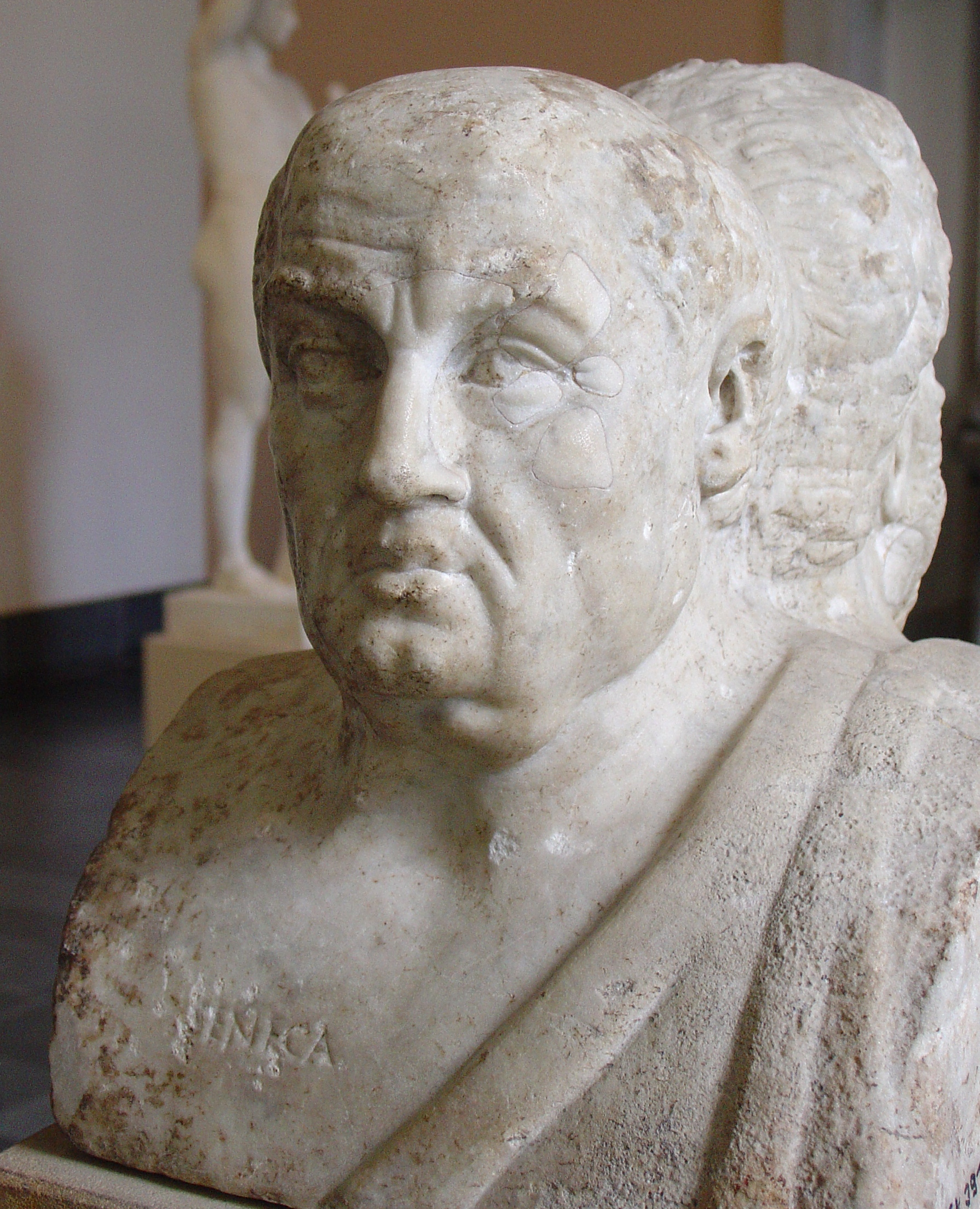
Buste de Sénèque, double hermès du IIIe siècle, d'après un original du Ier siècle,.

Claude a été très sévèrement décrit par son contemporain Sénèque, pour des raisons personnelles, puis par les historiens antiques postérieurs qui ont construit une image fortement dévalorisée de l'empereur, présenté comme faible de corps et d'esprit et manipulé par son entourage. Cette vision ne change qu'à partir du XIXe siècle pour connaître une position nettement valorisante. Deux inflexions historiographiques ont eu lieu ensuite, une durant les années 1930 et une durant les années 1990. La première revalorise fortement l'aspect centralisateur et bureaucratique, position largement nuancée durant les années 1990 qui voient à l'occasion de deux colloques de nombreux travaux fournir une analyse plus détaillée de sa vie et de son règne,.

### Le biais des sources littéraires antiques
Les sources antiques présentent Claude de façon négative, au mieux comme un imbécile marqué de tares physiques et jouet de ses épouses et de ses affranchis, au pire comme un tyran indigne, aussi cruel que son prédécesseur Caligula,.
Sénèque, familier de la famille de Germanicus, le frère de Claude, et de la cour impériale, est exilé par Claude en Corse en 41, à l'instigation de Messaline, et n'en revient qu'en 49, grâce à Agrippine. Contemporain de Claude mais hostile, il exprime son ressentiment après les funérailles de Claude dans un pamphlet, l'Apocoloquintose (du grec Ἀποκολοκύνθωσις / Apokolokúnthōsis « citrouillification »), catalogue caricatural des tares et des déficiences physiques du défunt. D'autres détails sur le physique de Claude, et aussi sur ses travaux et sa politique à l'égard des médecins figurent dans l'Histoire naturelle de Pline l'Ancien, qui appartient à la génération suivante.

### La vision négative des historiens antiques

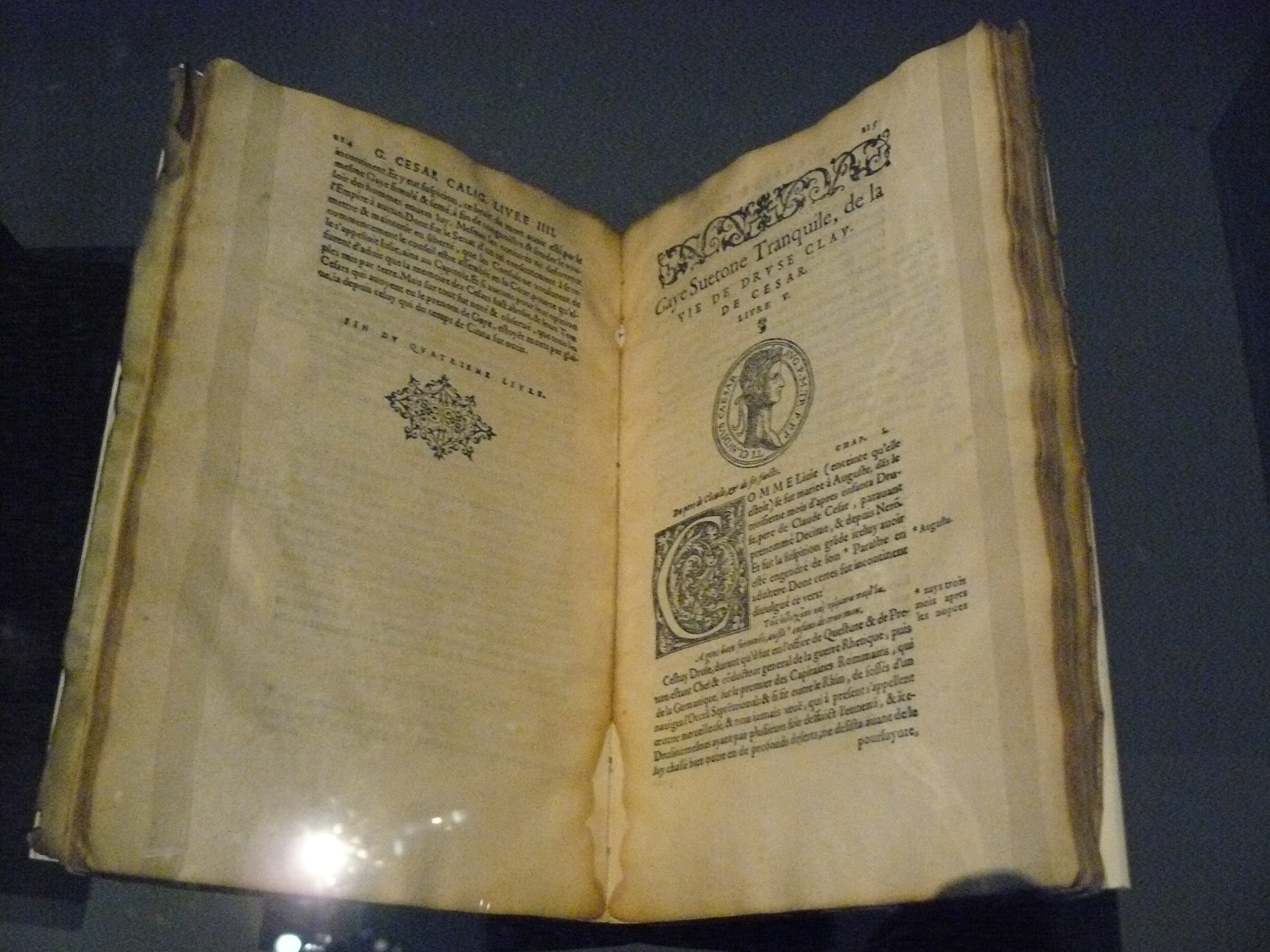
Vie des douze Césars, ouvert à la vie de Claude. Édité à Lyon en 1569.

Les historiens du second siècle, Tacite, Suétone et Dion Cassius, sont les sources les plus abondantes disponibles. Ils ont façonné la vision négative de Claude. Les Annales de Tacite, son dernier ouvrage (probablement composé sous Trajan), suivent l'ordre chronologique année par année et s'étendent de la mort d'Auguste à celle de Néron, avec une importante lacune entre les années 38 à 47 (les livres VII à X et le début du livre XI, perdus) qui correspond au règne de Caligula et à la première moitié du règne de Claude. Suétone est un biographe, qui regroupe les événements sans préoccupation de la chronologie et étudie la personnalité de chaque empereur dans la Vie des douze Césars. Sa Vie de Claude, combinant points positifs et négatifs, le situe un peu à part, entre les « mauvais » empereurs Tibère, Galba et Domitien et les « bons » princes avec quelques défauts, tels Jules César et Vespasien. Suétone, et Tacite encore plus, considèrent Claude comme indigne de régner. Enfin, Dion Cassius consacre au règne de Claude le soixantième livre de son Histoire romaine, ce qui compense la lacune des Annales de Tacite. Toutefois, après l'année 47, cette histoire n'est parvenue à l'époque moderne que par des extraits transcrits par l'intermédiaire d'abréviateurs byzantins, et peut donc être lacunaire.

### La progressive réhabilitation du règne de Claude
Le portrait négatif de Claude dépeint par les auteurs antiques est intégré sans aucun recul par les premiers auteurs modernes comme Edward Gibbon dans leur présentation de la « décadence romaine ». Cette dépréciation est la cause d'un manque d'intérêt des historiens de l'art pour l'étude de l'iconographie de l'empereur. Le premier relevé exhaustif n'arrive qu'en 1938 avec les travaux de Meriwether Stuart, et les analyses critiques durant les années 1980. Les premières nuances aux jugements dépréciatifs sans cesse repris surviennent avec les premières études numismatiques, épigraphiques et papyrologiques au cours du XIXe siècle.
La réhabilitation commence en 1932 avec les travaux d'Arnaldo Momigliano qui met en évidence le soin et l'équité apportés par Claude à l'administration de l'Empire. Cet auteur est porté par le contexte intellectuel des grands travaux et de la planification de l'Italie mussolinienne. Sa biographie insiste donc sur un Claude réformateur, bureaucrate et centralisateur. Cette vision rencontre un écho favorable aux États-Unis en plein New Deal de Roosevelt, puis Vincenzo Scramuzza publie en 1940 The Emperor Claudius avec une approche similaire.
Dans son bilan historiographique, Anne-Claire Michel expose que « les historiens d'après-guerre et surtout des années 1990 ont nuancé cette valorisation excessive et réévaluent la contribution de l'empereur à l'histoire du principat. Dans cet objectif, deux colloques internationaux sont organisés au début des années 1990 : l'un en France et l'autre en Allemagne ». Ils marquent le 2000e anniversaire de la naissance de Claude et redéfinissent le portrait de cet empereur autrefois marqué d'une réputation d'incapable. Cette coopération scientifique entre historiens et archéologues a pour ambition d'analyser si le principat claudien constitue un tournant dans l'histoire impériale. Les conclusions tirées de ces recherches et réflexions sont claires, les années 41 à 54 s'inscrivent dans la continuité des règnes précédents, notamment des ambitions augustéennes, et prouvent l'acceptation du nouveau régime par le peuple romain. À la même époque Barbara Levick publie une biographie nuançant définitivement plusieurs poncifs de la vie de Claude, que ce soit sur son arrivée au pouvoir, qui n'est pas due au seul hasard, ou sur son œuvre centralisatrice.
Durant les années 2000, plusieurs historiens continuent de s'intéresser à l'empereur et à son règne et enrichissent encore les connaissances que l'on a de Claude. Annalisa Tortoriello et Pierangelo Buongiorno complètent ainsi nos connaissances de la politique impériale ; Donato Fasolini établit en 2006 un outil de travail bibliographique complet sur Claude ; Josiah Osgood réalise une synthèse historiographique du principat et une étude de la diffusion de son image dans les provinces.
L'historiographie de la fin du XXe siècle établit que les sources littéraires antiques jugent les empereurs essentiellement en fonction de leurs relations avec le Sénat. Ainsi, le caractère populaire d'une grande partie des décisions de Claude et sa défiance envers cette institution après de nombreux complots expliquent l'insistance et le parti-pris de nombre d'auteurs. Ce portrait négatif s'inscrit plus largement dans le rejet par la majorité des élites intellectuelles de la nouvelle forme de gouvernement mise en place par Auguste, qui avait conservé les formes républicaines, et constamment renforcée par ses successeurs qui s'éloignent progressivement du prince collaborant étroitement avec le Sénat. Une vision historiographique plus récente considère cette interprétation comme exagérée, et voit dans les écrits de Tacite et Suétone la volonté de mettre en valeur les qualités des premiers Antonins, par contraste avec les Julio-Claudiens, et plus particulièrement pour le couple Claude-Messaline, dont les défauts sont opposés aux exemplaires époux Trajan et Plotine.

## Origines et jeunesse
Claude fait partie de la troisième génération des Julio-Claudiens. Dernier enfant de Drusus l'ancien et Antonia la Jeune, il naît à Lugdunum en 10 av. J.-C. Son père décède l'année suivante et il est élevé avec sévérité par sa mère et sa grand-mère. Les auteurs anciens le décrivent comme un peu attardé et affligé de tares physiques, qui motivent une relative mise à l'écart des cérémonies publiques par sa famille. Ses problèmes physiques ont été diversement diagnostiqués par les auteurs contemporains, tandis qu'il montre de réelles capacités intellectuelles durant ses études.

### Origine

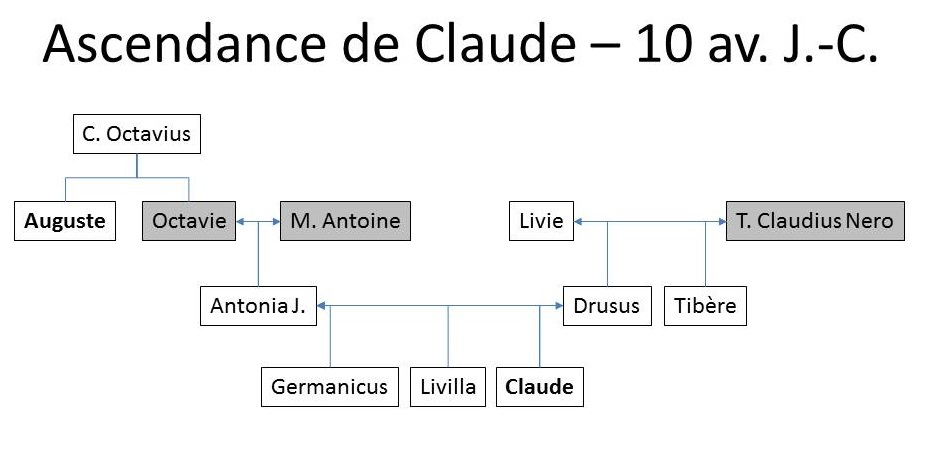
Ascendance de Claude, à sa naissance. En grisé, parents décédés à cette date.

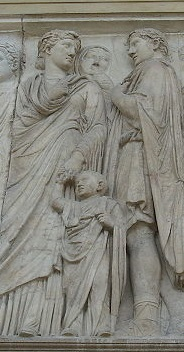
Autel de la Paix, détail de la frise montrant probablement Antonia la Jeune, Drusus et leur fils Germanicus.

Claude appartient par son grand-père Tiberius Claudius Nero à l'illustre gens patricienne des Claudii. Ce dernier a épousé Livie, et en a deux garçons, Tibère et Drusus l'ancien, avant que l'empereur Auguste n'oblige Livie, enceinte de Drusus, à divorcer et à l'épouser. Ils n'ont aucun enfant, malgré la rumeur selon laquelle Drusus aurait été le fils illégitime d'Auguste. Plus tard, Auguste renforce ses liens avec les Claudii en mariant Drusus à sa nièce Antonia la Jeune, fille de Marc Antoine et d'Octavie la Jeune. Drusus et Antonia ont comme enfants Germanicus, Livilla et Claude, et peut-être deux autres enfants morts très jeunes.
Claude est donc de la troisième génération de la famille impériale julio-claudienne, selon des alliances compliquées entre les deux familles.

### Enfance
Tandis que son mari Drusus dirige les armées romaines au-delà du Rhin, Antonia met au monde Claude le 1er août 10 av. J.-C., à Lugdunum (Lyon), où Auguste a établi ses quartiers. Il prend le nom de Tiberius Claudius Nero ou ''Tiberius Claudius Drusus selon Suétone.
En 9 av. J.-C., son père Drusus meurt lors d'une de ses campagnes en Germanie, la jambe brisée après une chute de cheval. Lors de ses funérailles publiques, le Sénat lui décerne à titre posthume le surnom de Germanicus (vainqueur des Germains), transmissible à ses fils. Claude, âgé alors d'un an, est élevé par sa mère Antonia qui se retire à la campagne et reste veuve. Elle qualifie cet enfant maladif d'avorton et voit en lui un étalon de stupidité. Il semble qu'elle ait fini par le confier à sa grand-mère Livie. Livie ne se montre pas moins dure, elle lui envoie souvent des lettres de reproches courtes et sèches. Il est mal considéré par sa famille, d'autant plus que son frère Germanicus a toutes les qualités qu'il n'a pas. Il est confié à la surveillance d'un « responsable de bêtes de somme », chargé de le châtier sévèrement au moindre prétexte,.

### Problèmes de santé, pathologies envisagées
Le rejet familial est causé par la faiblesse du jeune Claude. Dès le début de sa biographie, Suétone indique que Claude souffre de diverses maladies qui persistent durant toute son enfance et sa jeunesse. Sénèque met en scène la déesse Fièvre qui vit nombre d'années avec lui. Dion Cassius évoque un Claude élevé dans la maladie dès l'enfance, affecté par un tremblement de la tête et des mains. Les deux premiers auteurs fournissent l'essentiel des détails physiques connus. Pour Suétone, Claude a les genoux faibles, le faisant tituber, sa tête chancelle perpétuellement. Il a un rire désagréable. Lorsqu'il est emporté par la colère, il bégaye, sa bouche écume et ses narines coulent, son visage apparait hideusement déformé. Dans l'Apocoloquintose, Sénèque, qui l'a côtoyé, confirme ou précise plusieurs symptômes : Claude « remue la tête sans arrêt ; il traîne le pied droit […] répond avec des sons brouillés et une voix indistincte ». Sénèque fait aussi allusion à une possible surdité et évoque une main flasque. Suétone et Dion Cassius le disent aussi apathique, lent d'esprit et s'embrouillant facilement,.
Néanmoins, dans ses moments de calme, Claude ne semble souffrir d'aucune infirmité . Régis Martin synthétise en constatant un caractère serein au repos, pouvant alterner avec une série de tics lors des mouvements et sous le coup d'émotions. On constate alors une faiblesse des jambes pouvant entraîner la claudication, des hochements de tête incontrôlés, des troubles de l'élocution, avec parfois des écoulements du nez et de la bouche, une tendance à la surdité. En revanche, les accusations de débilité mentale ne peuvent être prises pour argent comptant face aux qualités intellectuelles démontrées par la culture de Claude.
Divers diagnostics sur ces déficiences physiques observées dès l'enfance sont proposés. L'hypothèse d'une naissance prématurée, envisagée en 1916 par l'Américain Thomas de Coursey-Ruth, déduite des qualifications de la mère de Claude (avorton simplement ébauché), n'est pas retenue. Avant la Seconde Guerre mondiale, l'hypothèse d'une poliomyélite (alors appelée «paralysie infantile ») est souvent envisagée. C'est d'ailleurs l'idée retenue par Robert Graves dans son roman Moi, Claude, publié en 1934. Selon George Burden et Ali Murad, un certain nombre de troubles observés chez Claude suggèrent qu'il est atteint de la maladie de Gilles de La Tourette,. Cependant ni la poliomyélite ni la maladie de la Tourette n'expliquent la totalité des symptômes précédemment décrits. Les théories récentes mettent plutôt en cause une infirmité motrice cérébrale, décrite par Ernestine Leon, accompagnée de spasmes,. Et enfin, le docteur Mirko Grmek signale la maladie de Little (ou diplégie spastique) , une pathologie neurologique qui recoupe l'ensemble des symptômes de Claude. Elle apparaît chez les nourrissons victimes d'un accouchement difficile, accompagné d'une insuffisance de débit sanguin génératrice de lésions cérébrales plus ou moins étendues. Les répercussions peuvent être des troubles de la démarche, provoquant le croisement spastique des jambes « en ciseau », des troubles de l'élocution tels qu'une voix saccadée et des mouvements incontrôlés du visage et des membres supérieurs, tout en préservant une intelligence normale.

### Adolescence
En 6 apr. J.-C., Germanicus et Claude président les jeux funéraires en l'honneur de leur père défunt. Pour prévenir les moqueries du public que pourrait provoquer la vue de ses tics, Claude y assiste la tête dissimulée sous un capuchon,. La prise de la toge virile entre quinze et dix-sept ans est un rite de passage pour un jeune Romain, qui marque sa sortie de l'enfance. En raison de l'état de santé de Claude, la famille organise la cérémonie dans la clandestinité, en le faisant porter en litière au Capitole au milieu de la nuit, sans aucune solennité.
Claude s'applique à ses études, mais sans éveiller de considération chez sa mère Antonia ni sa grand-mère Livie. En 7, on engage Tite-Live pour lui inculquer l'histoire, assisté par Sulpicius Flavius et par le philosophe Athénodore. L'adolescent étudie la rhétorique et rédige dans une « apologie de Cicéron » la défense de son style contre les critiques d'Asinius Gallus. Selon une missive envoyée à Livie, Auguste est surpris de la clarté avec laquelle Claude prononce un discours en privé, lui qui s'exprime avec confusion,.
Claude commence une histoire romaine, en deux livres, partant de la mort de Jules César et couvrant les guerres civiles romaines et le second triumvirat. La relecture et les reproches que font sa mère et sa grand-mère lui indiquent qu'il ne peut raconter cette période avec sincérité. Quand, plus tard, Claude reprend la rédaction de l'histoire romaine, il part de la période de paix après les guerres civiles,.
Le mariage du jeune Claude est arrangé par son entourage. Ainsi, de la même façon que Germanicus a été marié à Agrippine l'Aînée, petite-fille d'Auguste, Claude est promis à Aemilia Lepida, arrière-petite-fille d'Auguste, alliances consanguines qui resserrent les lignées des Julii et des Claudii et renforcent leur prestige. Mais ces fiançailles sont rompues après la conspiration des parents de celle-ci contre Auguste. Une seconde fiancée, Livia Medullina, descendante de l'illustre Camille, meurt de maladie le jour prévu pour le mariage. Vers 9 apr. J.-C., Claude, alors âgé de 18 ans, est marié à Plautia Urgulanilla, fille de Plautius Silvanus, un protégé de Livie. En 12 apr. J.-C., Plautia lui donne un fils, Drusus, qui meurt à l'adolescence.

## Âge adulte
Les analyses historiques construisent deux visions opposées de Claude avant son avènement : suivant une lecture littéraliste de Suétone, il est très tôt jugé inapte au rôle d'empereur par Auguste et Tibère ; écarté durant des années de toute fonction publique, et longtemps isolé, il ne doit son accession à l'Empire qu'à la mort de ses nombreux concurrents et aux espoirs tardifs qu'une partie du Sénat et des forces prétoriennes mettent en lui.
Selon un point de vue plus favorable, on ne peut affirmer l'exclusion de Claude, privé de toute importance dynastique avant son avènement. Contrairement à l'impression laissée par Suétone, il apparaît dès le principat d'Auguste comme un membre à part entière de la Domus Augusta, la nébuleuse de filiations naturelles ou adoptives et d'alliances matrimoniales organisée autour de la parenté d'Auguste. Deux éléments sont pris en considération dans cette approche : l'inclusion de Claude dans les stratégies matrimoniales et sa présence dans la statuaire impériale officielle, qui constitue une source alternative aux écrits dépréciatifs de Suétone.

### Place de Claude dans laDomus Augusta

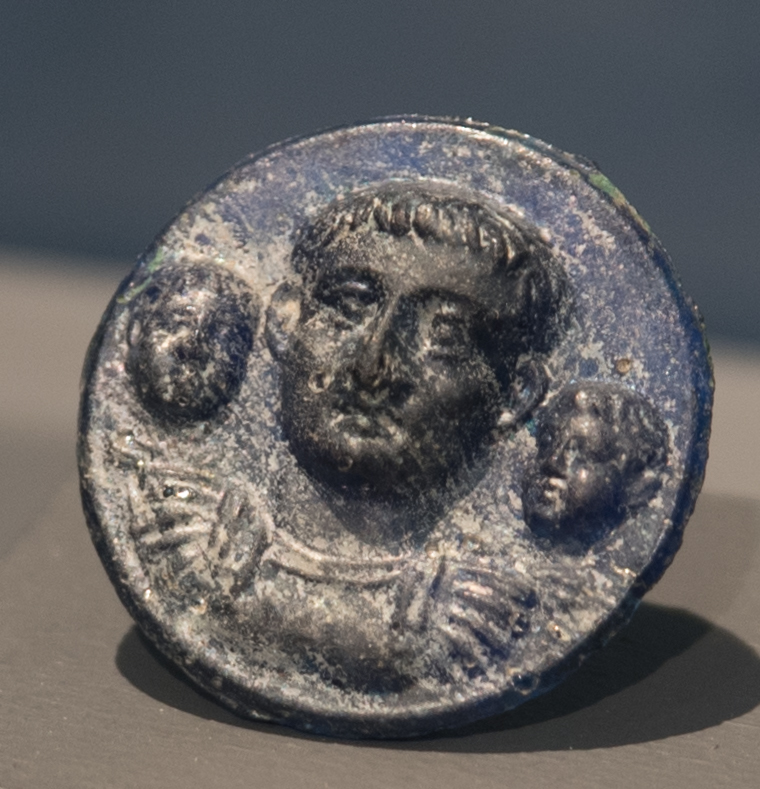
Phalère (décoration militaire) en verre avec le buste de Tibère, encadré par ceux de ses fils Drusus et Germanicus.

En 4 apr. J.-C., après la mort de ses petits-fils Caius et Lucius Cesar, Auguste organise une nouvelle fois sa succession en resserrant les liens entre sa lignée, les Iulii, et la famille des Claudii, issue de Livie : il adopte comme ses fils son dernier petit-fils Agrippa Postumus et son beau-fils Tibère, et l'oblige à adopter à son tour son neveu Germanicus, ce qui laisse Claude hors de la lignée successorale directe.
En 12 apr. J.-C., Germanicus reçoit le consulat et préside les Ludi Martiales. À l'occasion de cet événement, Auguste répond à Livie dans une lettre citée par Suétone sur l'attitude à adopter envers Claude, une fois pour toutes. Après en avoir discuté avec Tibère, il informe Livie et Antonia qu'il ne veut pas que Claude soit dans la loge impériale, car il attirerait les regards et les moqueries qui rejailliraient sur sa famille. Il admet toutefois qu'il participe à la préparation du repas des prêtres, à condition que son beau-frère Silvanus le guide et le surveille,. Barbara Levick voit dans cette lettre la décision officielle d'exclure Claude de tout événement public, et donc de la succession impériale. Selon Pierre Renucci, Claude peut faire quelques apparitions publiques, en étant encadré par des parents ou des amis, mais constate qu'il ne fera rien de plus. Frédéric Hurlet est plus nuancé, et note qu'il est normal qu'Auguste se soucie de soigner les apparences, mais qu'il exprime dans cette lettre et d'autres plus bienveillantes son désir de former le jeune Claude en lui donnant des exemples à imiter.
Les lettres d'Auguste transcrites par Suétone ont beau laisser entendre que l'empereur tient Claude à l'écart, l'affirmation officielle de son appartenance à la Domus Augusta est attestée par les groupes de statues représentant les membres de la dynastie impériale. Le plus remarqué est le groupe qui ornait la porte de la ville de Pavie. Si l'arche, les statues et les dédicaces ont disparu, l'inscription d'une série de dédicaces a été maladroitement transcrite au XIe siècle et reconstituée par Theodor Mommsen. Datées des années 7 et 8 apr. J.-C., elles nomment Auguste et Livie et toute leur descendance masculine à cette date : à droite d'Auguste quatre noms, Tibère, Germanicus et leurs fils respectifs Drusus le Jeune et Nero Cesar ; à gauche de Livie quatre autres noms, les princes décédés Caius et Lucius Cesar, avec Drusus César, second fils de Germanicus, et enfin Claude. Plusieurs spécialistes ont émis l'hypothèse de l'ajout postérieur du nom de Claude car sa présence contredit la marginalisation insinuée par Suétone, mais Frédéric Hurlet réfute cette possibilité car elle induirait d'impossibles irrégularités dans la disposition des dédicaces.

### La succession d'Auguste
Auguste meurt en 14 apr. J.-C. Son testament distribue sa fortune à Tibère et Livie au premier rang, puis à Drusus le Jeune, Germanicus et ses trois fils au second rang, et relègue Claude comme héritier de troisième rang, avec divers parents et amis, avec un legs particulier de 800 000 sesterces,. Quoique ce testament n'ait qu'une valeur privée, il correspond au schéma de succession politique préparé par Auguste, en l'absence de toute règle officielle de transmission du pouvoir.
Quel que soit le dédain de la famille impériale souligné par Suétone, il semble avéré que Claude recueille en ces circonstances une certaine estime publique. Les chevaliers choisissent Claude pour conduire leur délégation et discuter les modalités de leur participation au cortège funèbre d'Auguste, tandis que les sénateurs l'ajoutent au collège des prêtres créé pour le culte d'Auguste, les Sodales Augustales, en compagnie de Tibère, Germanicus et Drusus le Jeune. Frédéric Hurlet remarque que Claude est alors considéré comme un des héritiers spirituels d'Auguste, au même plan que ses trois parents. Toutefois, les fonctions sacerdotales, seul rôle officiel accordé à Claude, ne sont que des dignités mineures octroyées à tout jeune aristocrate de haut rang.

### Sous le règne de Tibère

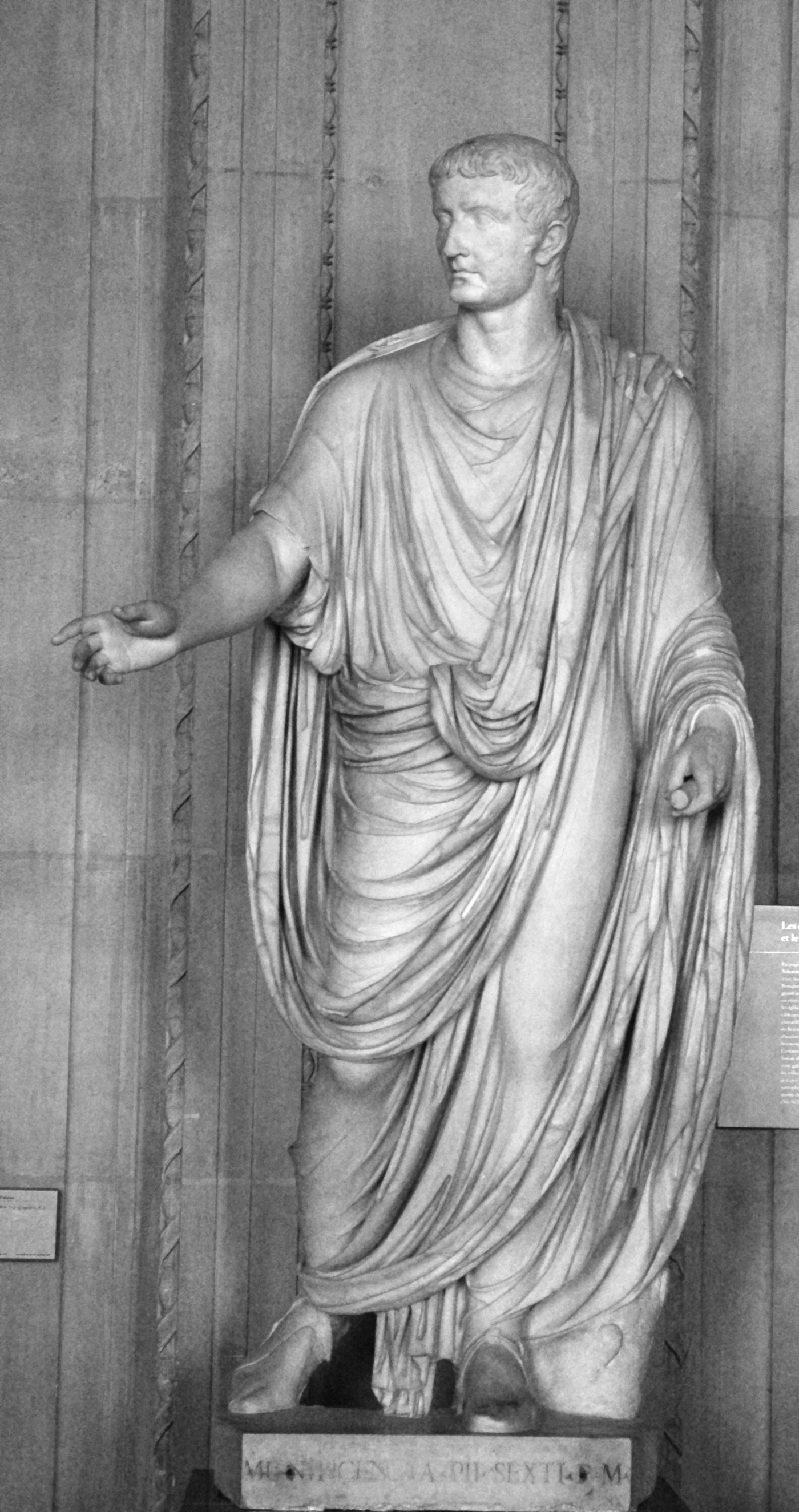
Statue de Tibère (Ier siècle), Paris, musée du Louvre.

Après la mort d'Auguste, Claude sollicite son oncle Tibère pour obtenir les mêmes honneurs que son frère Germanicus. Selon Levick, Tibère maintient l'exclusion convenue avec Auguste, et répond en n'accordant à Claude que les ornements consulaires. Claude insiste, Tibère lui retourne un mot disant qu'il lui envoie quarante aurei pour les Sigillaires, fête où l'on offre des menus cadeaux aux enfants,. Quand les sénateurs proposent que Claude participe à leurs débats, Tibère refuse encore.
En octobre 19 apr. J.-C., Germanicus décède soudainement en Orient. L'urne contenant ses cendres est rapportée en Italie pour organiser ses funérailles publiques, probablement en janvier 20 apr. J.-C. Le cortège funèbre est accueilli à Terracine, à 100 km de Rome, par Claude et son cousin Drusus le Jeune accompagnés des consuls, des sénateurs et de citoyens, tandis que ni Antonia la Jeune, mère du défunt, ni Tibère, son père adoptif, ne se déplacent,. Parmi les monuments édifiés par un décret du Sénat en l'honneur de Germanicus, on connaît précisément la statuaire d'un arc à l'entrée du cirque Flaminius, grâce à l'inscription de la Tabula Siarensis : outre Germanicus sur un char y figurent ses parents, son frère Claude et sa sœur Livilla, et ses enfants, à l'exclusion de Tibère et de la descendance de ce dernier. Levick affirme que Claude est à une place humiliante, entre la sœur de Germanicus et ses enfants, jugement que Hurlet considère comme abusif dans la mesure où la disposition précise des statues est inconnue.
Germanicus laisse une veuve, Agrippine l'Aînée, et six enfants, dont trois fils qui s'opposent comme héritiers présomptifs à Drusus le Jeune, fils de Tibère et époux de Livilla, sœur de Germanicus et de Claude. Les rivalités durant les années suivantes entre les deux branches familiales sont aggravées par les intrigues de l'ambitieux préfet du prétoire Séjan, ancien proche de Germanicus, homme de confiance de l'empereur et détesté par Drusus le Jeune. Séjan se rapproche de la Domus Augusta par la promesse en 20 d'un mariage entre sa fille et Drusus, fils de Claude,. Le mariage n'a toutefois pas lieu, car le jeune homme meurt avant, étouffé par une poire qu'il jouait à rattraper au vol avec sa bouche,.

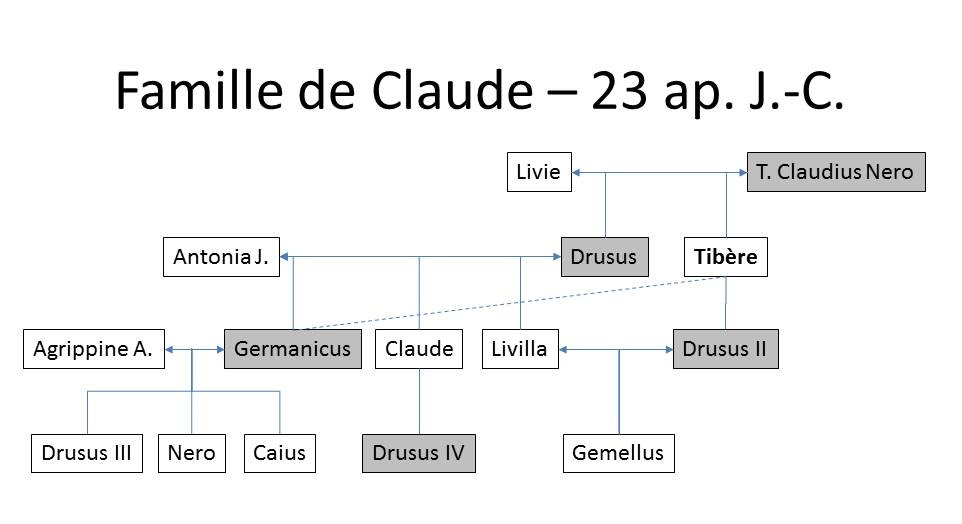
Famille impériale en 23 apr. J.-C. En gris, personnes décédées à cette date.

En 23, le fils de Tibère Drusus le Jeune (Drusus II) meurt, empoisonné par Séjan avec la complicité de Livilla, forfait seulement révélé des années plus tard,. Cette disparition ne laisse dans la ligne de succession que les deux fils en bas âge qu'il a eus de Livilla, et les trois fils de Germanicus, deux adolescents, Nero et Drusus III, et Caius encore enfant. Tibère a entamé la promotion de Nero et de Drusus III, en leur faisant octroyer la questure cinq ans avant l'âge légal, et en mariant Nero à la fille du défunt Drusus II,. Mais Claude est pour la première fois le seul parent adulte du vieux Tibère, ce qui ferait de lui un héritier potentiel. C'est probablement de ce moment que date la réflexion de sa sœur Livilla qui, ayant entendu dire qu'il serait un jour empereur, déplore publiquement qu'un tel malheur et qu'une telle honte soient réservés au peuple romain. Selon Frédéric Hurlet, la rancœur de Livilla ne traduit pas l'incapacité de son frère comme le suggère Suétone, mais se comprend mieux par la crainte que Claude évince ses fils.
Vers 24, Claude répudie Plautia Urgulanilla, sous l'accusation de débauche et d'adultère, et lui renvoie sa fille, un bébé de quelques mois, considérée comme illégitime,. Il se remarie peu après, la même année ou certainement avant 28 ou 30, avec Ælia Pætina, fille d'un ancien consul et liée à la famille de Séjan, dont il a une fille, Claudia Antonia. Claude apparaît très rarement dans les années 23 à 30, comme neutralisé par cette alliance, tandis que Séjan et Livilla éliminent Agrippine l'Aînée et ses fils Nero et Drusus. Leurs complots sont dénoncés à Tibère en 31 : Séjan est alors exécuté, Livilla disparait et est frappée de damnatio memoriae. Claude reprend ses distances en divorçant d'Ælia Pætina, devenue embarrassante par ses liens de parenté avec Séjan.

### Travaux érudits
Durant toute sa vie, Claude est un auteur prolifique. Selon l'historien Arnaldo Momigliano, c'est durant le règne de Tibère — lequel correspond au sommet de la production littéraire de Claude — que parler de la Rome républicaine devient « politiquement incorrect ». Si Velleius Paterculus, qui ménage Octave et Tibère et flatte Séjan, est publié, Aulus Cremutius Cordus est en revanche condamné en 25 apr. J.-C., accusé d'avoir composé des annales louant les assassins de César, Brutus et Cassius.
Les jeunes se tournent vers l'histoire impériale plus récente, ou vers des sujets antiques peu connus. Claude est à cette époque l'un des rares savants à s'intéresser à ces deux domaines. Parmi ses œuvres, en plus de son Histoire du règne d'Auguste — écrite en quarante-et-un livres en latin, probablement un par année sur la période située entre 27 av. J.-C. à 14 apr. J.-C. —, dont la première version en deux livres lui avait causé des déboires, on compte une Histoire des Tyrrhéniens (nom grec des Étrusques) en vingt volumes et une Histoire de Carthage en huit volumes, toutes deux en grec. Ces Histoires, commencées sous l'égide de Tite-Live, sont probablement achevées avant la proclamation de Claude. Arnaldo Momigliano, qui pourtant réhabilite le gouvernement de Claude, dédaigne ces œuvres historiques et les classe au rang de compilations pédantes d'auteurs antérieurs. Jacques Heurgon le contredit en 1954 en affirmant le sérieux de l'intérêt étruscologique de Claude. En effet, son mariage pendant quinze ans avec Plautia Urgulanilla, issue d'une puissante famille toscane, a dû lui ouvrir l'accès à la culture étrusque. On le constate lorsqu'il soutient devant le Sénat le maintien du collège des haruspices, car « il ne fallait pas laisser périr le plus ancien des arts cultivés en Italie ». Et dans son discours sur les sénateurs gaulois, il donne des détails des rois étrusques de Rome sensiblement différents de ceux de Tite-Live.
Enfin, il rédige son autobiographie en huit volumes, que Suétone juge dénuée d'esprit. En outre, dans les discours qui ont survécu, Claude critique sévèrement ses prédécesseurs ainsi que les membres de sa famille.
Aucun de ces travaux n'a survécu. Suétone énumère les ouvrages de Claude, mais ne semble puiser que dans son autobiographie pour rapporter la sévérité qu'il subit dans son enfance. Claude est aussi la source de quelques passages de l'Histoire naturelle de Pline l'Ancien sur la géographie et l'histoire naturelle.

Les lettres claudiennes.

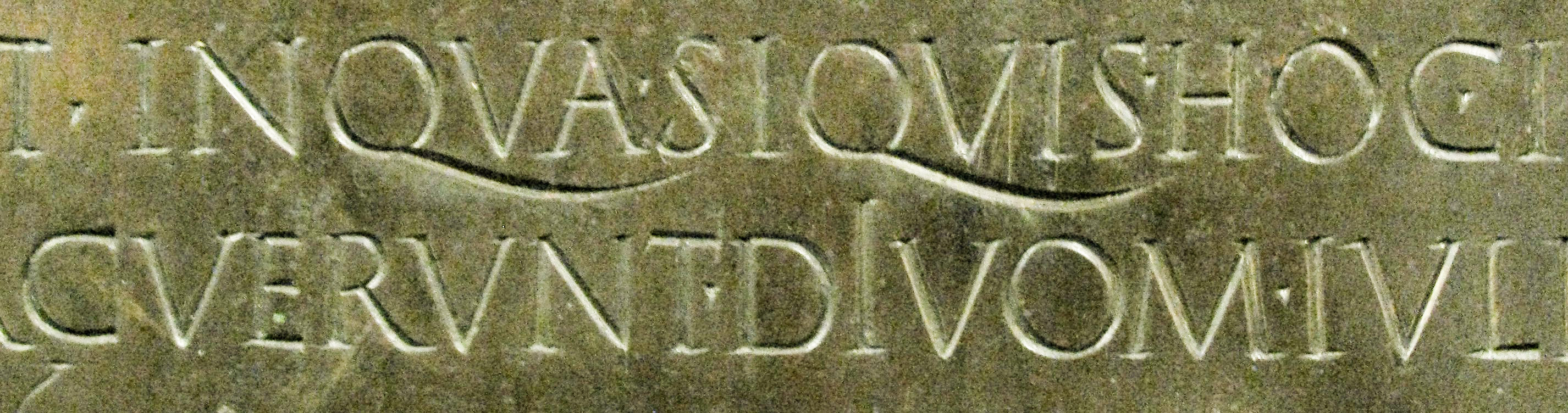
Détail de la table claudienne de Lugdunum, séparation de certains mots par des points : .INQVA.SIQVIS.HOC.

Claude a proposé d'autre part une réforme de l'alphabet latin en y ajoutant trois nouvelles lettres, dont deux sont l'équivalent des lettres modernes : le V (le digamma inversum Ⅎ), consonne que l'écriture latine ne distingue pas de la voyelle U [u], le Y [w] (le sonus medius) et une troisième (l'antisigma) transcrivant les sons PS [p͡s] et BS [b͡s]. Il publie avant son avènement un écrit les proposant et les institue de manière officielle durant sa censure, mais ses lettres ne perdurent pas après son règne.

### Loisirs décriés
Mis à l'écart, Claude ne se consacre pas seulement aux loisirs intellectuels. Selon Suétone, il s'entoure de gens abjects et s'adonne à l'ivrognerie et aux jeux,,. Amateur passionné de jeu de dés, que Sénèque caricature en le figurant secouant un cornet troué, il écrit même un traité sur ce jeu, perdu comme ses autres écrits.
Il fréquente les banquets avec une goinfrerie sans mesure, buvant et mangeant jusqu'à sombrer dans la torpeur,. Aurelius Victor évoque un Claude « honteusement soumis à son ventre ». Aux yeux des historiens romains, ces excès sont le signe d'une absence d'éducation, d'un défaut de maîtrise de soi et d'une soumission à ses sens — défauts caractéristiques d'un tyran. Il éprouve parfois des douleurs stomacales si vives qu'il parle de se suicider. Là encore, plusieurs interprétations médicales sont possibles : pancréatite chronique, liée à l'abus éthylique et très douloureuse, ulcère gastro-duodénal ou dyspepsie stomacale. Dans son Apocoloquintose, Sénèque fait aussi une allusion caricaturale aux flatulences et à la goutte affectant Claude — les flatulences pouvant coïncider avec la dyspepsie, et la goutte (une hyperuricémie, en terminologie moderne) constituant une pathologie vraisemblable, vu les excès alimentaires du sujet.

### Succession de Tibère
Tibère meurt le 16 mars 37. Tacite affirme qu'il a hésité sur le choix de son successeur, entre ses petits-fils adoptif et naturel — respectivement, Caligula, un jeune homme inexpérimenté, et Tiberius Gemellus, encore un enfant —, et qu'il a même pensé à Claude, d'âge plus mûr et désireux de faire le Bien, mais dont la « faiblesse mentale » (« imminuta mens ») constituait un obstacle. Son testament désigne comme cohéritiers Caligula et Gemellus, à égalité. Caligula prend les devants avec l'aide du préfet du prétoire Macron, qui le fait acclamer avant d'être confirmé par le Sénat. Peu après, il élimine Tiberius Gemellus en l'accusant d'une prétendue tentative d'empoisonnement.
Le testament de Tibère place Claude en héritier de troisième ligne, comme l'avait fait Auguste, avec tout de même un legs de deux millions de sesterces, et le recommande, lui et d'autres parents, aux armées, au Sénat et au peuple romain.

### Sénateur sous Caligula

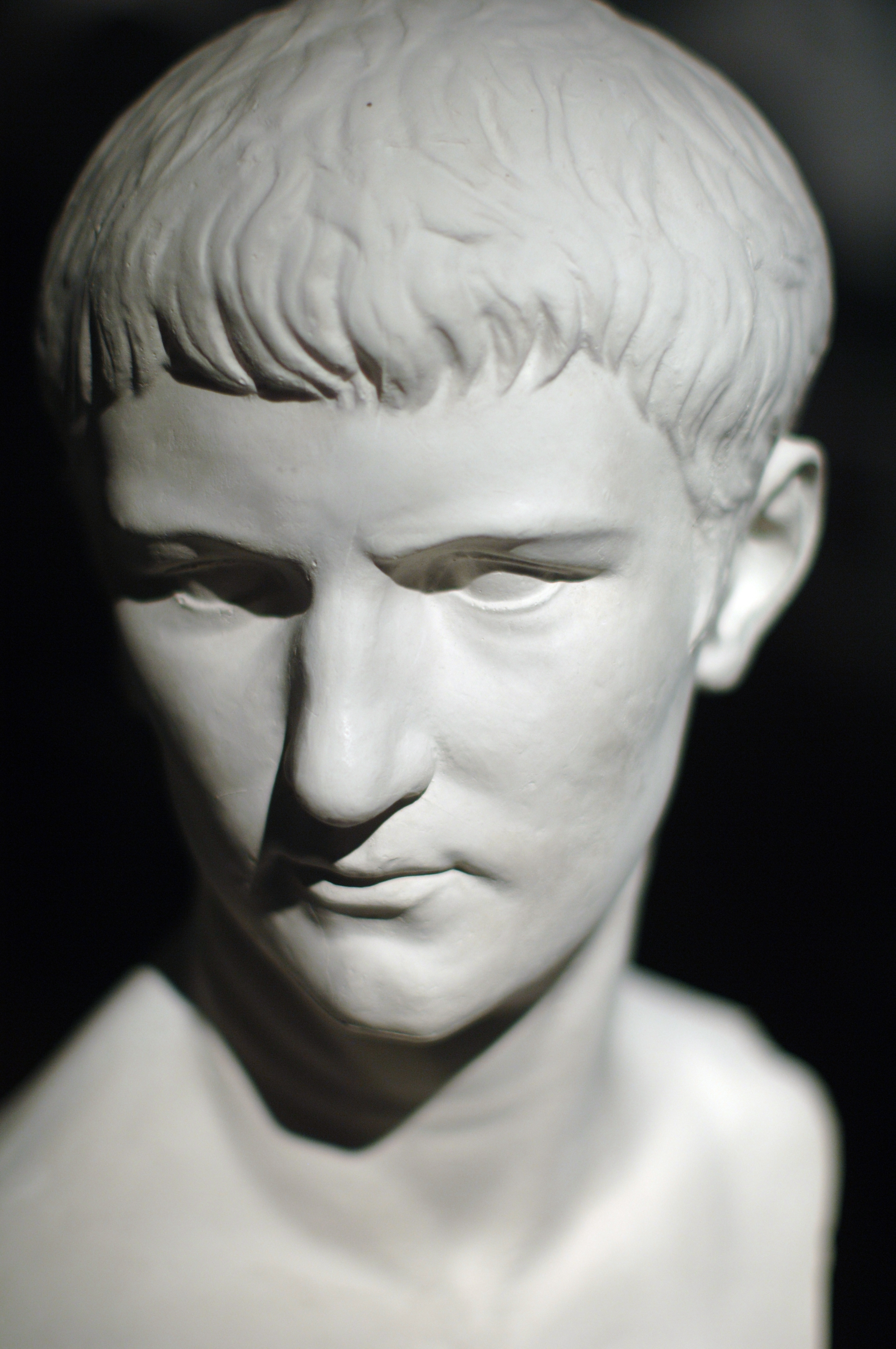
Buste de Caligula, musée des sciences naturelles de Houston.

Aussitôt proclamé empereur, Caligula multiplie les manifestations de piété filiale, célèbre des cérémonies funèbres en l'honneur de Tibère et de ses parents défunts Germanicus et Agrippine l'Aînée, accorde des titres à sa grand-mère Antonia la Jeune. Se nommant lui-même consul suffect, il prend son oncle Claude comme collègue durant deux mois,, du 1er juillet au 31 août, ce qui le fait enfin entrer au Sénat. Même si cette promotion est le plus grand honneur possible pour Claude, elle est tardive – il a 46 ans – et ne suffit pas à lui accorder l'influence qu'il pouvait espérer. De plus, il ne donne pas toute satisfaction dans ses fonctions, car Caligula l'accuse de négligence dans le suivi de l'installation de statues dédiées à ses défunts frères Nero et Drusus,.
Suétone rapporte l'attitude changeante de Caligula envers Claude : il le laisse présider quelques spectacles à sa place, ce qui lui permet d'être acclamé comme « oncle de l'empereur » ou « frère de Germanicus ». Mais lorsque Claude fait partie d'une délégation envoyée en Germanie par le Sénat pour féliciter l'empereur d'avoir échappé à un complot, Caligula s'indigne qu'on lui envoie son oncle comme à un enfant à régenter,.
En octobre 38, un incendie ravage le quartier des Aemiliana, qu'on situe dans la banlieue de Rome. D'après Suétone, Claude, réfugié pendant deux jours dans un bâtiment public, engage tous les moyens possibles pour combattre le feu, envoyant des soldats et ses esclaves, appelant les magistrats de la plèbe de tous les quartiers, et récompensant sur le champ l'aide des pompiers volontaires. Après la destruction de sa demeure dans l'incendie, le Sénat vote sa reconstruction sur fonds publics,.

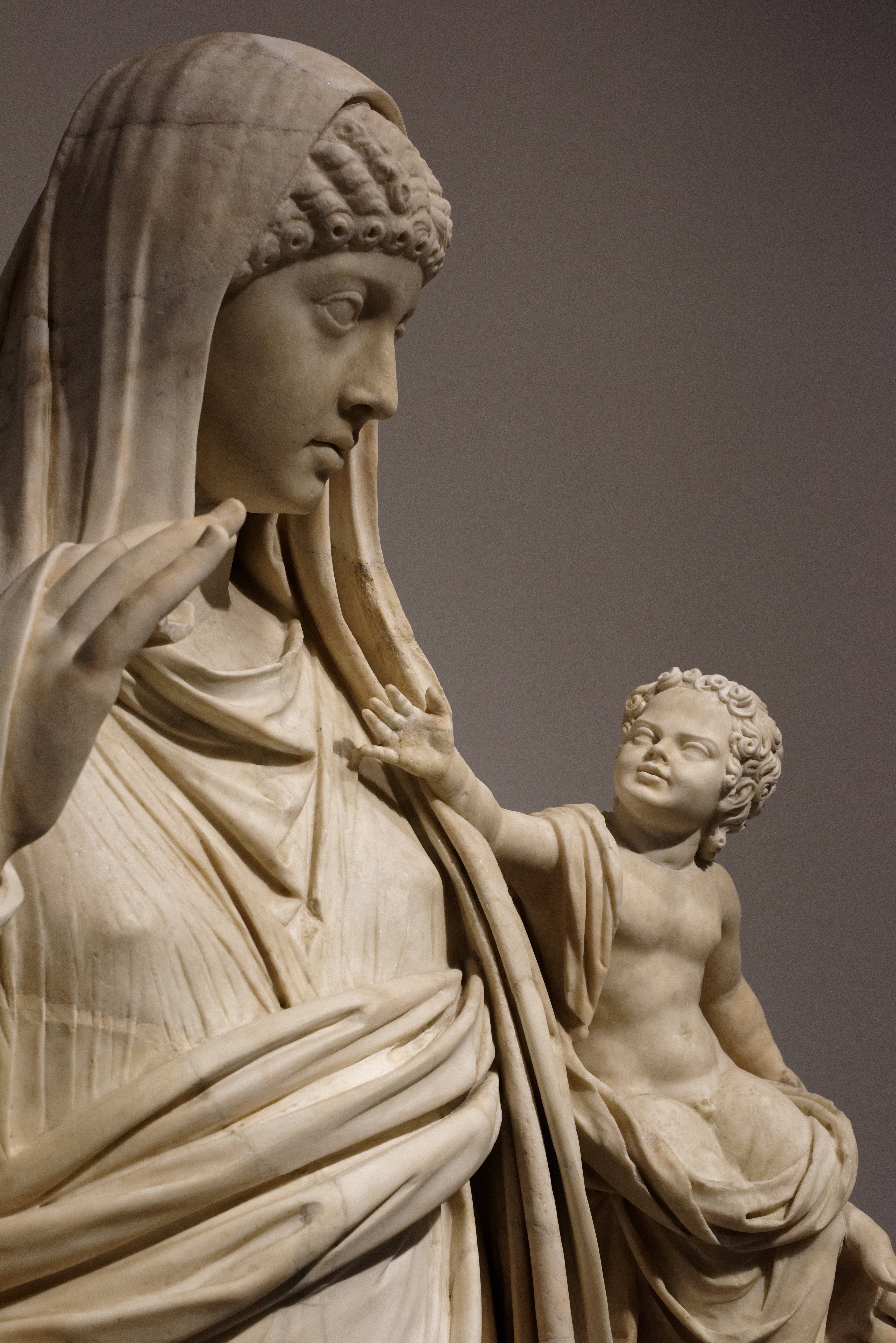
Messaline tenant son fils, le futur Britannicus. Musée du Louvre.

Claude est alors un homme mûr, à la taille bien faite et élancée, dont les cheveux blancs ajoutent à la gentillesse naturelle de son visage, donnant, selon Suétone, grandeur et dignitas à son être entier. Il épouse Messaline, une petite-nièce d'Auguste beaucoup plus jeune que lui et qui lui donne aussitôt deux enfants, Octavie et Britannicus.
En l'absence de sources antiques, on ignore tout de Messaline avant qu'elle soit impératrice, sauf son ascendance : par son père Marcus Valerius Messalla Barbatus et par sa mère Domitia Lepida Minor, elle est une arrière-petite-fille d'Octavie la Jeune, qui est la sœur d'Auguste, et aussi la grand-mère de Claude. En revanche, la date de naissance de la mariée, son âge, la date de cette union et surtout sa raison sont toutes conjecturales. Les seuls points de repère chronologiques connus sont : 12 ans comme âge minimum légal de mariage d'une Romaine et la mise au monde de Britannicus vingt jours après la proclamation de Claude selon Suétone, soit le 12 février 41. Tous les historiens s'accordent pour situer le mariage sous Caligula, peu avant 41 selon Ronald Syme, peut-être lors du consulat de Claude en 37 pour C. Ehrhardt, ou encore en 38 ou au début de 39 pour Levick pour placer la naissance d'Octavie un an ou deux avant celle de son frère, en 39 ou début 40.
Messaline, fortunée et d'une lignée prestigieuse, est un des meilleurs partis du moment, capable de renflouer Claude. Pour certains historiens, Caligula la neutralise en la mariant à Claude et évite ainsi de légitimer un autre aristocrate, capable d'être un prétendant potentiel. Barbara Levick fait aussi remarquer que la famille de Messaline, et surtout sa tante Claudia Pulchra, ont fidèlement soutenu Agrippine l'Aînée sous Tibère, malgré les poursuites encourues. La prestigieuse alliance avec la famille impériale serait alors une sorte de récompense.

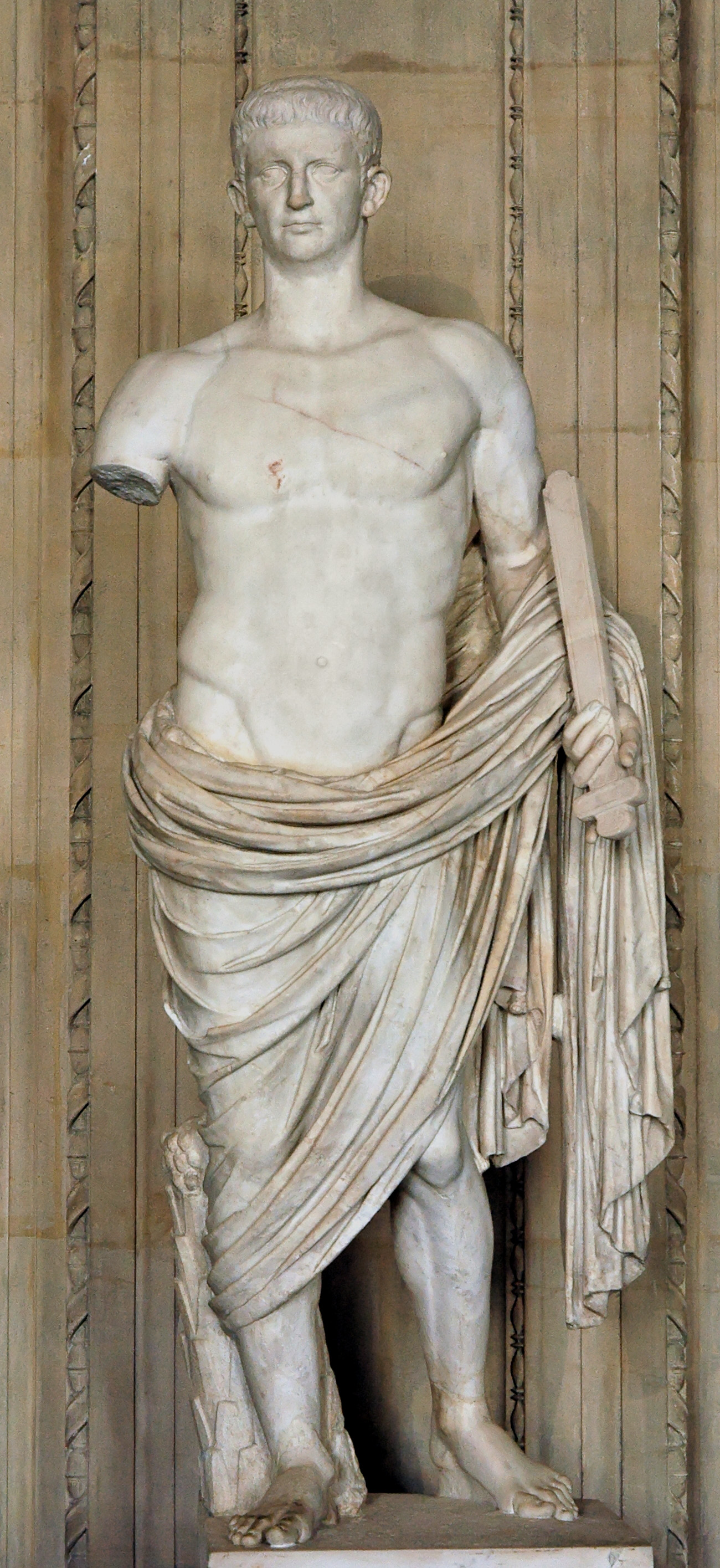
Claude dit de Gabies, reprise d'une statue de Caligula. Musée du Louvre.

Selon Suétone, la promotion de Claude comme sénateur ne lui vaut pas plus de respect à la cour impériale : on le ridiculise lorsqu'il s'endort, comme souvent à la fin des repas, en le bombardant de noyaux ou en le faisant réveiller sous le fouet des bouffons. Au Sénat, quoiqu'il soit règlementairement intégré au groupe des anciens consuls, on ne lui donne la parole qu'en dernier. Enfin, il est presque ruiné lorsqu'on lui impose son adhésion à un collège de prêtres, qui l'oblige à payer huit millions de sesterces.
Plusieurs inscriptions honorifiques datées d'entre 37 et 41 montrent au contraire que Claude connaît un certain prestige dans les provinces, comme celle sur une base de statue près du temple de Rome et d'Auguste de Pola en Illyrie, à Alexandrie de Troade en Asie, dédié par un chevalier devenu duumvir de cette colonie,. Une autre inscription à Lugdunum, près du temple municipal, associe Caligula à une princesse impériale et à Claude, elle pourrait dater du séjour de Caligula en Gaule à la fin de l'été 39 ou plus vraisemblablement en 40,.

## Les événements de janvier 41 et la prise du pouvoir
Après plus de trois ans de règne, le mécontentement contre Caligula est tel que nombreux sont ceux qui souhaitent sa disparition, et quelques-uns vont oser passer à l'acte.
Dans la rivalité entre les prétendants à la succession, Claude trouve « malgré lui » le soutien efficace des forces armées stationnées à Rome, tandis que le Sénat, assemblée vénérable mais impuissante, est incapable de restaurer un régime d'apparence républicaine et doit entériner la proclamation du nouvel empereur.

### Le meurtre de Caligula

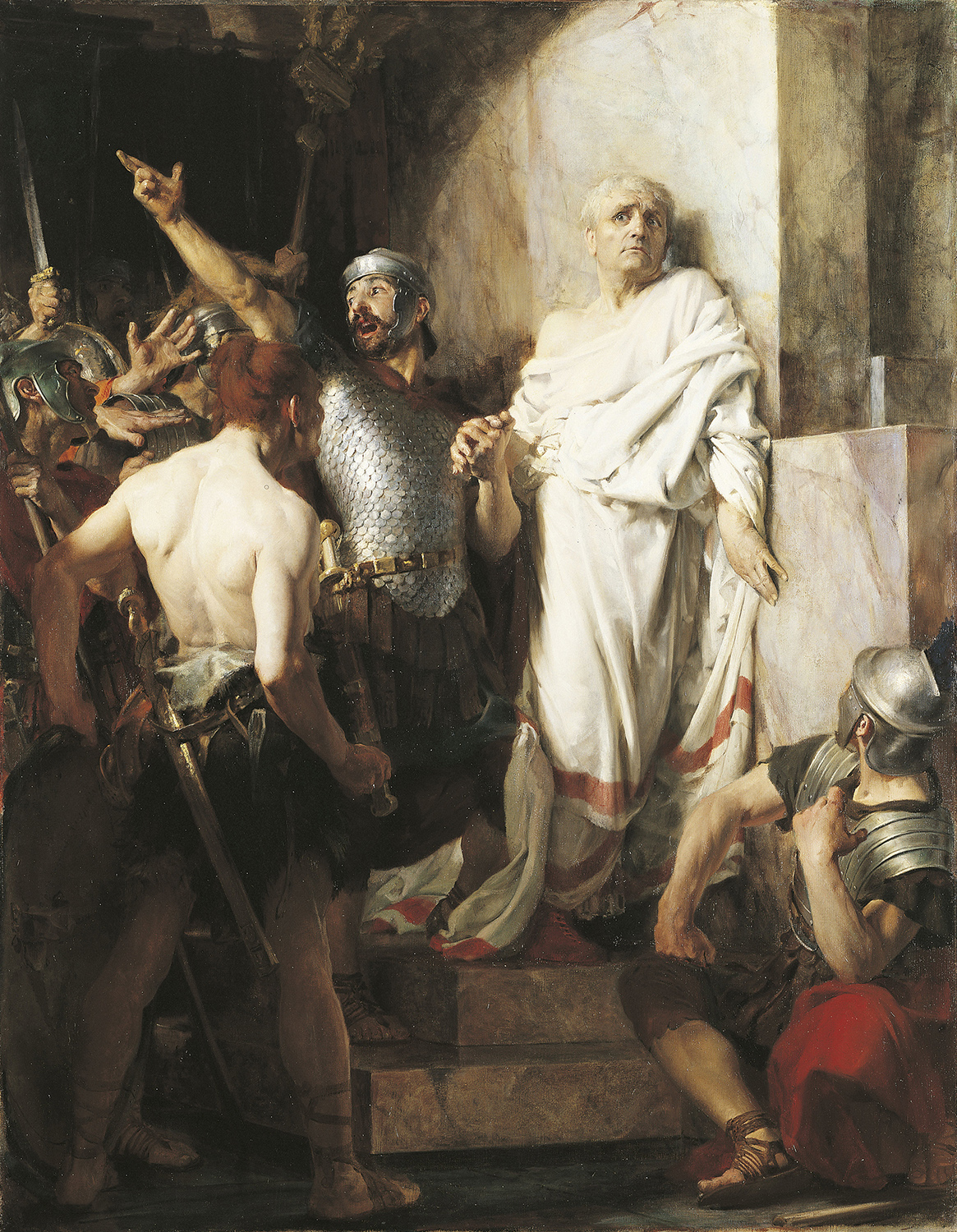
Claude proclamé empereur, peinture de Charles Lebayle selon le récit de Flavius Josèphe, 1886.

Caligula est assassiné le 24 janvier 41. La narration de son meurtre par Flavius Josèphe est la plus détaillée et est antérieure à celle de Suétone : Caligula quitte vers midi une représentation de théâtre, accompagné de Claude, de son beau-frère Marcus Vinicius, de Valerius Asiaticus et d'une escorte de trois tribuns du prétoire, dont Cassius Chaerea et Cornelius Sabinus. Dans un passage menant au palais, Claude, Vinicius et Asiaticus quittent Caligula, donnant, volontairement ou non, l'opportunité à Cassius Chaerea et Sabinus de frapper à mort Caligula,.
Sa femme Cæsonia et sa fille Julia sont aussi tuées pendant l'opération. Lorsque les Germains de la garde personnelle de Caligula apprennent sa mort, ils tuent au hasard trois sénateurs présents sur les lieux du meurtre,.
Lorsque Claude apprend le meurtre de son neveu, il s'éloigne, ignorant si les meurtriers n'en ont pas après lui, en allant sur une terrasse. Il y est découvert par un soldat et ses compagnons qui mettent Claude en sécurité en le portant en litière jusqu'au camp de la garde prétorienne, laissant croire qu'il est mort. Selon Renucci, qui reprend la célèbre narration de Suétone, Claude échappe ainsi de peu à un destin funeste : il aurait pu être tué par les loyalistes le considérant comme comploteur ou par les meurtriers voulant éliminer toute la dynastie. Castorio considère cette scène d'anthologie d'un Claude apeuré, découvert par hasard et proclamé malgré lui empereur, comme une caricature peu crédible.
Caligula s'était fait trop d'ennemis pour que l'acte de Chaerea soit une initiative isolée. Flavius Josèphe donne le nom d'un conjuré, Calliste, affranchi de Caligula, riche et influent, mais qui redoutait l'arbitraire de son maître et servait Claude secrètement. Castorio estime que Calliste n'aurait pas pris le risque d'un complot, sans avoir l'assurance de la protection de Claude en cas de succès. Enfin, Castorio n'exclut pas que cet avènement de Claude, « par hasard », soit un récit forgé a posteriori, qui offre l'avantage d'exonérer Claude d'une participation au complot, quitte à passer pour couard et ridicule. Mais si certains historiens ont supposé une participation directe de Claude à la conjuration, ou son acceptation tacite, en l'état actuel de nos connaissances, rien ne permet de valider ces hypothèses.

### Le Sénat et Claude
Immédiatement, les consuls Cn. Sentius Saturninus et Q. Pomponius Secundus réunissent le Sénat et, avec des cohortes urbaines, prennent le contrôle du Capitole et du forum,,. Le Sénat envoie deux messagers à Claude, tribuns de la plèbe sacro-saints et non sénateurs pour éviter de laisser des otages, pour le convaincre de venir s'expliquer devant l'assemblée. Claude à son tour évite de se déplacer, et demande aux messagers de transmettre ses bonnes intentions au Sénat.
Certains historiens, se fondant sur Flavius Josèphe, estiment que Claude était alors influencé par le roi de Judée, Hérode Agrippa. Cependant, une seconde version du même auteur, probablement fondée sur une Vie d'Agrippa, minimise son rôle dans les événements. Hérode Agrippa, après avoir convaincu Claude de ne pas abandonner le pouvoir, va négocier avec le Sénat et le convainc de ne pas prendre les armes. Il fait croire que Claude ne peut venir parce qu'il est retenu de force par les prétoriens.
Les assassins de Caligula n'ont pas prévu de remplaçant. Plusieurs noms circulent : le beau-frère de Caligula, Marcus Vinicius, Lucius Annius Vinicianus ou encore Valerius Asiaticus,. Aucun n'est retenu, et quelques hauts personnages tel Galba sont contactés.
Quoi qu'il en soit, la garde prétorienne acclame Claude empereur dès le soir du 24, ou au début du 25. Le Sénat ne peut qu'avaliser. Claude promet un donativum de 15 000 sesterces selon Suétone ou 5 000 drachmes selon Josèphe (soit 20 000 sesterces) à chaque prétorien,. Cette somme, dix fois supérieure à ce qu'avait consenti son prédécesseur, persuade les derniers partisans du Sénat de se rallier à lui. L'assemblée tente une dernière manœuvre en envoyant Cassius Chaerea, un des officiers qui ont tué Caligula, mais il est reçu par des prétoriens hurlant au nouvel empereur et sortant les glaives. Claude répond via Agrippa qu'il n'avait pas souhaité le pouvoir, mais qu'il le conservait, après avoir été nommé par les gardes. Il ajoute qu'il gouvernera avec le Sénat.
En définitive, l'épisode tragique de l'assassinat de Caligula et de l'avènement de Claude renforce le principe impérial, en démontrant que, même en vacance de cette autorité, le Sénat ne parvient pas à rétablir la République. L'armée et le peuple ont pris parti pour le régime impérial.

## Règne

### Premières mesures
Dès son avènement, Claude s'emploie à rassurer, à restaurer sa réputation et à asseoir sa légitimité. Il annonce par édit que ses colères seront courtes et inoffensives et il réfute sa prétendue stupidité en affirmant qu'il feignait, pour échapper aux menaces de Caligula,.
Claude décrète immédiatement une amnistie générale, seul Cassius Chaerea est exécuté, car on ne peut impunément assassiner un empereur. Son complice le tribun Cornelius Sabinus est amnistié, mais il se suicide par solidarité. Claude fait détruire les poisons trouvés dans l'appartement de Caligula et brûler tous ses dossiers compromettants,, mais refuse que sa mémoire soit condamnée par une damnatio memoriae et que le jour de sa mort soit noté comme un jour de fête. Il rappelle les exilés du règne précédent, dont ses nièces Agrippine la Jeune et Julia Livilla.
Claude n'a pas autant de légitimité que ses prédécesseurs, car il ne descend d'Auguste ni par le sang ni par l'adoption ; il insiste donc, dès sa proclamation, sur son appartenance à la domus Augusta, la maison d'Auguste. Il promet de gouverner en prenant exemple sur Auguste. Il s'appelle maintenant Tiberius Claudius Caesar Augustus Germanicus : il adopte le nom d'Auguste comme ses prédécesseurs au début de leur règne, et le cognomen de « César » qui devient à cette occasion un titre alors qu'il avait été transmis jusqu'à Caligula uniquement par filiation naturelle ou adoption. C'est probablement le Sénat qui est à l'initiative de cette transformation. Par contre, il refuse de prendre comme prénom le titre d'Imperator, trop connoté militairement (« commandant victorieux »). Il conserve le surnom honorifique de Germanicus, lien avec son défunt frère héroïque, et utilise fréquemment l'expression « fils de Drusus » (filius Drusi) dans ses titres pour rappeler son père exemplaire et s'approprier sa popularité. Il déifie sa grand-mère paternelle Livie, l'épouse du divin Auguste, et accorde à sa défunte mère Antonia la Jeune le titre d'Augusta,. Enfin, il attend trente jours avant de venir accepter les honneurs et les titres dus à l'empereur, de même que celui de Père de la patrie qu'il ne prendra qu'un an plus tard.

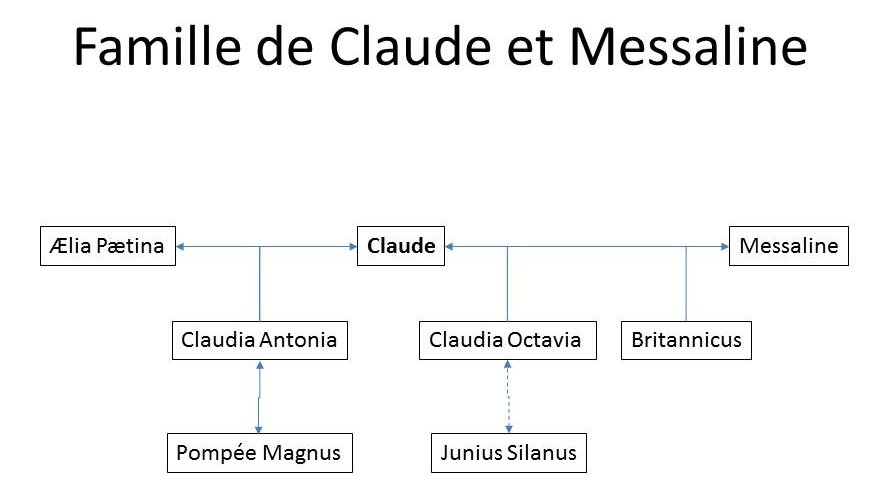
Famille de Claude et de Messaline, vers 42.

Quelques jours après l'avènement de son mari, le 12 février, Messaline met au monde un héritier impérial, que Claude nomme Tiberius Claudius Germanicus, le futur Britannicus. La même année 41, le couple impérial complète les alliances familiales : Claude marie sa fille aînée Claudia Antonia à Pompée Magnus, illustre descendant de Pompée, fiance sa seconde fille Claudia Octavia, encore enfant, à Junius Silanus et leur fait décerner les premiers honneurs du vigintivirat.
De son côté, Messaline accuse d'adultère Julia Livilla, sœur de Caligula, et son amant présumé Sénèque. Renvoyée en exil, Julia Livilla meurt ou est exécutée peu après,. Les historiens modernes admettent que Messaline ait pu redouter l'importance de Julia Livilla, précédemment accusée de complot et exilée, et de surcroît épouse de Marcus Vinicius, envisagé par le Sénat comme successeur possible de Caligula.

### Relations avec le Sénat
Claude s'impose au Sénat tout en affaiblissant considérablement son autorité, et de nombreux sénateurs en ont certainement éprouvé du ressentiment. Claude, en bon politique, le comprend et assure la puissante institution de son respect tout en sévissant impitoyablement lorsqu'un complot est démasqué.

#### Collaboration
À l'inverse de Caligula, Claude s'applique à ménager les sénateurs, en leur témoignant les marques de courtoisie dues à leur rang. Par exemple, pendant les sessions régulières, l'empereur est assis parmi l'assemblée du Sénat, parlant lorsque vient son tour et se levant pour s'adresser à l'assemblée, bien que la position debout prolongée lui soit difficile. Lors de la présentation d'une loi, il est assis sur le banc réservé aux tribuns dans son rôle de porteur de la puissance tribunitienne (étant patricien, l'empereur ne peut pas officiellement être tribun de la plèbe mais ce pouvoir a été accordé aux empereurs précédents). Suétone, faute de l'épingler pour son manque de civilité, insinue qu'il en montre trop,.
Néanmoins, Claude reste prudent et, après avoir sollicité l'accord du Sénat, se fait accompagner dans la curie d'une escorte de protection formée du préfet du prétoire et de tribuns militaires.
D'après un extrait de discours retrouvé sur un fragment de papyrus, Claude encourage les sénateurs à débattre des projets de loi. Claude sévit aussi contre l'absentéisme au Sénat, au point que, selon Dion Cassius, plusieurs sénateurs sévèrement punis de leur absence se suicident, épisode dépourvu de précision, dont on ne sait la part de réalité ou de médisance.
En 45, pour couper court aux absences, Claude retire au Sénat le droit de délivrer des congés, et se le fait attribuer exclusivement,.

#### Complots et représailles

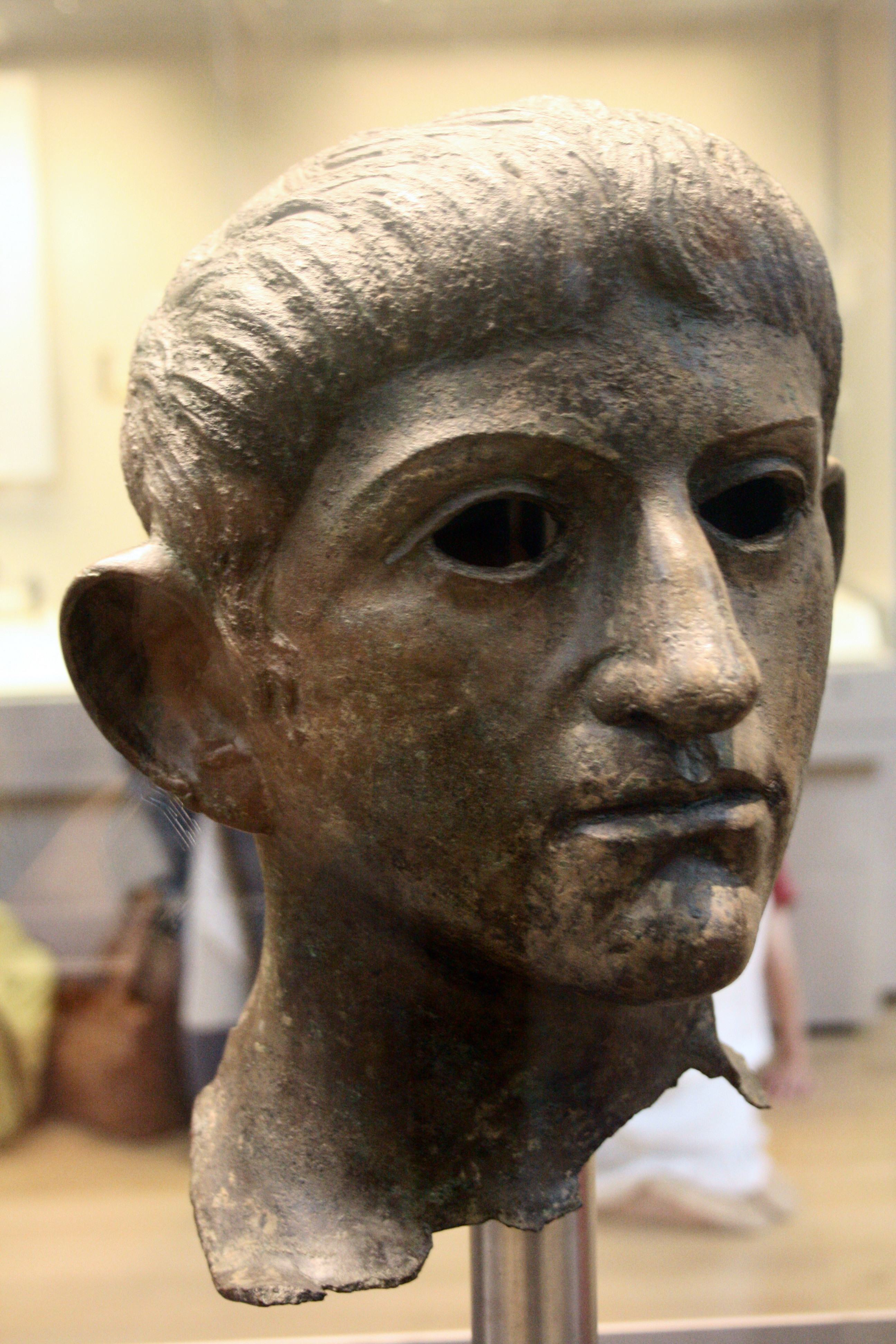
Tête en bronze d'un empereur romain, probablement Claude, Ier siècle. Découvert à Rendham. British Museum.

Néanmoins, des menaces émanent rapidement d'une partie du Sénat. Exécutions et suicides de sénateurs vont se succéder, pour des complots ou des suspicions impériales, rapportés par Suétone, Dion Cassius et Tacite. Ceux-ci les expliquent par le caractère peureux de Claude, redoutant un assassinat et jouet des intrigues d'une Messaline perverse, soutenue par ses affranchis. Ces historiens justifient les accusations formulées par Messaline par sa jalousie contre les rivales possibles, son avidité pour les biens de ses victimes ou sa volonté de domination sexuelle, parfois même les deux. L'attitude des historiens modernes varie du respect des grands auteurs antiques, où tout est vrai, à la circonspection qui tente de démêler le vrai du faux pour réinterpréter l'Histoire, jusqu'à l'hypercritique, qui nie toute certitude historique sur la présentation négative des intentions de Claude et de son entourage. Parmi les théories interprétant les motivations impériales, Levick considère que le couple impérial se concilie les rivaux potentiels, et attend qu'ils soient vulnérables pour les éliminer si le danger persiste. Renucci partage cette vision : Tacite et les autres historiens ne doivent pas être lus au premier degré, mais sous-entendent beaucoup plus qu'ils n'expriment. Pour lui, Claude n'hésite pas à éliminer ceux qu'il craint, quitte à tenter de les endormir dans un premier temps par divers honneurs et alliances pour les éliminer quand l'occasion se présente.
Peu de temps après la proclamation de Claude, en 42, Suétone et Dion Cassius citent une première exécution de sénateur, celle d'Appius Silanus, légat en Espagne puis époux en secondes noces de Domitia Lepida, la mère de Messaline. Selon Dion Cassius, il aurait offensé Messaline en refusant d'être son amant. Tout en émettant des réserves, Suétone expose une machination rocambolesque : en exploitant la peur de Claude, Messaline puis l'affranchi Narcisse prétendent avoir rêvé de son assassinat par Appius Silanus, et obtiennent sa mise à mort dès qu'il se présente au palais,,. Des historiens modernes doutent de ce récit, trop conforme à l'image d'une Messaline criminelle et frustrée et d'un Claude peureux manipulé par son entourage. Pour Levick, suivie par Renucci, Claude n'est ni stupide ni innocent et c'est lui l'inspirateur d'une élimination préventive de Silanus, après l'avoir attiré à la cour impériale. D'autres supposent un complot de Silanus, découvert à temps.
Peu après, Scribonianus, légat de Dalmatie, se révolte, incité par le sénateur Vinicianus, cité en 41 comme successeur possible de Caligula et craignant de le payer de sa vie. Mal préparée, peut-être improvisée à la suite de l'exécution d'Appius Silanus, la tentative est un échec, les soldats refusent de suivre Scribonianus qui se suicide ou est tué. Caecina Paetus, membre de la conspiration, est arrêté en Dalmatie et transféré à Rome. Son épouse Arria l'encourage au suicide en se poignardant elle-même. Selon Dion Cassius, les mises en accusation se font au Sénat, en présence de Claude, et un grand nombre de conspirateurs, des sénateurs dont Vinicianus et des chevaliers, préfèrent le suicide à la délation et la torture orchestrées selon Dion Cassius par Messaline et Narcisse.,.
Mais, contrairement aux poursuites menées sous Tibère, les enfants des conjurés sont épargnés. Cette sédition avortée montre la fidélité de l'armée à Claude, confirmée durant tout son règne. Après cette alerte, il fait voter par le Sénat le titre de Claudia Pia Fidelis pour récompenser les légions de Dalmatie qui ont refusé de marcher contre lui, une façon d'appeler les sénateurs à témoigner de leur soutien à l'empereur.

#### Épurations dynastiques
Dion Cassius situe lors des années 46 et 47 apr. J.-C. une série d'éliminations dans la famille impériale, visant les gendres de Claude et l'entourage des sœurs de Caligula, Agrippine la Jeune et Julia Livilla.
En 46, selon Dion Cassius, Messaline empoisonne Marcus Vinicius, ex-beau-frère de Caligula, qui aurait refusé d'être son amant. Dion indique aussi qu'il était suspecté de vouloir venger la mort de son épouse Julia Livilla,.
Une tentative d'assassinat du fils d'Agrippine, le petit Domitius Ahenobarbus, futur Néron, aussi imputée à Messaline, est qualifiée de fable par Suétone.
En 46 ou en 47, le gendre de Claude, Pompée Magnus, est exécuté pour des motifs que ni Suétone ni Dion Cassius n'indiquent,, mais que les historiens modernes supposent être la volonté de Messaline, et peut-être celle de Claude, d'éliminer une possible concurrence de leur fils Britannicus. L'exécution simultanée du père de Pompée Crassus Frugi et de sa mère, n'est évoquée que par Sénèque, qui en fait porter la responsabilité à Claude,. Claudia Antonia est remariée au demi-frère de Messaline, Faustus Sylla, un gendre moins problématique.

#### Derniers complots

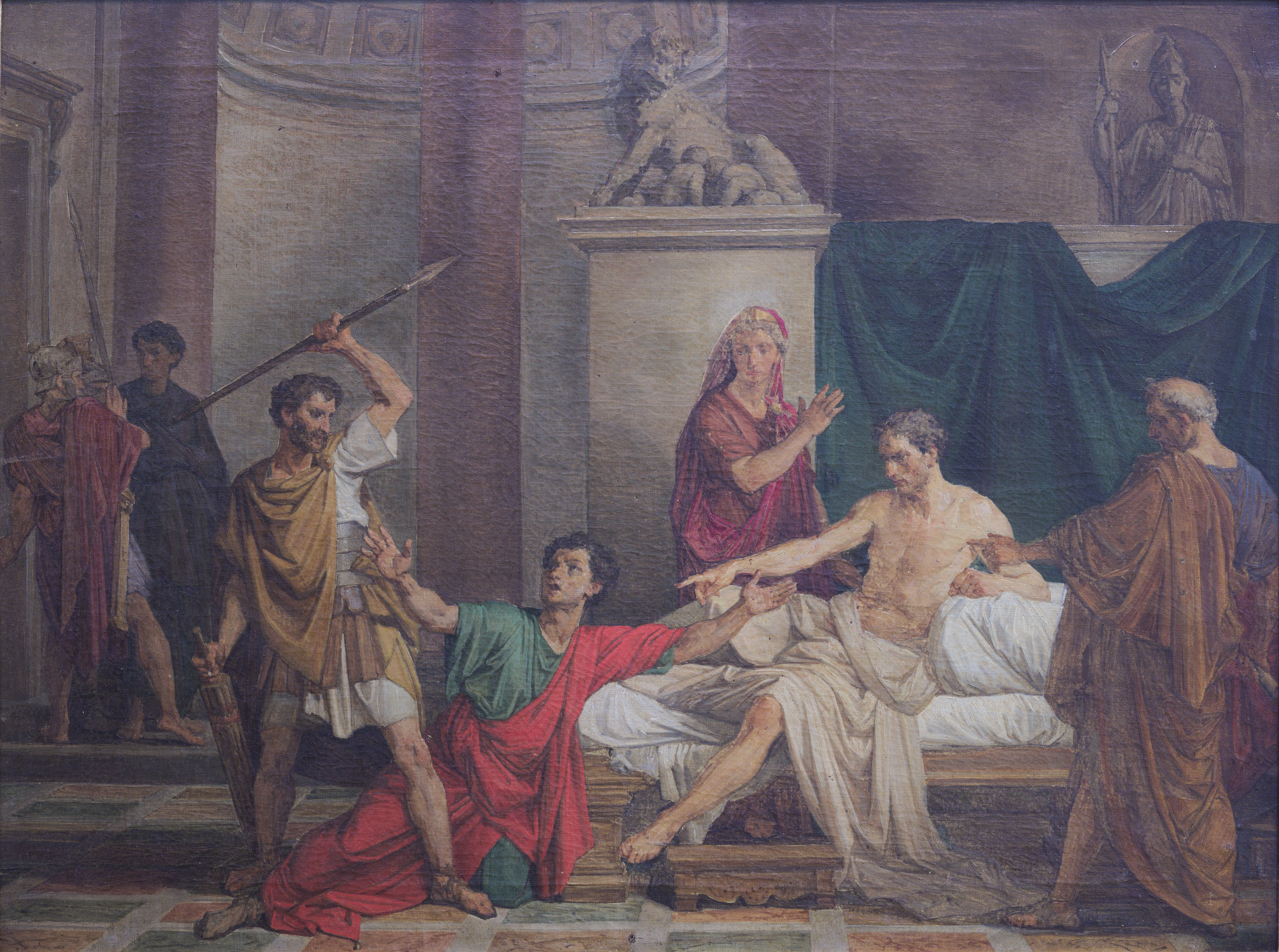
L'empereur Claude fait assassiner son légat Asiaticus, tableau de Raffaele Postiglione (1818 - 1897).

En 46, Asinius Gallus, petit-fils de l'orateur Asinius Pollio et frère utérin de Drusus II, et Statilius Corvinus, ancien consul, montent une révolution de palais avec des affranchis et des esclaves de Claude. Asinius Gallus est seulement exilé. Les sources antiques sont laconiques, le sort de Corvinus et celui des autres complices sont inconnus.
En 47, est mis en accusation Decimus Valerius Asiaticus, richissime sénateur originaire de Vienne, très influent en Gaule, deux fois consul. L'accusation d'adultère masque d'autres motifs. Tacite accuse Messaline de convoiter ses jardins, motif conventionnel, puis expose des soupçons plus inquiétants : Asiaticus pourrait soulever les Gaules et l'armée de Germanie. De plus Asiaticus était présent lors du meurtre de Caligula et aurait été évoqué pour sa succession. Arrêté avant son supposé départ pour la Germanie, il comparait devant Claude, qui ne lui laisse que le choix de son mode de mort. Il s'ouvre donc les veines dans ses jardins. Pour Renucci, Asiaticus pourrait être un des derniers à payer de sa vie son implication dans l'assassinat de Caligula. Un an après, dans son discours sur l'admission des Gaulois, Claude le qualifie sans le nommer de « brigand » (latro) et de « prodige de palestre ».
L'ampleur de cette succession de purges n'est pas précisément connue, mais selon Suétone et Sénèque, Claude durant son règne aurait poussé au suicide ou fait exécuter trente-cinq sénateurs et plus de trois cents chevaliers,. Parmi ces victimes, dix-huit sont identifiées nommément, et seulement deux sont morts après 47. Renucci situe donc la plupart des éliminations comme une suite de la prise du pouvoir en 41, et suppose qu'une faction dure des opposants à Caligula n'a pas rallié son successeur.
Conclure par l'énumération de ces affaires à un règne de terreur est hasardeux, et leur décompte (dix-huit suicides individuels ou groupés provoqués sur treize ans) parait faible en regard des autres règnes (52 cas sous Tibère en 23 ans, 15 sous Caligula en 4 ans, 42 sous Néron en quatorze ans), sachant que cette comparaison doit être prise avec précaution car les indications des auteurs antiques sont lacunaires et sélectives.

#### Renouvellement du Sénat
En 47 et 48 apr. J.-C., Claude exerce la censure avec Lucius Vitellius. Cette fonction, tombée en désuétude après Auguste, lui permet de renouveler les effectifs du Sénat, de l'ordre sénatorial et de l'ordre équestre rassemblant les chevaliers, tout en respectant les apparences républicaines. Il démet du Sénat de nombreux sénateurs qui ne répondent plus aux qualités morales ou aux conditions financières attendues, mais selon une méthode déjà pratiquée par Auguste, il les avertit individuellement à l'avance et leur permet de démissionner sans humiliation publique,. Dans le même temps, il fait voter pour les provinciaux titulaires de la citoyenneté romaine le droit d'être candidats aux magistratures du cursus honorum, ce qui les fait entrer au Sénat à l'issue de leur mandat. La Table claudienne gravée à Lugdunum conserve son discours sur l'admission de sénateurs gaulois. Il complète les rangs du Sénat par l'inscription des nouveaux magistrats et, pour atteindre l'effectif de six cents, inaugure une nouvelle pratique, l'adlectio : il inscrit d'office des chevaliers répondant aux conditions de fortune et d'honorabilité, sans qu'il leur soit nécessaire d'avoir exercé au préalable la questure.
Il pallie l'extinction des lignées patriciennes en accordant cette qualité aux sénateurs les plus anciens, ou à ceux dont les parents s'étaient illustrés.

### Claude et l'Empire
Après les désordres de Caligula, Claude veut restaurer l'État romain, en développant sa centralisation. Secondé par des affranchis compétents, il renforce l'administration ébauchée par Auguste, surveille le gouvernement des provinces en limitant les abus et garantit la paix romaine par l'annexion de plusieurs royaumes clients. Plus qu'Auguste, il s'intéresse aux provinciaux et diffuse généreusement la citoyenneté romaine.

#### Monnayage et propagande impériale
Le monnayage est un puissant instrument de propagande pour les empereurs romains, qui touche facilement les millions d'habitants de l'Empire. Claude l'utilise pour ses frappes en or (aureus), en argent (denier), et en quantités considérables pour les petites espèces en laiton (sesterce) et en bronze (as et ses sous-multiples). Les frappes de laiton et de bronze de l'atelier de Rome sont complétées en Occident par les émissions effectuées dans les camps militaires et par les imitations produites par des officines locales tolérées par les autorités. Par leur abondance, ces émissions, officielles et imitées, se substituent aux anciennes monnaies gauloises et espagnoles, provoquent la fermeture des petits ateliers monétaires encore actifs dans quelques municipes provinciaux et alimentent le petit commerce en Gaule, en Germanie et en Bretagne.
On peut distinguer quatre thèmes dans les monnaies de Claude :
- l'exaltation de certains membres de sa famille, afin de réaffirmer sa légitimité ;
- l'idée de Victoire, associée à l'empereur ;
- l'exemple d'Auguste ;
- les valeurs liées à la personne et à la politique de Claude.

Dès les premières émissions en 41/42 apr. J.-C., l'empereur est figuré avec son père Drusus ou sa mère Antonia la Jeune sur des séries en or, en argent ou en bronze, émises à Rome et à Lugdunum. Son fils Britannicus apparaît dès sa naissance en 41 sur des monnaies avec l'inscription Spes Augusta (« Espoir Auguste »). D'autres frappes de sesterces à partir de 42/43 montrent son frère Germanicus puis l'épouse de ce dernier Agrippine l'Aînée. Enfin, des bronzes frappés à Rome en 42 montrent les fondateurs de la lignée impériale, Auguste et au revers Livie que Claude vient de faire diviniser.

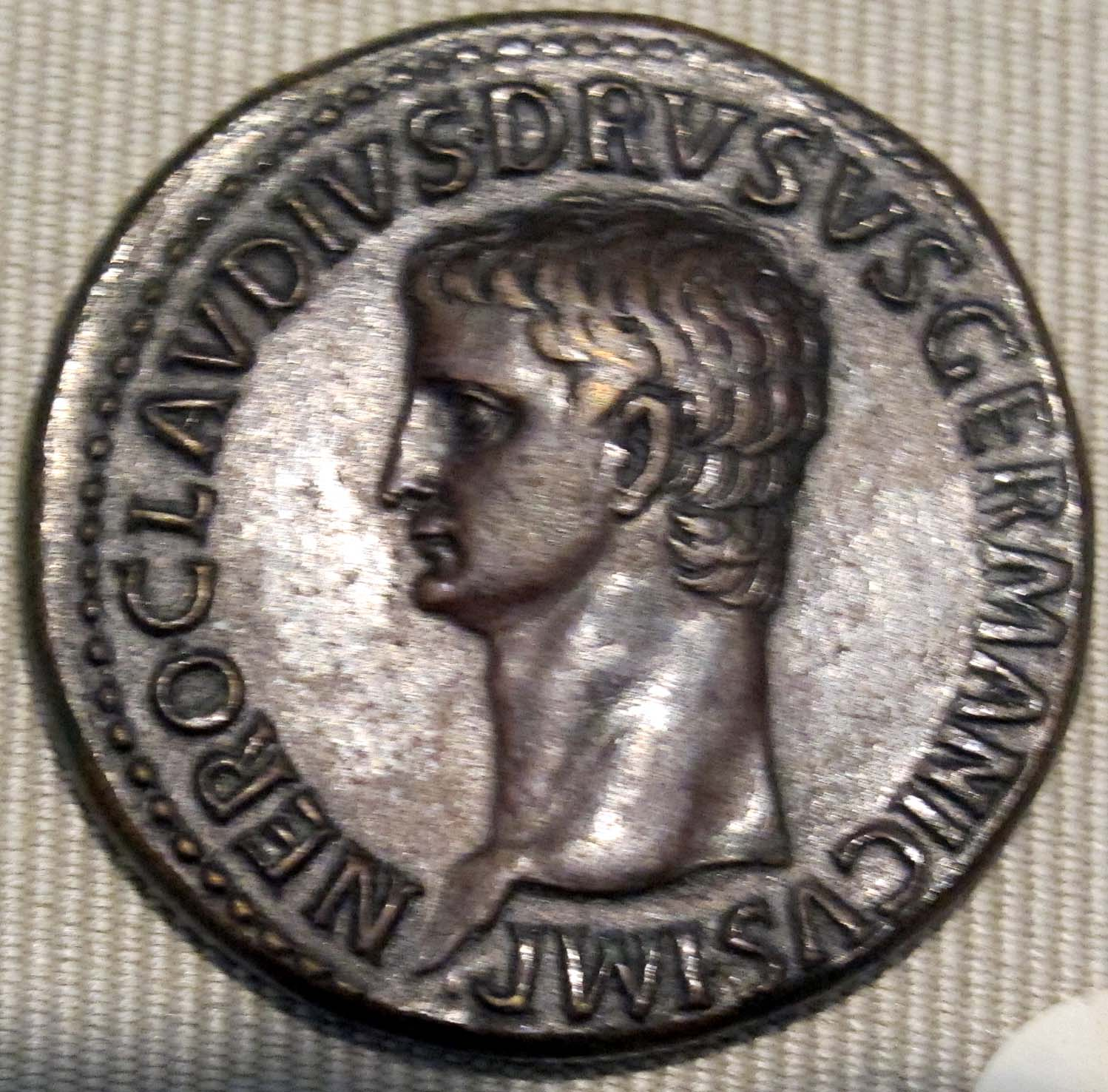
Sesterce émis par Claude au début de son règne, en l'honneur de son père Drusus. Vers 42-43.
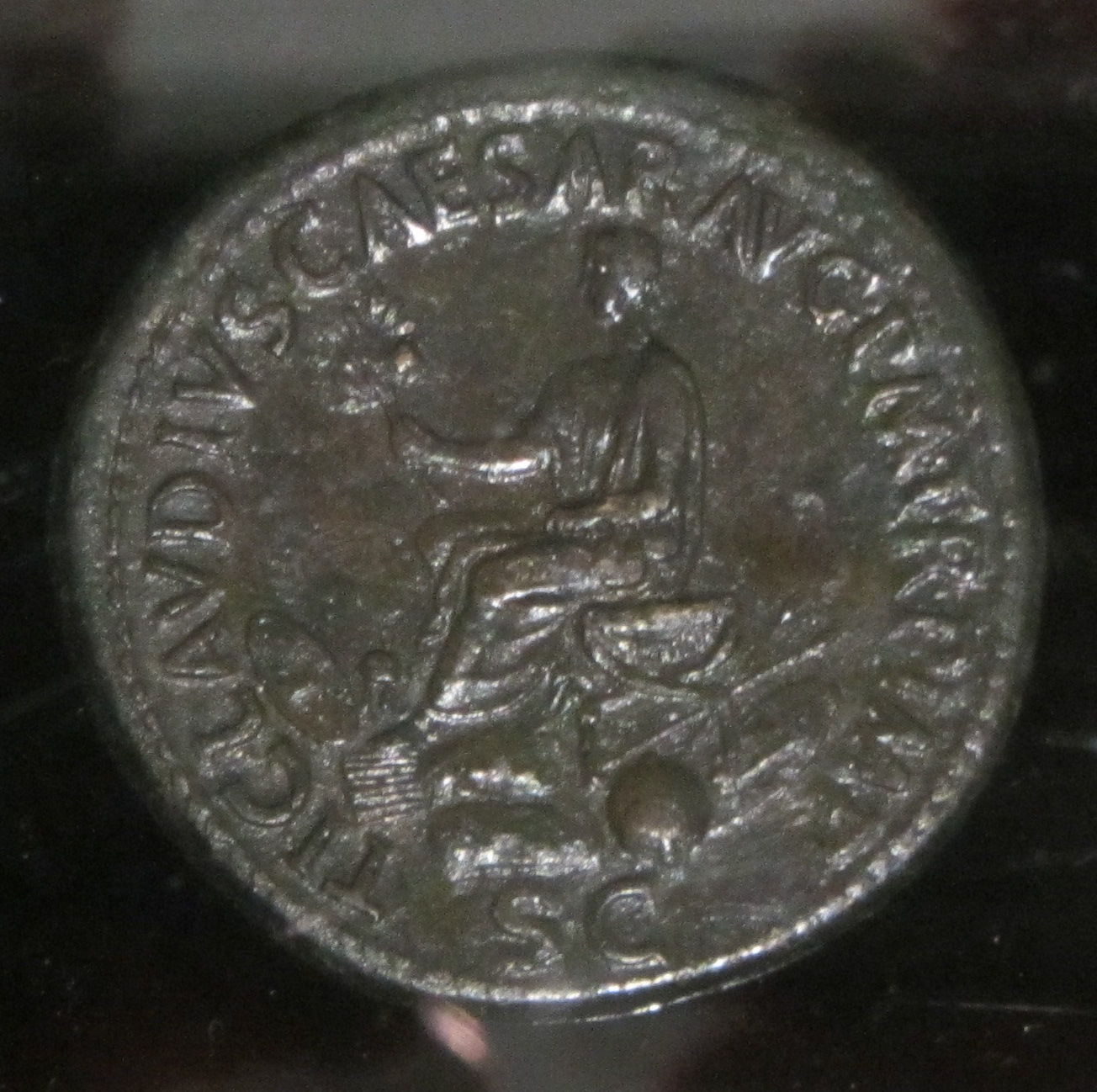
Revers du sesterce précédent, Claude assis sur un siège curule, des armes déposées à ses pieds.
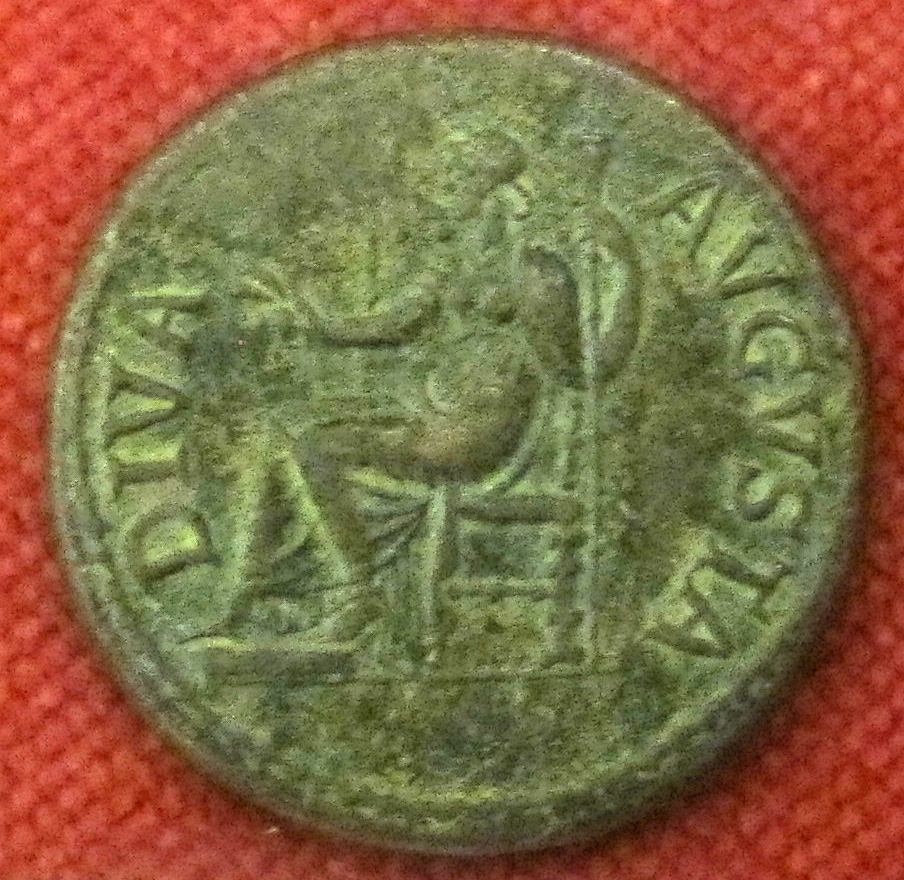
Livie sur un trône, titrée DIVA AVGVSTA.
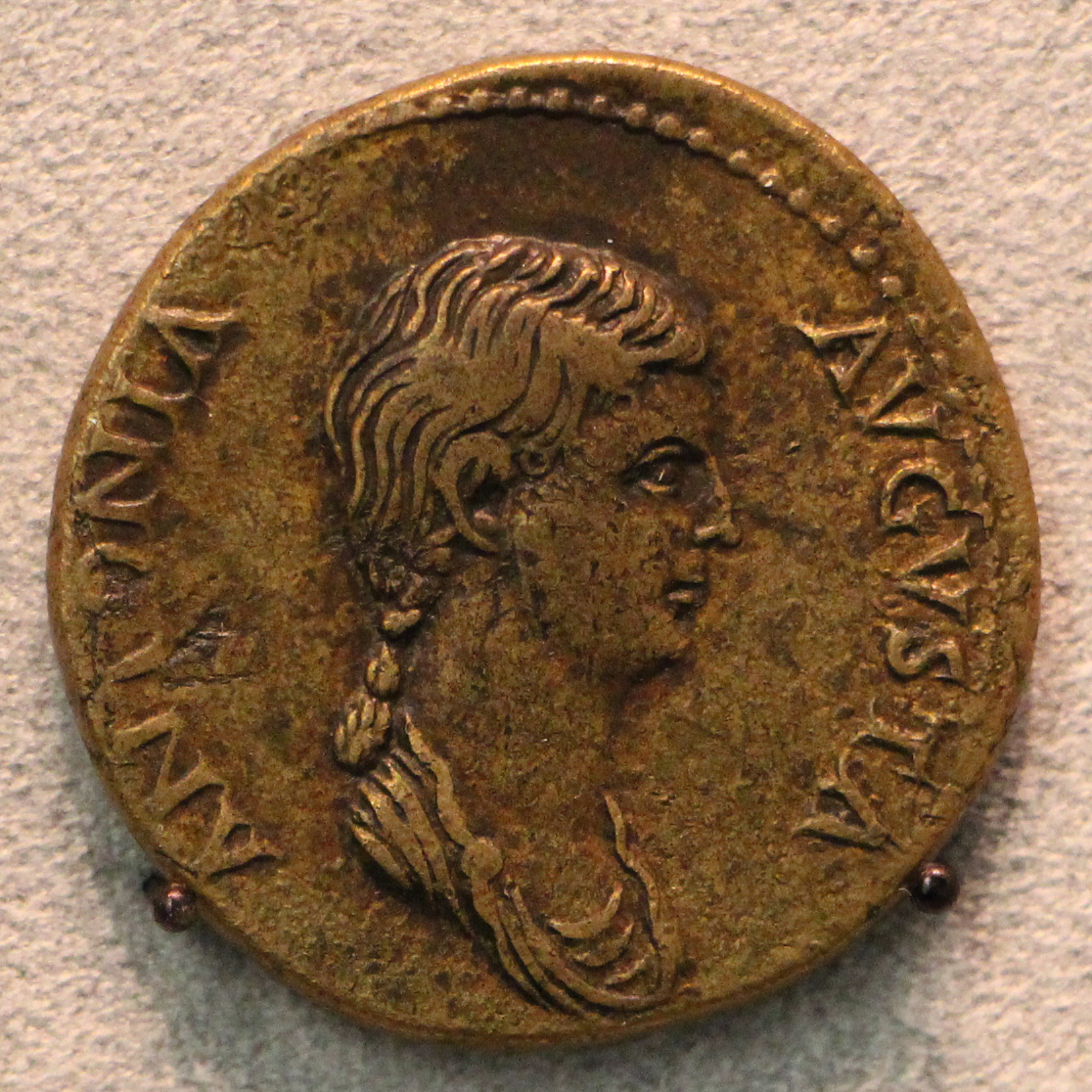
Dupondius, Antonia la Jeune ANTONIA AVGVSTA, env. 41-50, RIC Claudius 92[166].

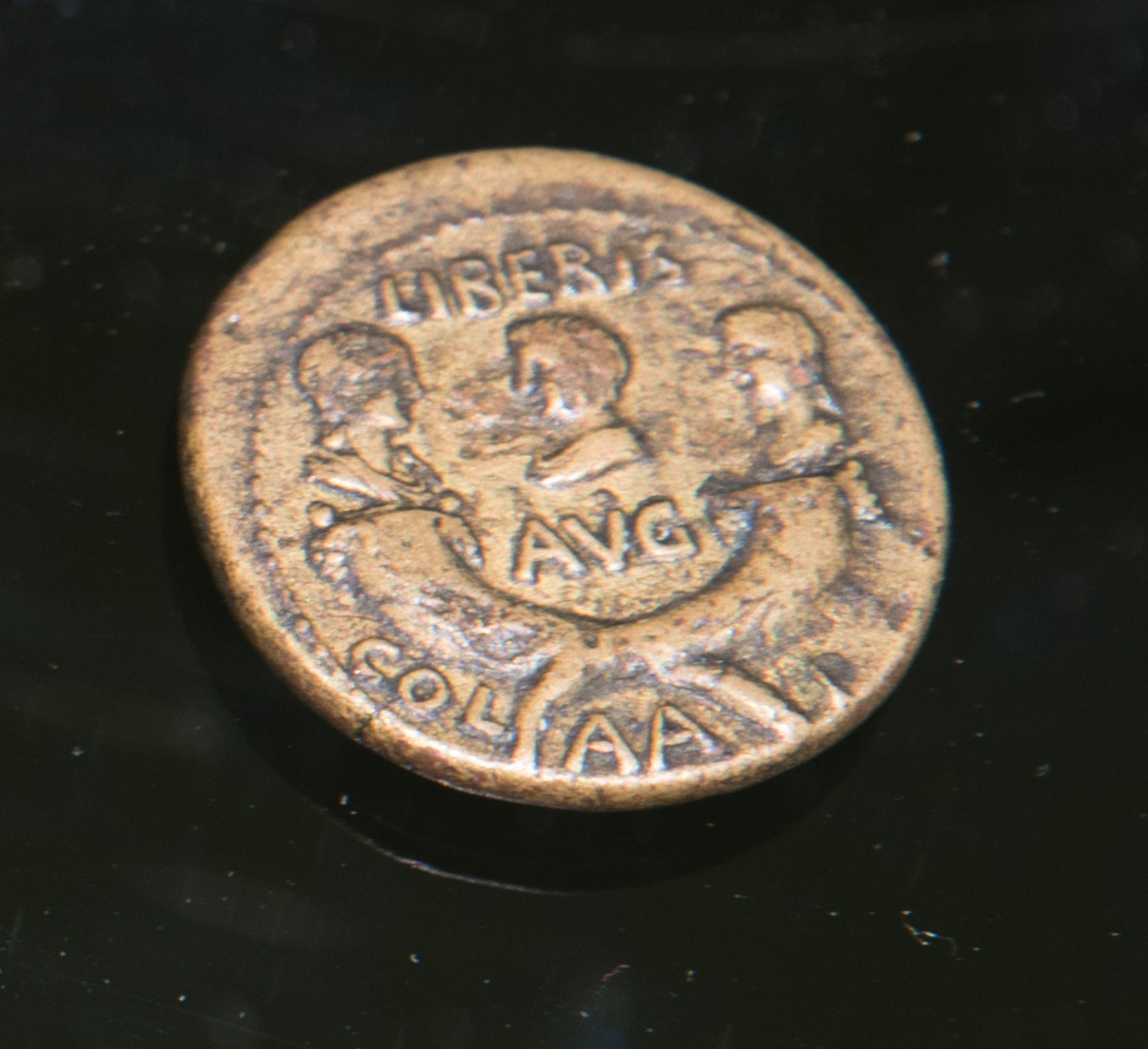
Monnaie frappée par la colonie romaine de Patras (Péloponnèse) : bustes des trois enfants de Claude.

En revanche, aucune monnaie n'est émise à l'effigie de Messaline à Rome ou à Lugdunum. De nombreuses cités de la partie orientale de l'Empire qui bénéficient de leur indépendance monétaire frappent des monnaies qui exaltent la fécondité de Messaline, mère de l'héritier présomptif de l'empereur. Nicée, Nicomédie la figurent portant des épis de blé, attribut de Déméter, déesse de la fertilité. Une émission d'Alexandrie la montre présentant dans sa main ouverte deux personnages miniatures, ses deux enfants. Frappé à Césarée de Cappadoce, le portrait de Messaline porte au revers Octavie et Britannicus se tenant par les mains accompagnés de leur demi-sœur Claudia Antonia.
Dans l'affirmation de la légitimité de Claude, plus étonnantes sont les monnaies qui rappellent sa proclamation par les militaires L'une montre dès 41-42, avec de nombreuses frappes ultérieures, l'empereur associé aux gardes prétoriennes. Une seconde avec la légende PRAETOR(iani) RECEPT(i) fait voir l'empereur et un soldat se serrant la main. Il est probable, selon Levick et Campbell, que ces monnayages récompensent les prétoriens ayant proclamé Claude empereur, mais ces types sont ensuite réutilisés :

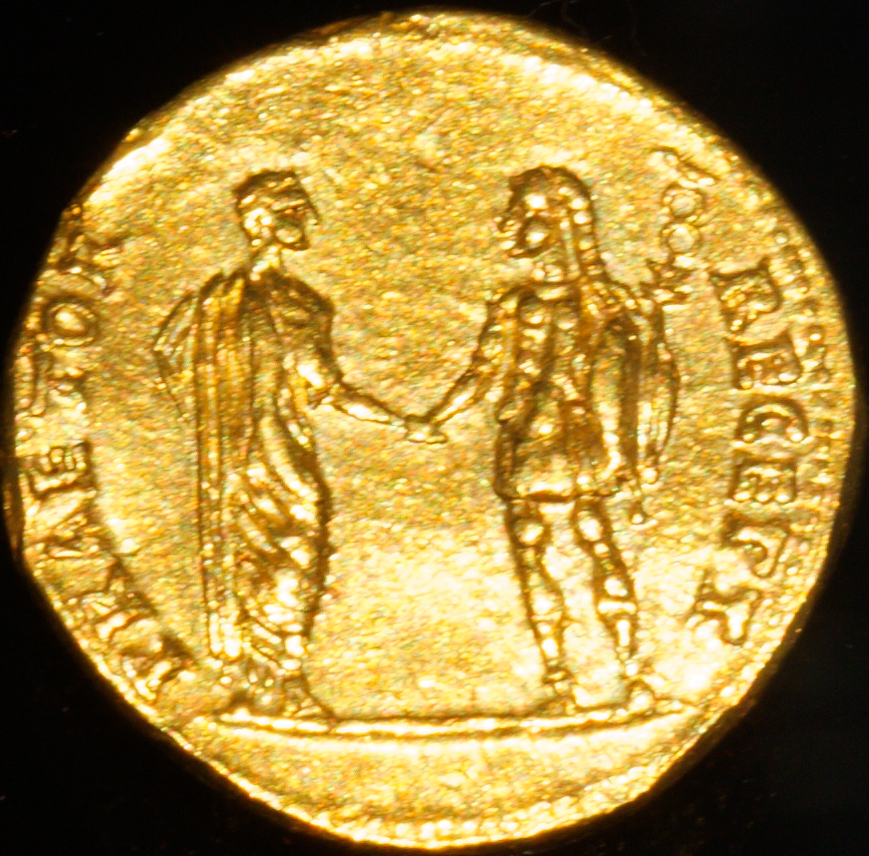
Claude en toge serrant la main d'un prétorien porteur d'enseigne, légende PRAETOR RECEPT.
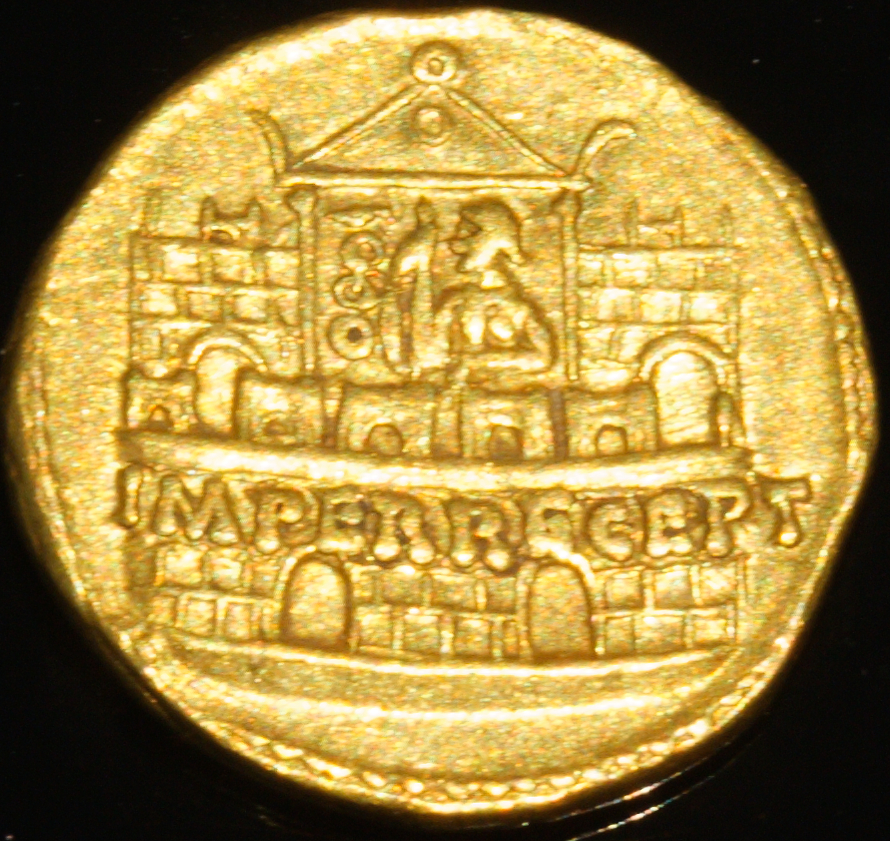
Caserne de la Garde prétorienne, surmontée de l'étendard militaire et de la Fides ; légende IMPER RECEPT.

La Victoire est une condition obligée pour la reconnaissance du pouvoir. Or Claude à son avènement ne peut vanter aucun exploit militaire personnel ou de ses généraux. Il célèbre donc ceux de son père par des émissions au profil de Drusus avec au revers un arc de triomphe, une statue équestre entre deux trophées et l'inscription DE GERMANIS. À partir de 46 et jusqu'en 51, Claude célèbre sa conquête de la Bretagne avec des monnaies au revers identique, et la mention DE BRITANN(is).

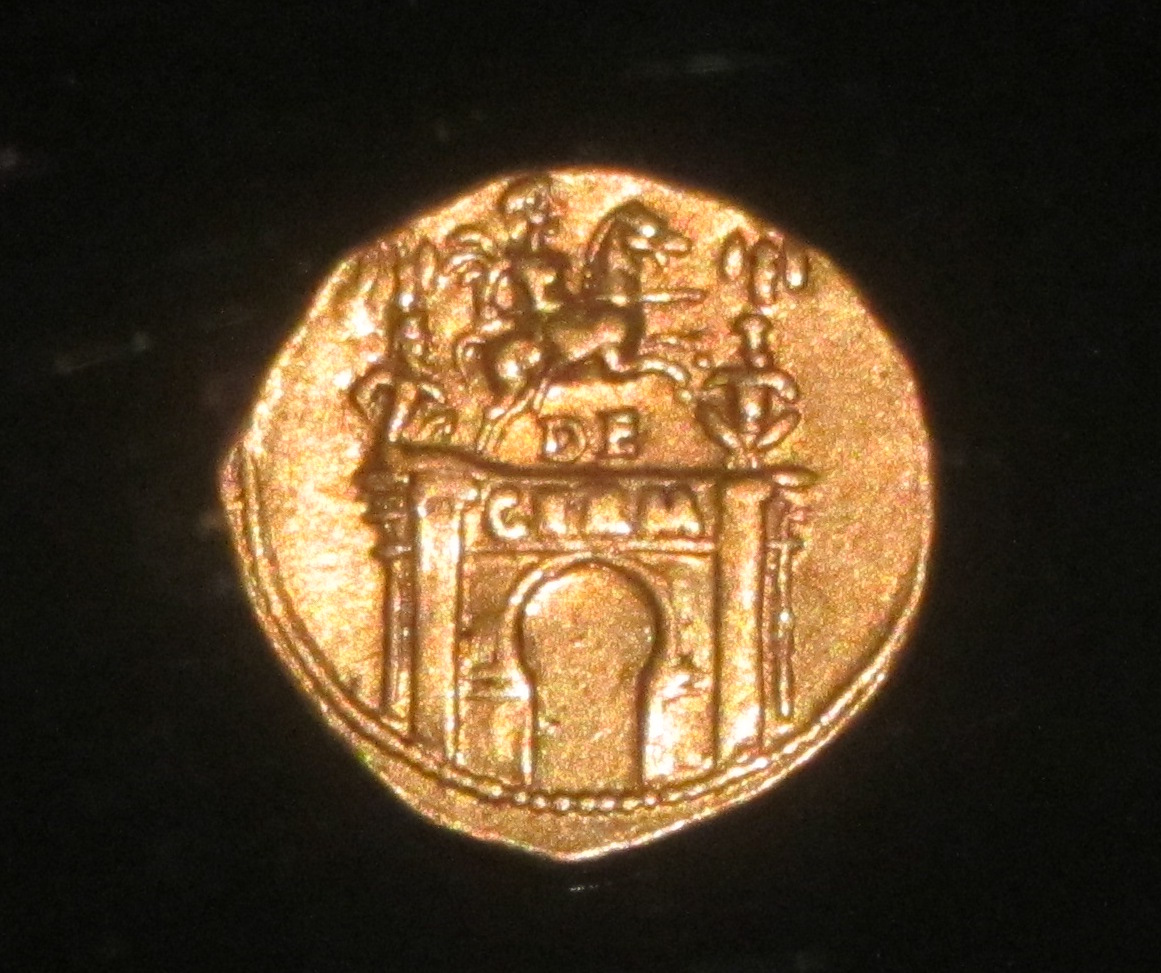
Aureus à l'effigie de Drusus, arc de triomphe surmonté d'un cavalier entre deux trophées, avec la légende DE GERM(anis).
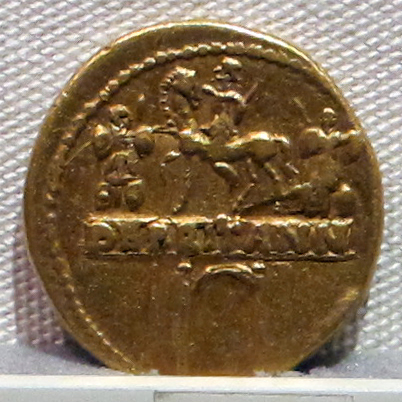
Aureus, arc de triomphe surmonté d'un cavalier entre deux trophées, avec la légende DE BRITANN(is).
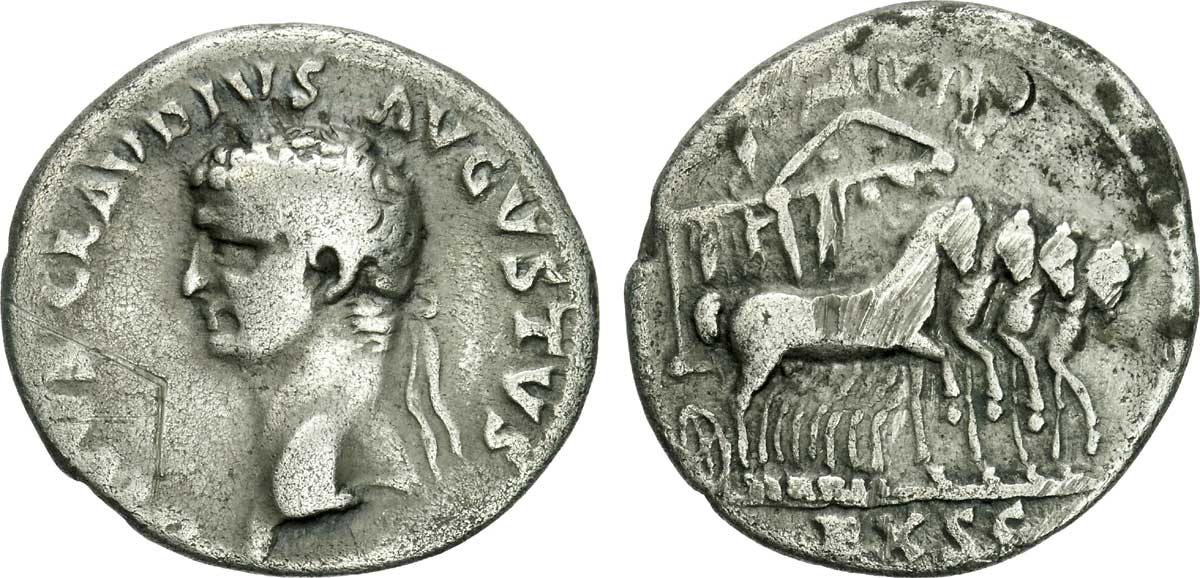
Denier à l'effigie de Claude, 54. Revers : Carpentum à droite tiré par quatre chevaux ; sur le char orné de bas-reliefs, deux Victoires et un quadrige.

Des séries monétaires émises pour les mérites d'Auguste sont reproduites par Claude : la figuration d'une couronne en feuilles de chêne avec la légende OB CIVES SERVATOS représente la couronne civique accordée au défenseur des citoyens romains, Auguste autrefois, Claude à présent qui l'a placée au toit de sa maison. Autre reprise de monnaies augustéennes, les pièces de l'atelier monétaire de Lugdunum montrant l'autel du sanctuaire fédéral des Trois Gaules et légendées ROM ET AVG, connues par un rare quadrans. Elles rappellent le lieu et le jour de naissance de Claude, qui coïncident avec le jour de consécration de cet autel.

Monnaies à l'autel des Trois Gaules
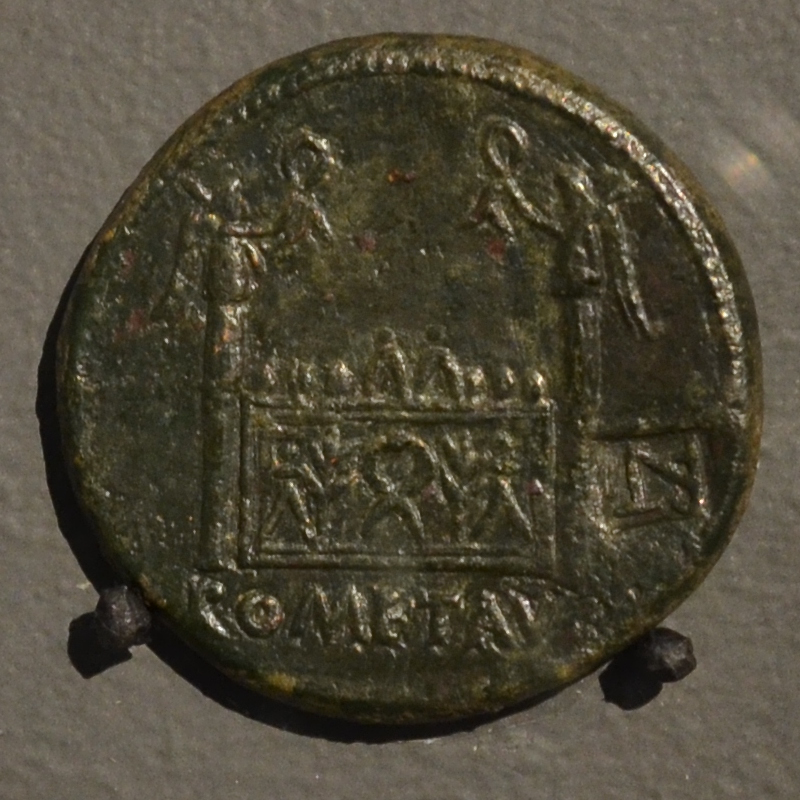
Sesterce d'Auguste.
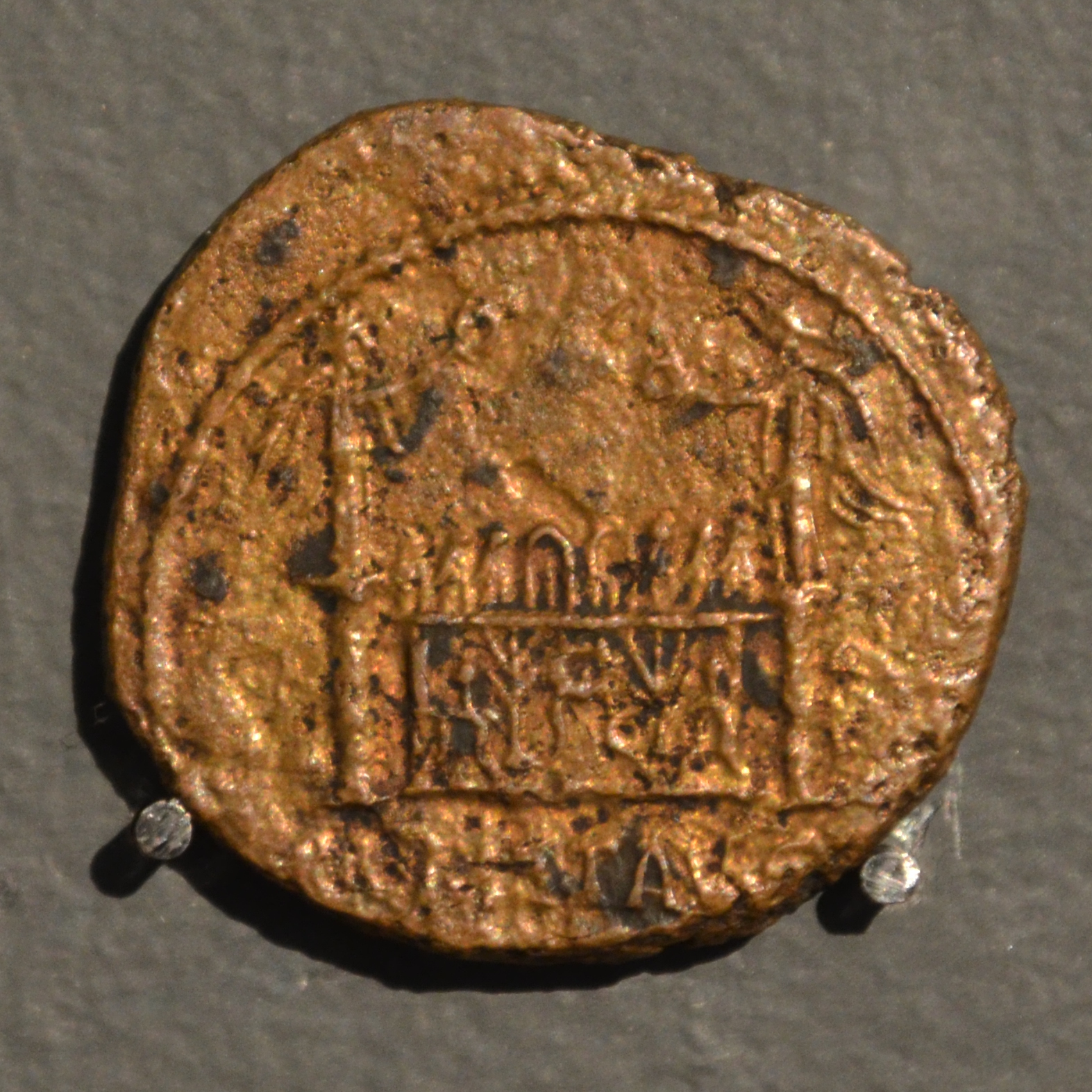
As d'Auguste.
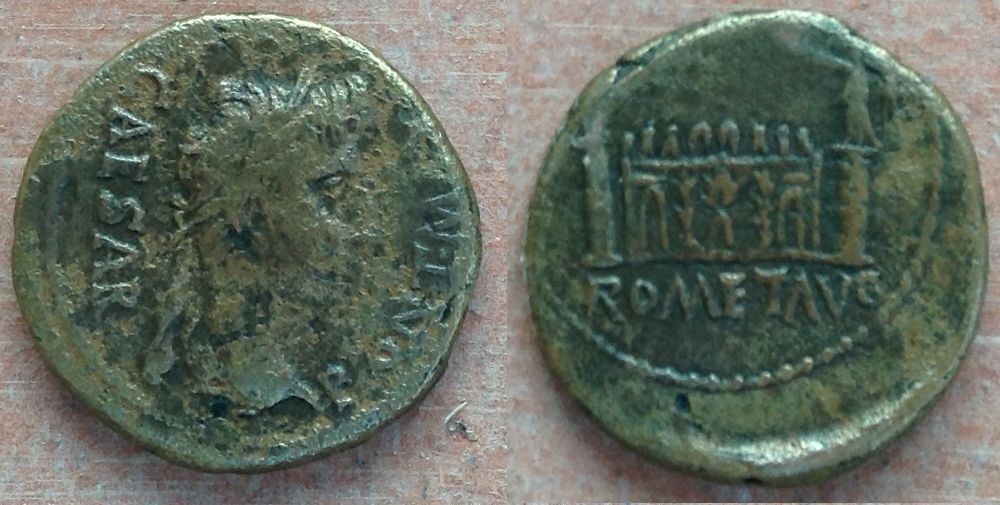
As d'Auguste à l'autel de Lyon.
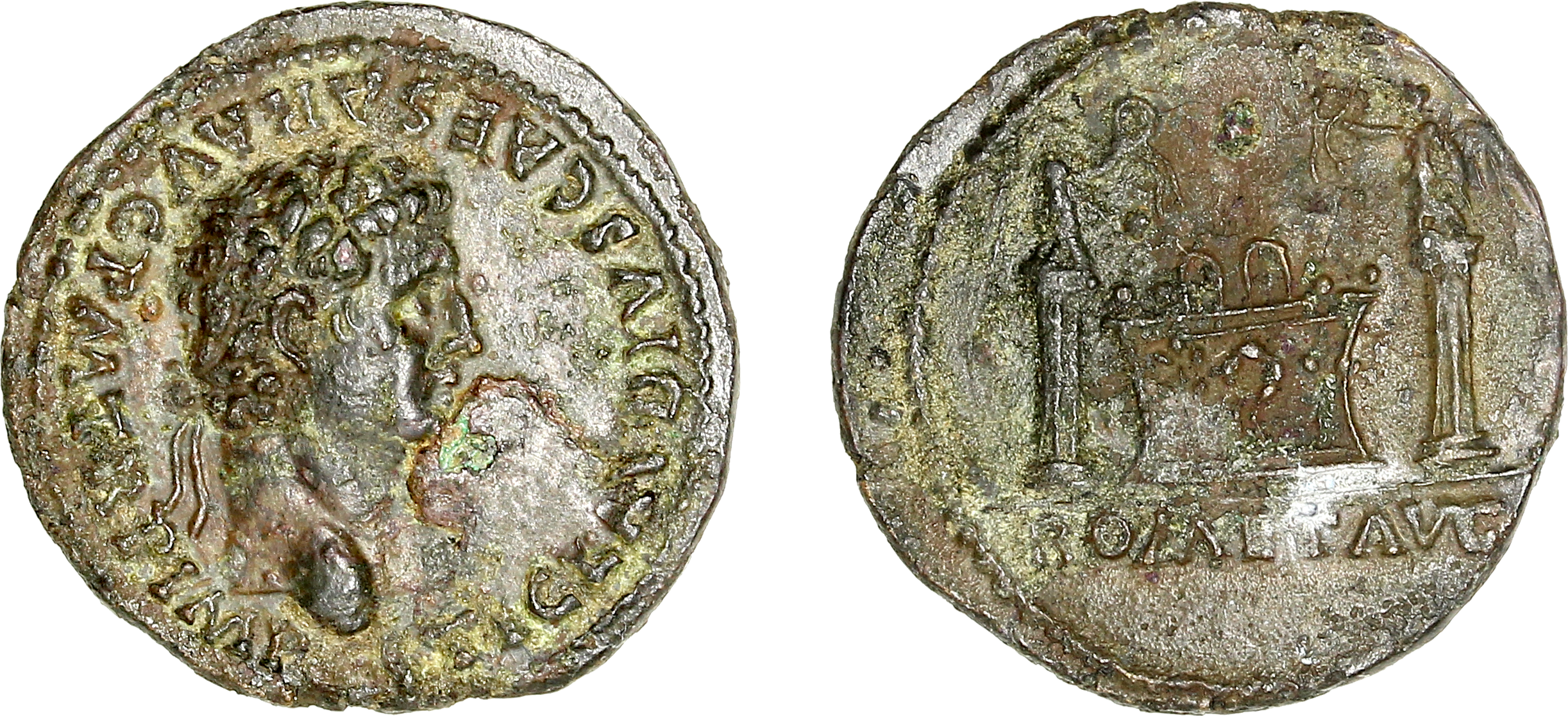
Quadrans de Claude à l'autel de Lyon (Musée Lugdunum, Verbe Incarné, inv. 1980.4.001).

Des allégories liées à la politique de Claude apparaissent sur les monnaies du début de son règne en 41/42. les monnaies LIBERTAS frappées à Rome montrant une femme tenant à la main un pileus (bonnet de l'affranchissement) annonce non pas la liberté au sens moderne mais la fin de la tyrannie du règne précédent, et son absence sous Claude. Une autre allégorie est remarquable car aucune monnaie ne l'a fait apparaître avant, et elle n'est reprise par aucun des successeurs de Claude : CONSTANTIA, émise en or, en argent et en bronze, montre une femme debout tenant une torche et une corne d'abondance, ou debout et casquée, tenant un long sceptre, ou encore assise sur une chaise curule, levant la main droite à hauteur de son visage. Aucun culte de cette vertu divinisée n'existe à Rome, et cette allégorie est visiblement personnellement liée à Claude. Il semble hasardeux de rattacher la CONSTANTIA à un événement précis du règne, elle renvoie plutôt à une notion stoïcienne de cohérence de conduite et de fidélité à ses engagements, une affirmation officielle de programme de bon gouvernement.

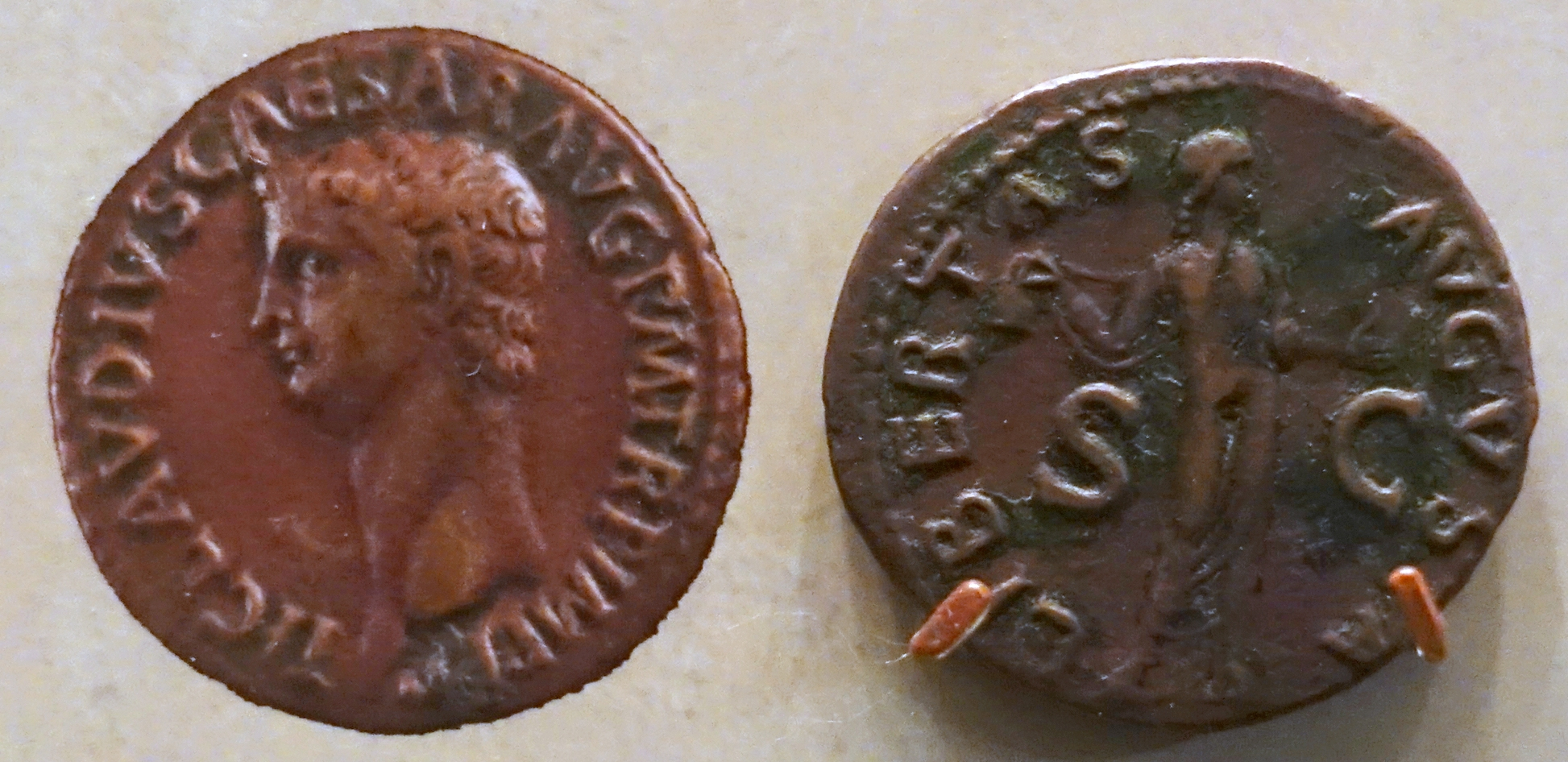
As de bronze, LIBERTAS AVGVSTA, la Liberté Auguste.
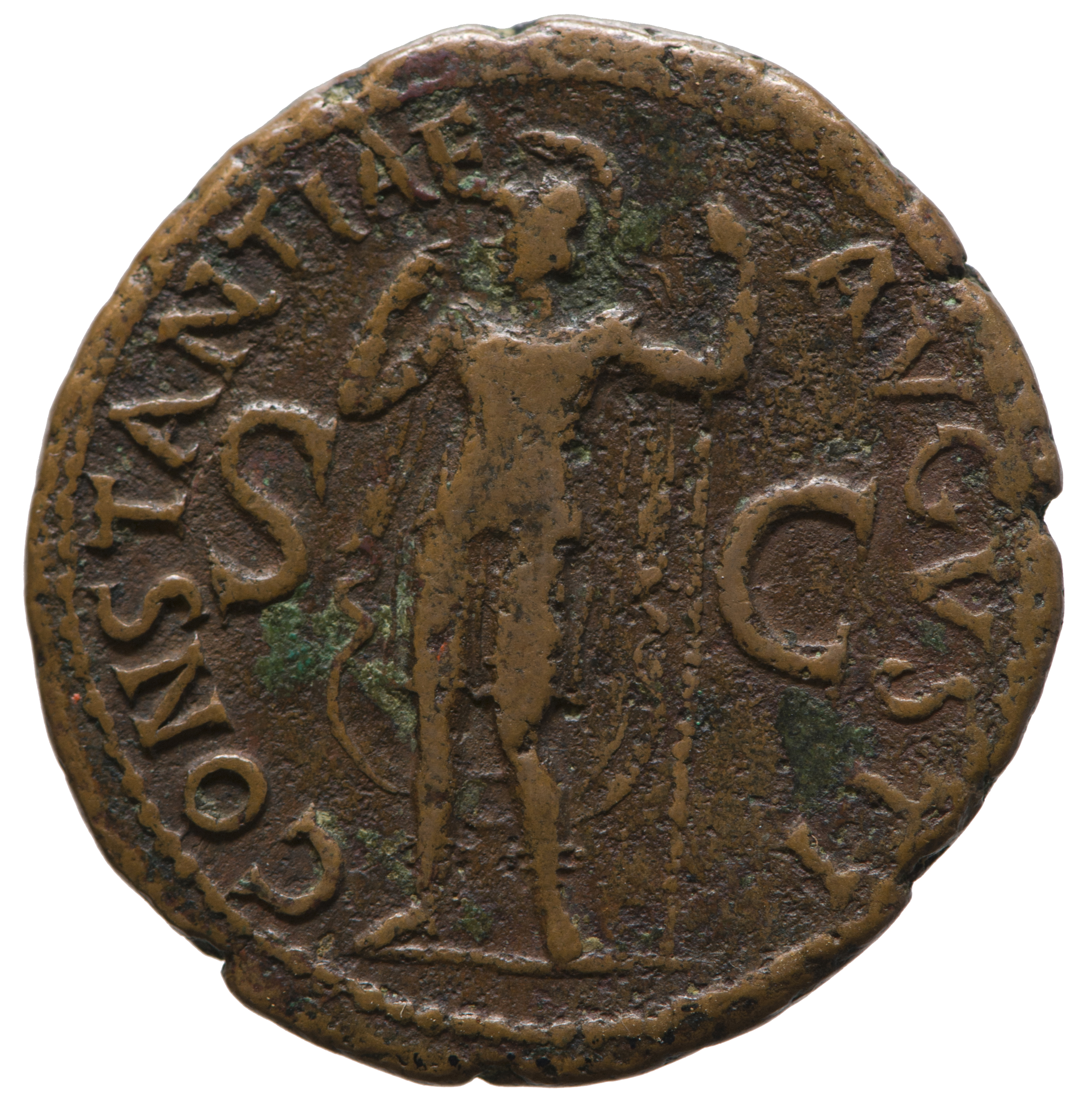
Bronze, CONSTANTIA AVGVSTI la Constance debout en armes.
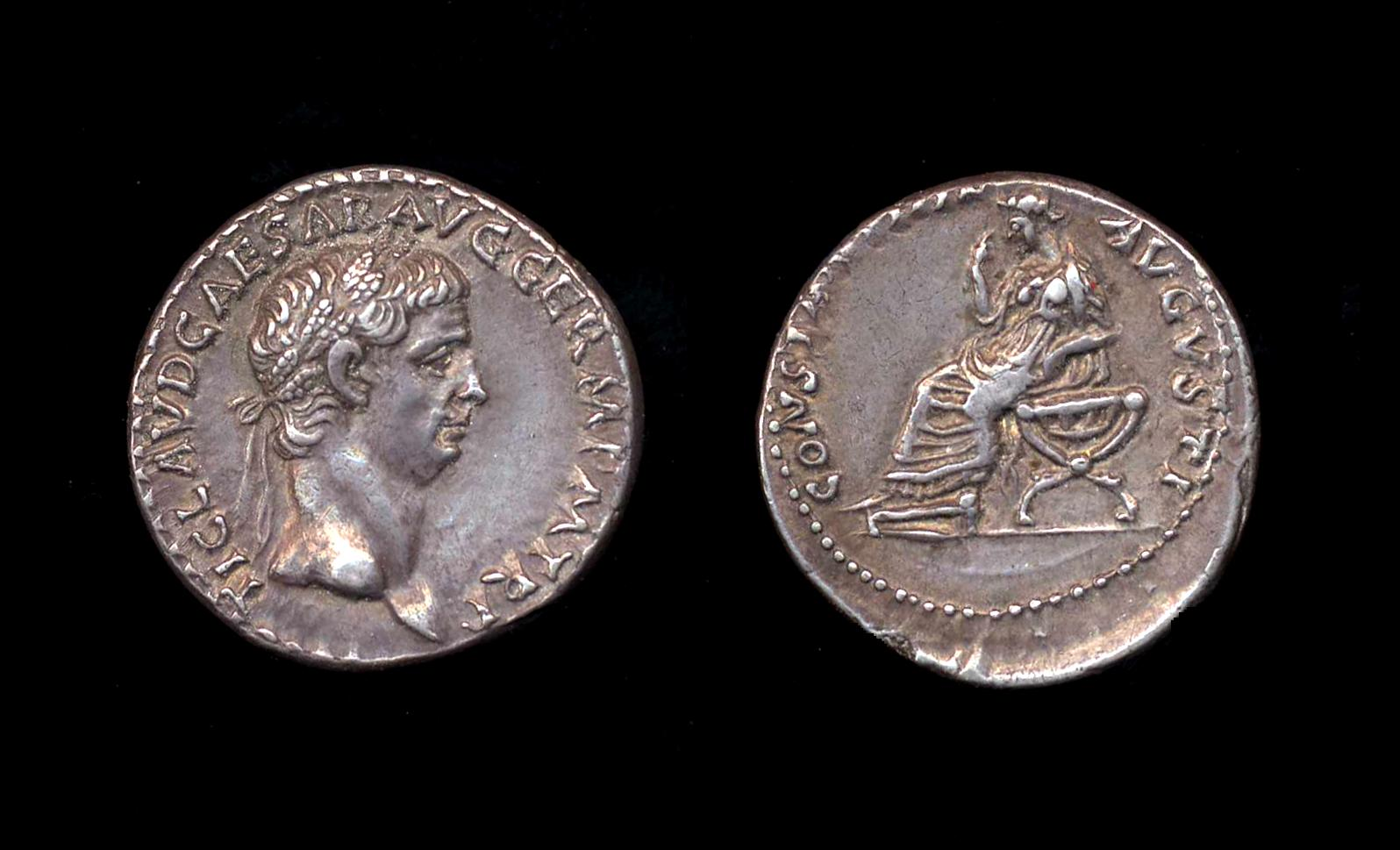
Argent, CONSTANTIA AVGVSTI, la Constance d'Auguste, assise.

#### La centralisation du pouvoir
Pas plus sous la République que sous l'Empire, le Sénat ne dispose de capacités opérationnelles pour administrer l'Empire : seulement un trésor, l'Ærarium, aux moyens financiers limités, pas de personnel administratif ou technique ni de bureaux, hormis des archives. Sous la République, les magistrats et les gouverneurs de provinces se faisaient assister par leur personnel, esclaves et affranchis, tandis que des questeurs géraient leur trésorerie,. Auguste organisa la gestion des provinces impériales qu'il administrait par ses légats et celle de ses domaines privés sur ce modèle, avec les affranchis et les esclaves de sa maison, la domus Augusta. Il créa pour gérer les revenus perçus une caisse impériale, le fiscus, parallèle à l'Ærarium. Claude hérite de cette administration embryonnaire et la développe en spécialisant des bureaux, placés chacun sous l'autorité d'un affranchi de la domus Augusta.
Le service le plus important est celui des finances (a rationibus), qui gère le trésor de la maison impériale (le fiscus), en relation avec les fisci provinciaux. Il est confié à Pallas, précédemment homme de confiance d'Antonia la Jeune, la mère de Claude,.
Le service de la correspondance administrative (ab epistulis), probablement créé par Auguste en relation avec la poste impériale, est dirigé par Narcisse, ancien esclave de Caligula. Narcisse est l'homme de confiance de Claude, et parfois son porte-parole, par exemple en 43 pour apaiser une légion récalcitrante lors de la campagne de Bretagne.
Claude, qui exerce activement son rôle judiciaire, crée un service traitant les causes évoquées en appel à l'empereur (a cognitibus) et les requêtes (ab libellis), confié à Calliste, ancien affranchi de Caligula. Un dernier service (a studiis) s'occupe des questions diverses, des recherches documentaires et de la rédaction des documents et des discours officiels. Il est géré par Polybe, qui est exécuté en 47 pour des raisons obscures, sur une accusation de Messaline d'après Dion Cassius. Son poste est repris par Calliste.
Cette organisation ne fait pas une distinction nette entre les revenus privés de l'empereur et ceux de l'État, ce qui explique qu'elle donne un poids important au personnel de la maison d'Auguste. La responsabilité élevée de ces hommes, de rang social inférieur et grecs de surcroit, joue dans l'image négative transmise par les historiens qui répètent tous que Claude est soumis à leur influence. De surcroit, l'énorme richesse de plusieurs d'entre eux leur vaut une réputation de corruption. Dion Cassius affirme qu'ils vendaient le titre de citoyen romain au prix fort d'abord, puis à vil prix, les charges militaires et celles de procurateur et de gouverneur, et même les denrées alimentaires, créant une pénurie,. Pline l'Ancien constate que Pallas, Narcisse et Calliste étaient plus riches que Crassus, l'homme le plus riche de l'époque républicaine après Sylla avec des biens estimés à deux cents millions de sesterces.
Toutefois, ces mêmes sources accusatrices admettent que ces affranchis étaient loyaux envers Claude. Enfin Suétone leur reconnaît même une certaine efficacité,.

#### L'expansion de l'Empire

L'Empire romain sous Claude.
L'Empire à l'avènement de Claude.
Annexion de royaumes clients.
Conquêtes armées.

Sous le règne de Claude, l'Empire connaît une nouvelle expansion, celle-ci ayant été limitée depuis l'époque d'Auguste. Des territoires déjà sous protectorat romain sont annexés : le Norique, la Judée après le décès de son dernier roi Hérode Agrippa Ier en 42, la Pamphylie et la Lycie en 43, à la suite d'une révolte locale et du meurtre de citoyens romains,. Après l'assassinat par Caligula du roi de Maurétanie Ptolémée, et l'insurrection d'un de ses affranchis, Ædemon en 40, l'agitation de tribus maures se poursuit en 42 et 43. En 43, l'ancien royaume est divisé en deux provinces, Maurétanie césarienne et Maurétanie tingitane,.

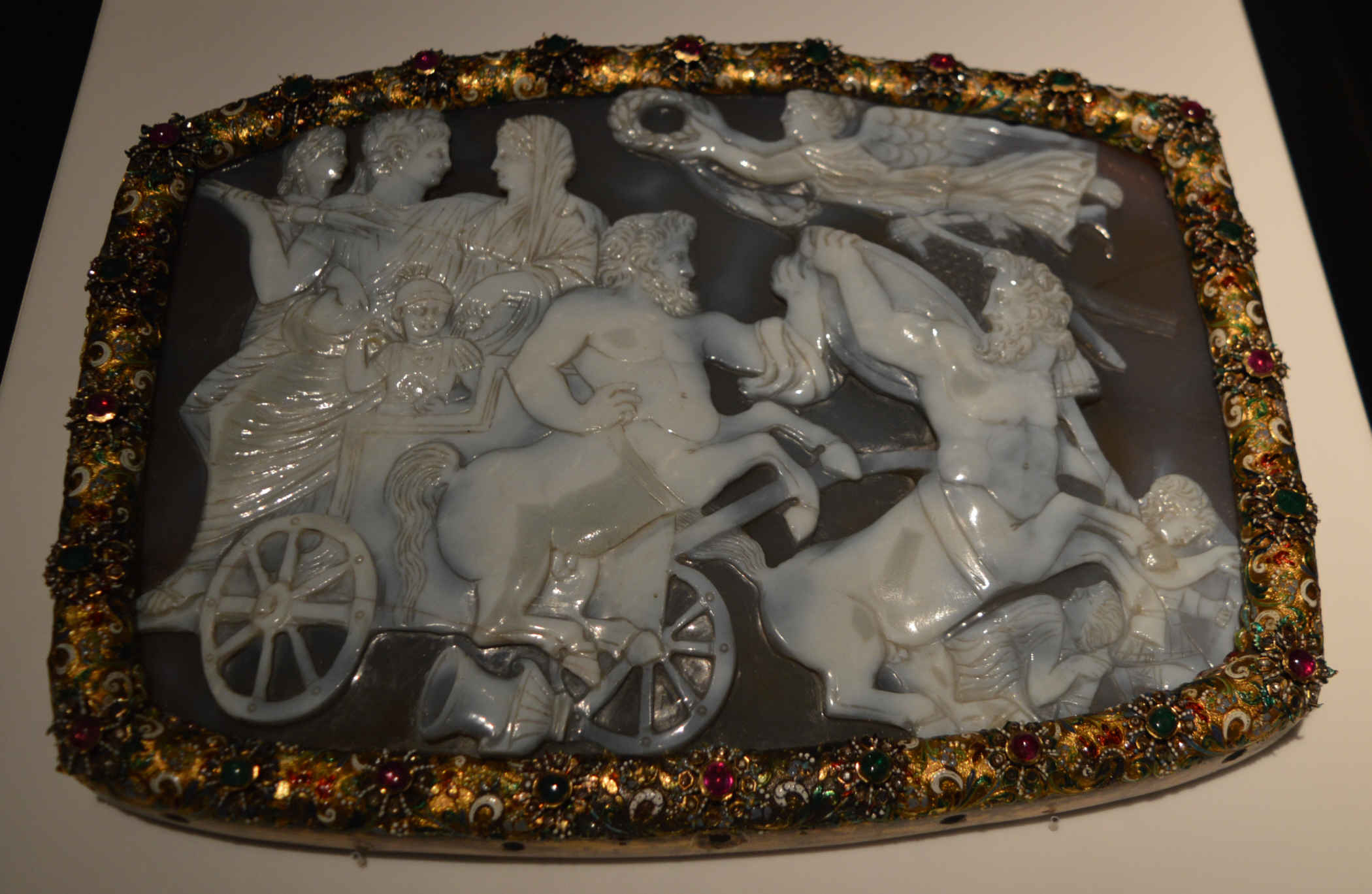
Camée du triomphe de Claude : deux centaures tirent le char impérial en piétinant les vaincus. Claude tient le foudre de Jupiter tandis que la Victoire lui apporte la couronne triomphale. À ses côtés, Messaline tenant un épi, Octavie couronnée de laurier et Britannicus en habit militaire. – Bibliothèque royale (Pays-Bas).

La Britannia (actuelle Grande-Bretagne) est une cible alléchante par sa richesse, déjà reconnue par les commerçants romains. La conquête, envisagée par Caligula, est entamée par Claude en 43. Il envoie Aulus Plautius à la tête de quatre légions, prenant prétexte de l'appel à l'aide d'un allié local en difficulté. Claude lui-même se rend dans l'île avec ses gendres pendant une quinzaine de jours recueillir la victoire,.
À l'automne 43 et avant son retour à Rome, le Sénat lui accorde un triomphe et l'édification d'un arc de triomphe à Rome et d'un autre à Boulogne-sur-Mer. Le Sénat lui donne également le titre honorifique de « Britannicus » qu'il n'accepte que pour son fils, et n'utilise pas lui-même. Le triomphe de Claude est célébré en 44, une cérémonie que Rome n'avait pas connue depuis celui de Germanicus en 17. Messaline suit le char triomphal en carpentum, avec plusieurs généraux vêtus des ornements triomphaux,. L'usage d'un carpentum est un honneur exceptionnel accordé à Messaline, car circuler dans cette voiture attelée à deux roues est le privilège des Vestales, qui n'a été accordé avant qu'à Livie.
Claude a enfin une gloire militaire comme ses parents, et a réussi là où Jules César lui-même avait échoué, soumettre les Bretons et l'Océan. Il renouvelle ce triomphe en instaurant une fête annuelle qui le commémore. En 47, il défile au côté d'Aulus Plautius, qui reçoit une ovation. En 51, il célèbre la capture du chef breton Caratacos en reconstituant au Champ de Mars la prise d'assaut d'une ville bretonne.
En 46, les Romains interviennent en Thrace, dont l'assassinat du roi Rhémétalcès III par son épouse est suivi d'une révolte contre la tutelle romaine. Les témoignages historiques sur le conflit sont tardifs et réduits à quelques passages chez Eusèbe de Césarée et Georges le Syncelle. Le royaume conquis est divisé en deux, le nord est rattaché à la Mésie et une nouvelle province de Thrace est créée. Cette annexion reporte la frontière sur le Danube et sécurise les provinces impériales de Macédoine et d'Achaïe, dont Claude remet le contrôle au Sénat.
Sur le front du Rhin, Claude reste sur la stratégie défensive préconisée par Auguste et suivie par Tibère, d'autant plus que plusieurs légions basées dans les provinces rhénanes sont désormais engagées en Bretagne. Les peuples germaniques tentent parfois des incursions de pillage dans l'Empire, suivies de représailles romaines. En 47, le légat de Germanie inférieure Corbulon chasse les pirates basés à l'embouchure du Rhin, ramène les Frisons dans un vague protectorat romain, et intervient contre les Chauques. Claude lui décerne les ornements triomphaux, conclusion honorifique assortie de l'ordre de ne pas prolonger sa campagne militaire au-delà du Rhin,. Corbulon occupe alors ses troupes au creusement d'un canal entre le Rhin et la Meuse. Des aménagements complètent l'organisation stratégique du secteur rhénan. Claude fait achever la traversée des Alpes par le col du Brenner, reliant l'Italie à la Germanie et mettant ainsi la dernière touche à des chantiers entamés par son père Drusus.

#### Gouvernement des provinces

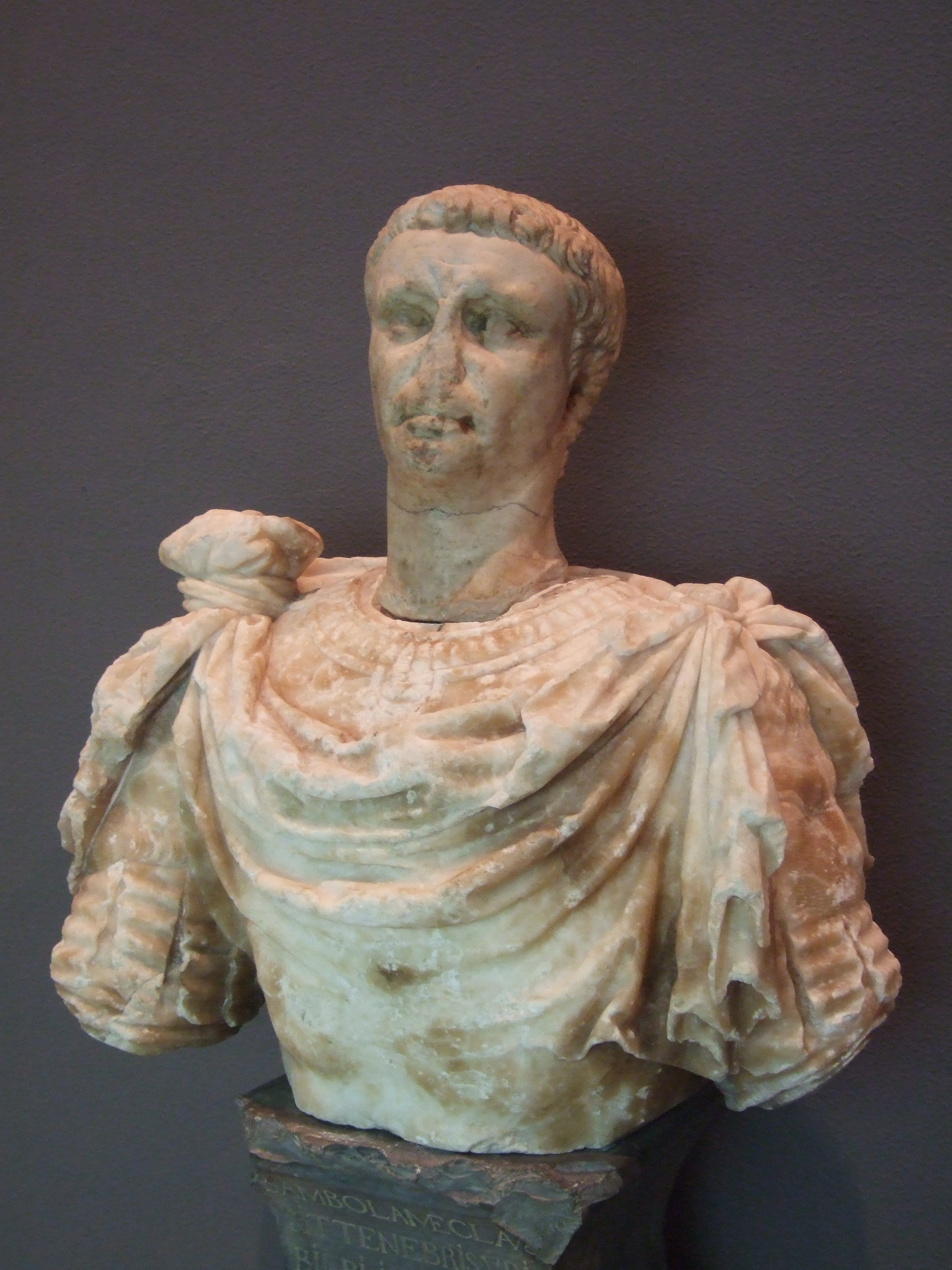
Buste de Claude en tenue militaire, issu de la cité de Bilbilis, Musée de Saragosse.

Claude fait preuve, à l'égard des provinciaux, d'une ouverture d'esprit et d'une bienveillance que l'on constate dans son célèbre discours sur l'ouverture du Sénat aux notables gaulois et aussi par des mesures ignorées des auteurs antiques et ponctuellement tracées par diverses sources épigraphiques. L'historien Gilbert Charles-Picard estime que cette attitude novatrice vient de la double culture grecque et latine de Claude, parfaitement bilingue, et de son érudition historique qui lui inspire une sympathie pour les peuples vaincus.
À partir des sources littéraires et de quelques inscriptions épigraphiques, un certain nombre de gouverneurs de provinces ont été identifiés par les historiens, un échantillon qui ne couvre que très partiellement l'Empire. On constate néanmoins que peu de gouverneurs nommés par Caligula sont maintenus sous Claude, et que ces derniers sont des hommes de confiance de Claude ou de ses amis. Si quelques gouverneurs sont des hommes nouveaux, un grand nombre sont des sénateurs issus de la vieille noblesse romaine. Dans les provinces impériales qui dépendent de l'empereur, les gouverneurs compétents sont maintenus en poste quatre ou cinq ans, et parfois récompensés des ornements triomphaux, tandis que les gouverneurs de provinces sénatoriales n'exercent qu'un an, sauf quelques exceptions comme pour Galba proconsul d'Afrique pendant deux ans pour rétablir l'ordre, ou d'autres en Achaïe et en Crète,.
Claude veille à limiter les abus des gouverneurs. Pour lutter contre ceux qui tardent trop à rejoindre leur poste, il impose que tout nouveau gouverneur quitte Rome avant le premier avril pour gagner sa province,. Il interdit aussi aux gouverneurs d'enchaîner deux mandats à la suite, pratique destinée à esquiver les poursuites judiciaires à Rome. Cette mesure permet aux administrés qu'ils auraient lésés de les mettre en accusation à l'issue de leur affectation. De même, les légats qui accompagnent les gouverneurs doivent rester à Rome un certain temps avant de repartir pour une autre mission, le temps qu'une accusation puisse être formulée contre eux,.
Claude tranche aussi la question de la responsabilité des contentieux fiscaux dans les provinces qu'elles soient impériales ou sénatoriales : la collecte des revenus alimentant la caisse impériale, le fiscus était assurée par des procurateurs nommés par l'empereur, tandis que le traitement des litiges relevait en principe du gouverneur de la province. En 53, Claude attribue aux procurateurs du fisc le droit de juger des litiges et fait ratifier ce transfert d'autorité judiciaire par le Sénat. Cette mesure est critiquée par Tacite, qui constate l'érosion du pouvoir judiciaire appartenant autrefois aux préteurs donc aux sénateurs, au bénéfice des chevaliers et des affranchis de l'empereur,.
Claude tente de remédier aux abus d'usage de la poste impériale par des personnes n'y ayant pas droit, le cursus publicus, dont la charge pesait lourdement sur les cités comme l'indique l'inscription de Tegea en Achaïe,.

#### Diffusion de la citoyenneté romaine

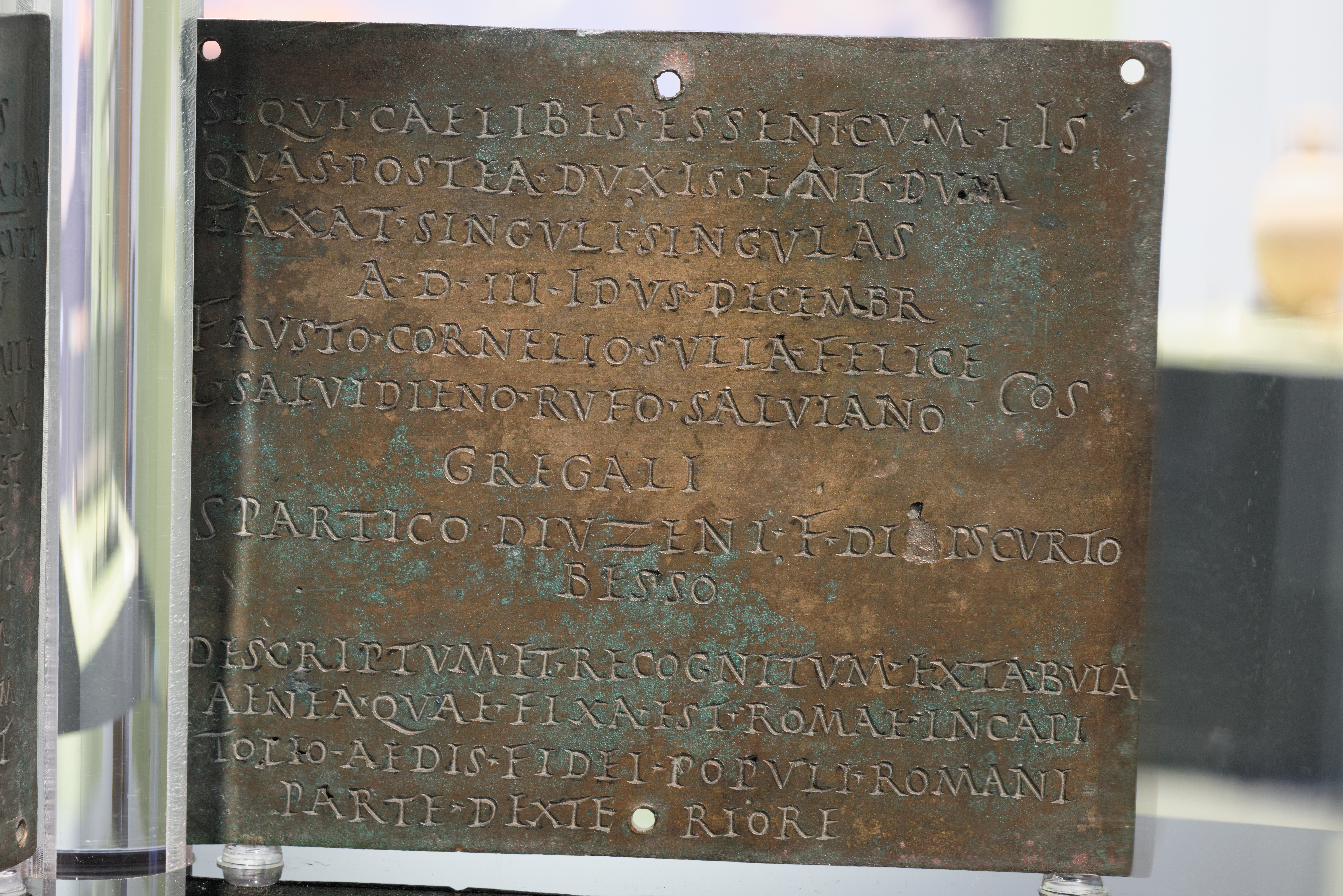
Diplôme militaire de 53, accordant le congé honorable à un marin de la flotte de Misène.

Claude effectue un recensement en 48 qui dénombre 5 984 072 citoyens romains, soit une augmentation de près d'un million depuis celui mené à la mort d'Auguste.
Claude témoigne d'une remarquable ouverture pour la concession de la citoyenneté romaine : il naturalise à titre individuel de nombreux Orientaux. La création de colonies romaines ou la promotion de cités latines au statut de colonies naturalise collectivement leurs résidents libres. Ces colonies sont parfois issues de communautés préexistantes, en particulier de celles qui comprenaient des élites parvenant à rallier la population à la cause romaine. En reconnaissance, ces cités insèrent le nom de Claude dans leur toponyme : Lugdunum devient la Colonia copia Claudia Augusta Lugudunum, Cologne la Colonia Claudia Ara Agrippinensium.
La naturalisation par la promotion militaire est une autre voie ouverte par Claude. En droit, la citoyenneté est requise pour l'enrôlement des légionnaires, mais le recrutement local fait entrer dans l'armée de nombreux pérégrins, provinciaux dépourvus du droit de cité, comme légionnaires avec un droit de cité fictif ou comme auxiliaires. Claude généralise l'accord de citoyenneté en la décernant par diplôme militaire en fin de service pour le soldat auxiliaire, pour sa concubine et leurs enfants.

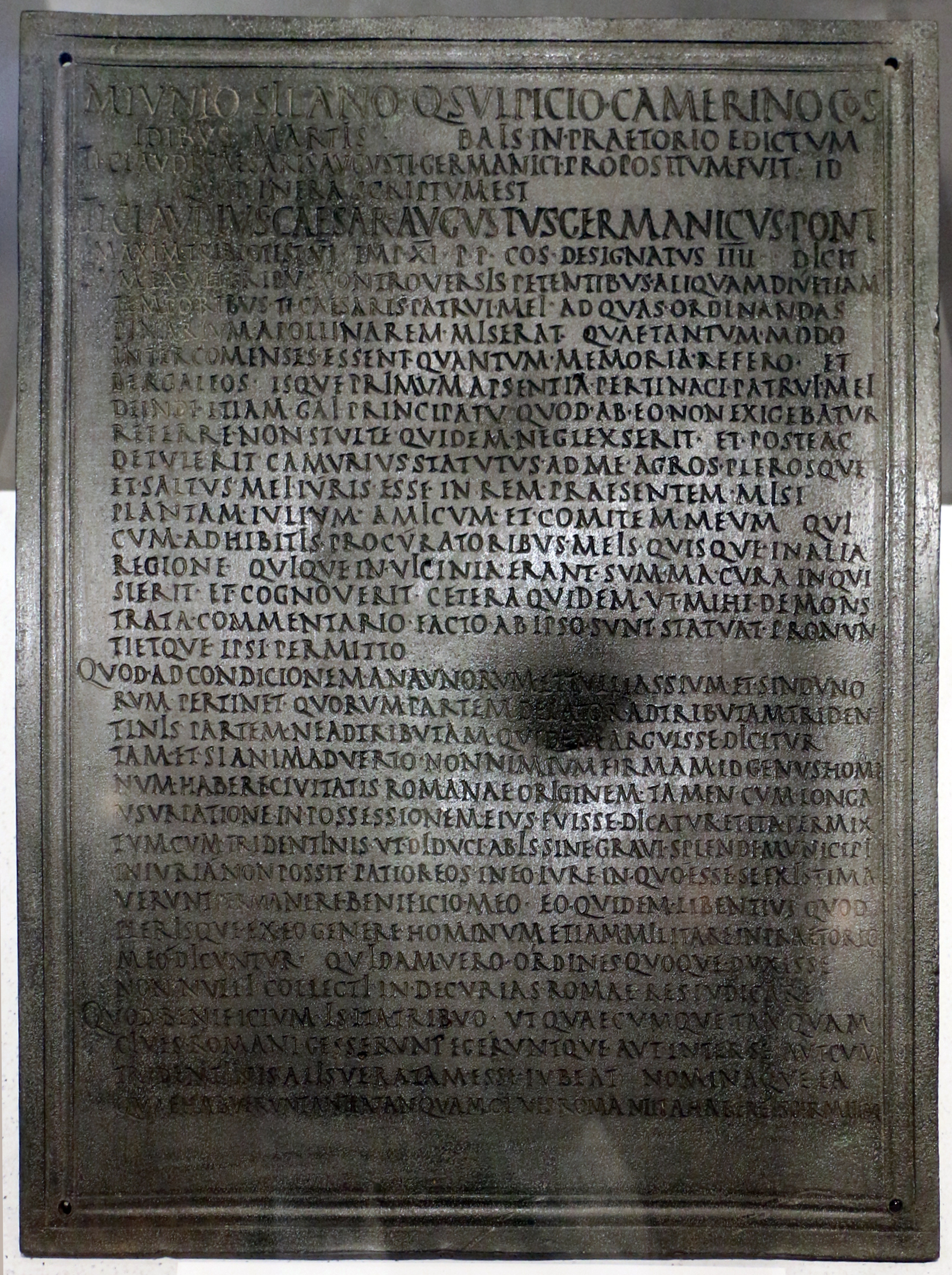
La Tabula Clesiana- Castello del Buonconsiglio, Trente (Italie).

Cette générosité envers les provinciaux suscite l'agacement de sénateurs, comme Sénèque qui prétend que Claude « voulait voir en toge tous les Grecs, les Gaulois, les Espagnols et les Bretons ». Claude se montre pourtant rigoureux et exige que les nouveaux citoyens connaissent le latin. Dans les cas individuels d'usurpation de la citoyenneté, Claude peut d'après Suétone se montrer sévère et faire décapiter des contrevenants, ou ramener à leur condition d'esclave les affranchis usurpant le rang de chevalier.
Le pragmatisme de Claude apparaît dans l'édit conservé par la Tabula Clesiana, par lequel il trouve une solution réaliste à la situation des Anaunes (it), une tribu voisine de Trente. Un envoyé de Claude avait découvert que beaucoup d'habitants avaient obtenu la citoyenneté romaine abusivement. Après enquête, et plutôt que de sévir, l'empereur déclare qu'à partir de ce jour ils seraient considérés comme détenant la pleine citoyenneté : les priver de leur statut illégalement acquis aurait été source de problèmes plus graves que l'entorse à la règle.

### Claude et Rome

#### Extension dupomerium

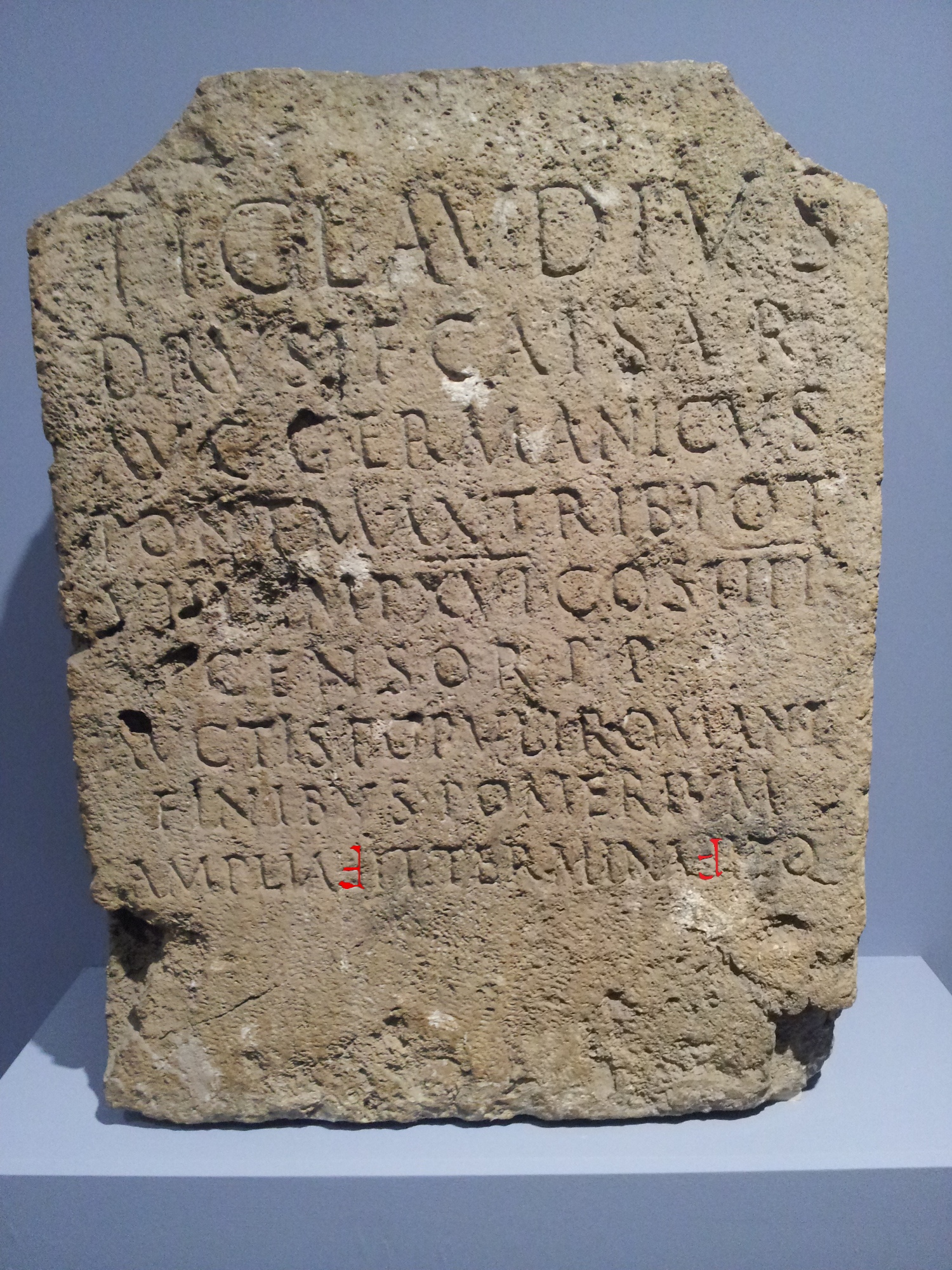
Borne marquant la nouvelle limite du pomerium. Inscription employant la lettre claudienne du digamma inversé (à la dernière ligne).

En 49 apr. J.-C., Claude étend le périmètre urbain de Rome (le pomerium) et inclut l'Aventin. Il suit une coutume ancienne qui veut que l'agrandissement du territoire soumis aux Romains autorise l'extension des limites de la ville de Rome, justifiée pour Claude par la conquête de la Bretagne. Toutefois, si l'on suit Sénèque, ce droit n'est valable que pour les annexions réalisées en Italie, ce qui met en doute la légitimité de l'agrandissement de Claude,.

#### Activités judiciaires
Comme ses prédécesseurs, Claude détient l'imperium, qui lui donne le droit de juger, et la puissance tribunitienne, qui fait de lui le destinataire des appels de citoyens condamnés. Contrairement à ses prédécesseurs, Claude exerce assidûment ses attributions. Il siège au forum du matin au soir, quelquefois même lors des dates religieuses ou des jours de fête, traditionnellement chômés,. Il juge un grand nombre d'affaires, personnellement ou en compagnie d'un consul ou d'un préteur. Suétone admet la qualité de certains de ses jugements, mais, comme à son habitude, conclut négativement (« dans ses sentences, […] tour à tour circonspect et perspicace, ou étourdi et précipité, quelquefois d’une légèreté qui ressemblait à de la folie ») et illustre ses avis d'exemples tournant le plus souvent Claude en ridicule,.
Outre son activité personnelle de juge, Claude prend plusieurs mesures pour améliorer le fonctionnement judiciaire et réduire l'encombrement des tribunaux de Rome, face aux multiples abus juridiques et à l'inflation du volume d'affaires. Pour limiter l'étirement en longueur des procédures judiciaires, il oblige les juges à clore leurs affaires avant la vacance des tribunaux,. Il augmente la capacité de ces derniers en étendant la durée de session à l'ensemble de l'année,. Pour lutter contre les manœuvres dilatoires des plaignants — lesquels s'absentent après avoir porté leur accusation, tandis qu'ils obligent l'accusé à demeurer à Rome et allongent la procédure —, Claude impose à ces derniers de rester, eux aussi, à Rome pendant le traitement de leurs affaires, et enjoint aux juges de rendre une sentence en leur défaveur en cas d'absence non justifiée.
Pierre Renucci explique l'encombrement des tribunaux par l'emballement sous Tibère des procès en maiestas — déclenchés à l'origine à l'encontre du Peuple romain, puis contre la personne ou l'image de l'empereur. La récompense légale attribuée aux accusateurs — le quart des biens du condamné — incite à la délation pour des motifs même futiles : propos d'ivrogne ou plaisanteries inconsidérées,. Sans revenir sur les dispositions légales de la mise en accusation, Claude met un coup d'arrêt aux procès de maiestas en se défiant des calomniateurs,.
Claude arbitre également les différends qui lui sont soumis depuis les provinces, comme l'affaire d'Alexandrie. Au début de son règne en effet, les Grecs et les Juifs d'Alexandrie lui envoient chacun une ambassade à la suite d'émeutes opposant les deux communautés. En réponse, Claude fait exécuter deux agitateurs grecs d'Alexandrie et rédige une Lettre aux Alexandrins, dans laquelle il refuse de prendre parti entre les différents responsables des soulèvements, mais prévient qu'il sera implacable vis-à-vis de ceux qui les déclencheraient à nouveau. Il réaffirme les droits des Juifs dans cette ville, mais leur interdit dans le même temps d'y continuer l'envoi de colons en masse. D'après Josèphe, il reconnaît ensuite les droits et libertés de tous les Juifs de l'empire.

#### Production législative

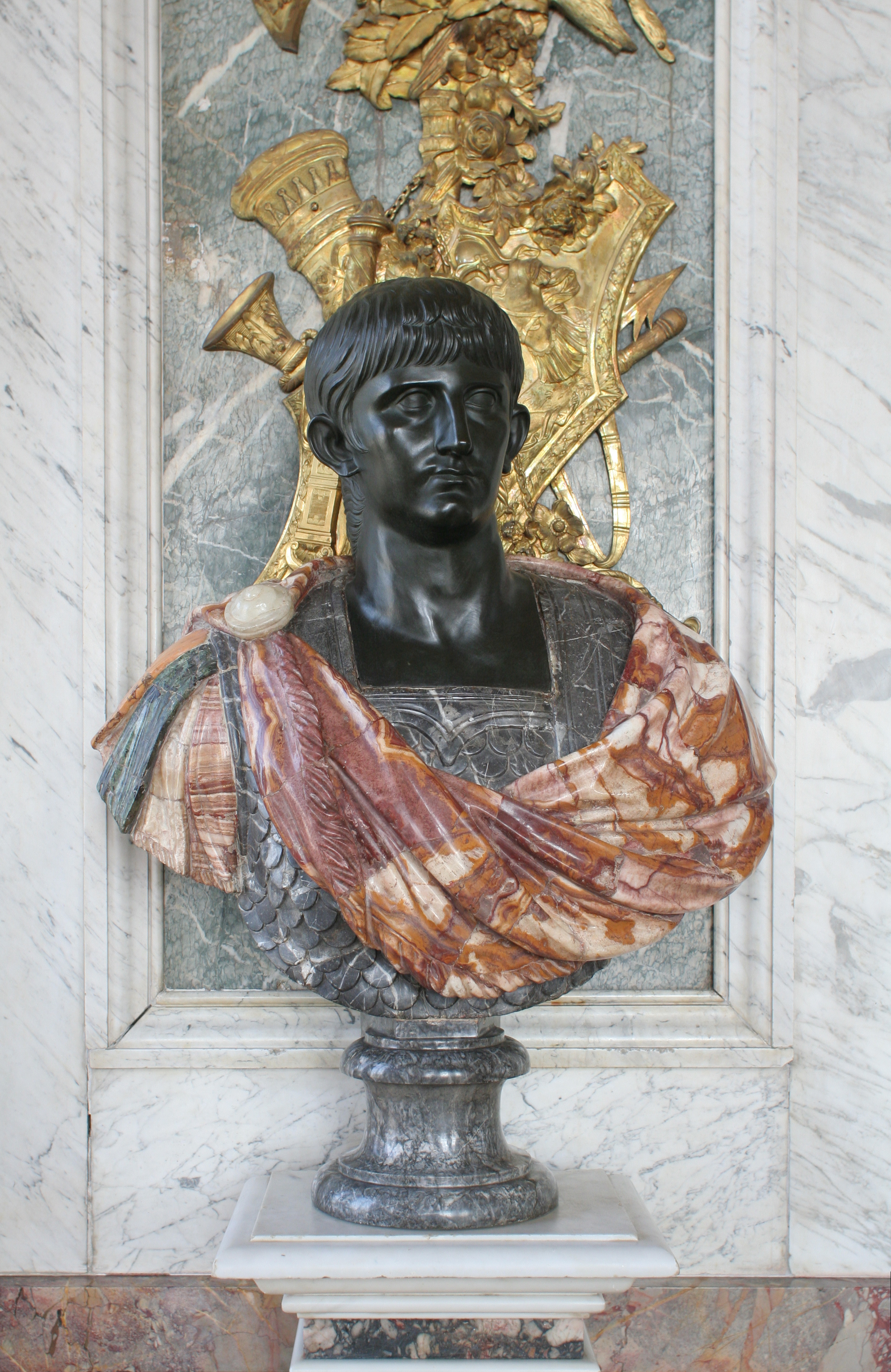
Buste de Claude, salon de la paix du château de Versailles.

À l'inverse de son action judiciaire, ses réalisations législatives ont été louées par les auteurs antiques. Claude œuvre à la restauration des mœurs, souhaitant faire coïncider le rang avec la richesse, l'honorabilité et le prestige. Ainsi, dans les spectacles, les sénateurs et les chevaliers retrouvent des places privilégiées.
Claude prend de très nombreux édits sur des sujets les plus divers, dont Suétone cite un florilège, dont certains dérisoires, tel que l'autorisation des flatulences au cours des banquets, un on-dit colporté au conditionnel par Suétone, mais néanmoins abondamment cité,.
Plus sérieusement, Claude traduit en plusieurs lois l'évolution des mœurs de son temps en faveur de l'amélioration du sort des esclaves et l'émancipation des femmes. Un décret resté célèbre traitait du statut des esclaves malades ; en effet jusque-là les maîtres abandonnaient à la mort les esclaves malades au temple d'Esculape dans l'île Tibérine et les récupéraient s'ils survivaient. Claude décide que les esclaves guéris seront considérés comme affranchis et que les maîtres qui choisiraient de tuer leurs esclaves plutôt que de prendre ce risque seraient poursuivis pour meurtre,,. Pour la première fois dans l'Antiquité, la mise à mort d'un esclave malade par son maître est assimilée à un crime.
D'autres décrets à retenir concernent le droit des femmes : Claude supprime, pour les épouses, la tutelle d'un membre de leur famille d'origine, dispense qui n'existait que pour les mères de plus de trois enfants. Un autre décret répare une injustice du droit successoral en plaçant la mère mariée sine manu au nombre des héritiers de son enfant, lorsqu'il décède sans avoir fait de testament,.
Parallèlement à ces décisions émancipatrices, Claude renforce les prérogatives du Pater familias, que ce soit sur les biens de sa famille ou en renforçant plus généralement son autorité.

#### Ravitaillement de Rome

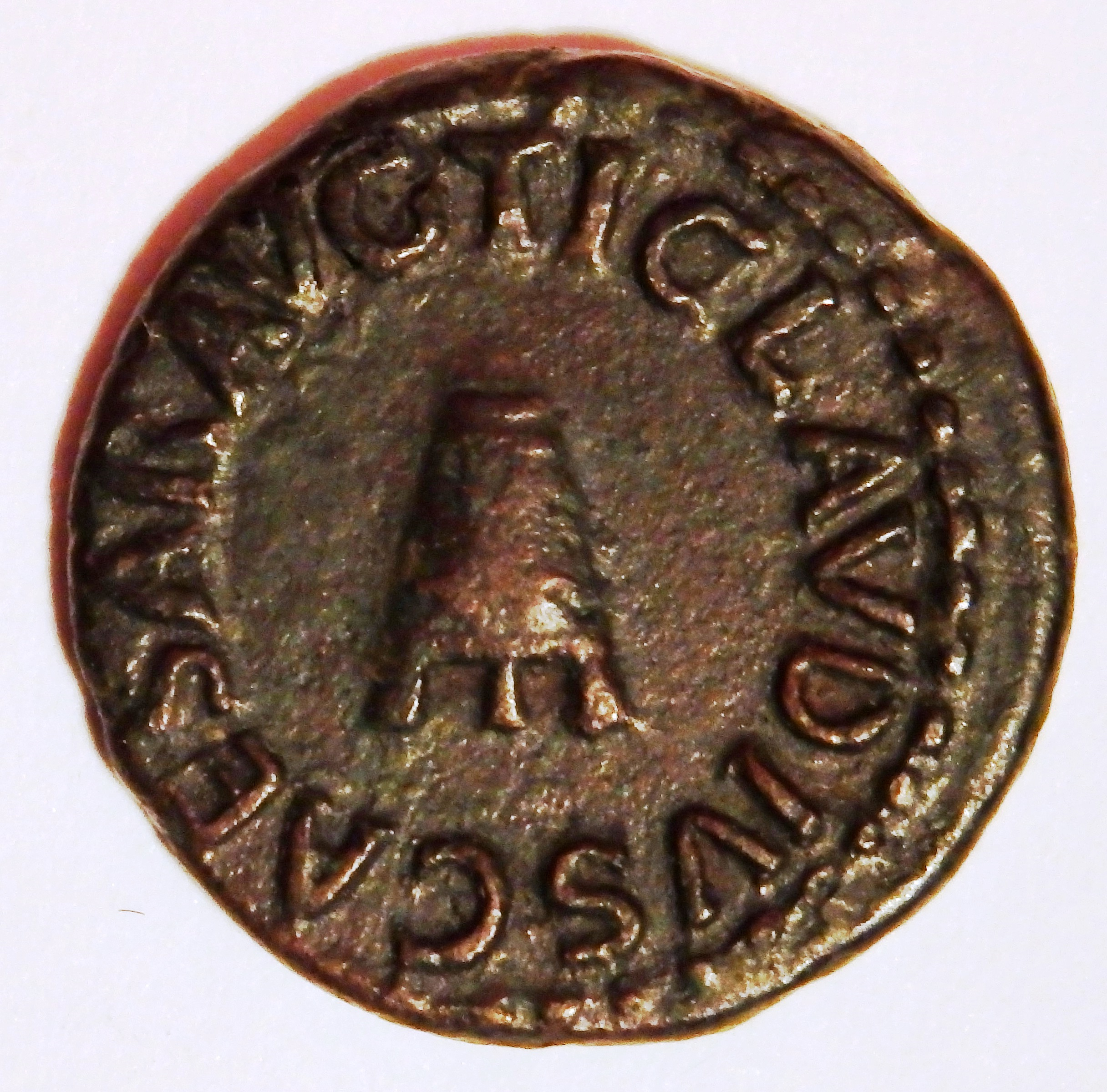
Quadrans de Claude, petite monnaie montrant une mesure de blé (modius), objet des préoccupations impériales.

Dès le début de son règne marqué par une disette à Rome, Claude est injurié par la foule du forum et bombardé de croûtons de pain. Il faut savoir qu'à Rome, quelque 200 000 citoyens pauvres reçoivent gratuitement une allocation en blé, fournie par l'État romain, en grande partie importée des provinces, et matériellement assurée par les soins de l'empereur. Claude décide aussitôt des mesures d'encouragement pour faire arriver le blé à Rome, même pendant l'hiver, saison des tempêtes et d'arrêt de la navigation : il promet de prendre en charge les pertes causées par les naufrages, devenant ainsi l'assureur des vaisseaux des négociants. Les armateurs de navires de commerce obtiennent des privilèges juridiques, comme la citoyenneté et l'exemption des pénalités frappant les célibataires et les couples sans enfants selon la loi Papia-Poppea,.
Claude redéfinit aussi les responsabilités de l'approvisionnement : il confie les opérations de distribution à la population à un procurateur dit ad Miniciam, du nom du portique de Rome où elle est effectuée. L'administration portuaire d'Ostie et le transport du blé jusqu'à Rome étaient sous la responsabilité du questeur, magistrat débutant et en poste pour un an seulement. Claude lui substitue un procurateur qu'il nomme et maintient selon ses compétences,. Enfin, Claude n'hésite pas à se déplacer lui-même pour surveiller les arrivées de blé à Ostie.

#### Constructions publiques
Mis à part la réfection du théâtre de Pompée et l'aménagement de barrières en marbre au Circus Maximus, Claude lance ou poursuit de grands chantiers d'aménagement destinés à améliorer l'approvisionnement de Rome. Ces travaux dont le financement n'est possible que grâce aux finances impériales vont durer des années et laisser des ouvrages que Pline l'Ancien qualifie de « merveilles que rien ne surpasse » (« invicta miracula »).
Claude assure le ravitaillement en eau de Rome en restaurant en 45 l'Aqua Virgo, endommagé sous Caligula ; Il poursuit la construction de deux aqueducs, lAqua Claudia, qui avait été commencé sous Caligula, et lAqua Anio Novus. Ces deux ouvrages, longs respectivement de soixante-neuf kilomètres et de quatre-vingt-sept kilomètres, atteignent la Ville en 52, en se rejoignant à la Porta Maggiore. La restauration et la construction de ces deux aqueducs coûtent 350 000 000 de sesterces,, plus que tout autre ouvrage évergétique connu par l'épigraphie, et s'étendent sur quatorze années.

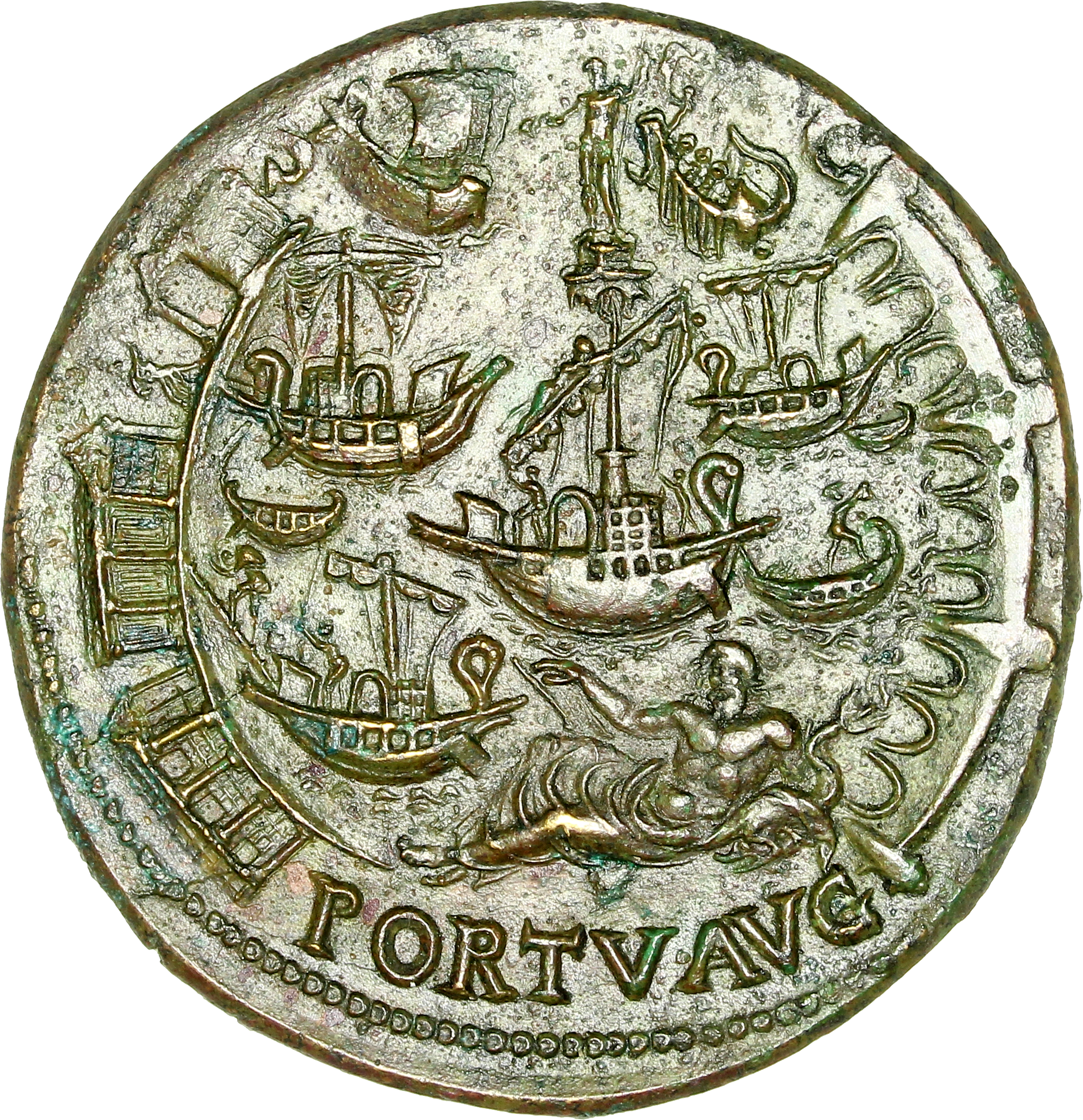
Sesterce de Néron, montrant le bassin du nouveau port d'Ostie construit sous Claude (Musée Lugdunum, La Favorite, inv. 2002.1.1).

Par ailleurs, à Rome, il fait creuser un canal navigable sur le Tibre qui mène à Portus, son nouveau port, situé à trois kilomètres au nord d'Ostie. Ce port est bâti en demi-cercle autour de deux brise-lames, un phare occupant sa bouche. 
Claude souhaite aussi augmenter la surface arable en Italie. Il reprend le projet de Jules César d'assécher le lac Fucin, en le vidant par un canal de plus de cinq kilomètres dérivant jusqu'au Liris. Le chantier de creusement dure onze ans, sous la supervision de Narcisse,. Les travaux s'achèvent avec le percement des tunnels de Claude jusqu'à la cuvette du lac, mais la vidange attendue est un échec : l'émissaire de vidange est plus haut que le fond du lac et ne le vide pas complètement, gâchant l'inauguration organisée par Claude,,.

#### Pratiques religieuses
Claude se montre conservateur de la religion officielle, et fait décréter que les pontifes veillent à ce que ne se perde pas la connaissance des rites anciens conservés par les haruspices étrusques. Il réhabilite des pratiques désuètes, comme faire réciter la formule des fétiaux lors des traités avec les rois étrangers. Lui-même, en tant que pontifex maximus, s'applique à conjurer les mauvais présages, en faisant annoncer des fêtes si la terre a tremblé à Rome, ou en faisant réciter des prières propitiatoires qu'il dicte au peuple depuis la tribune des Rostres, si un oiseau de mauvais augure a été vu au Capitole.
Toutefois, il évite les excès de formalisme religieux, et met un frein à la répétition excessive des célébrations en cas de défaut dans le déroulement des prescriptions rituelles. Il décrète qu'une célébration qui s'est mal déroulée ne peut être réitérée qu'une seule fois, ce qui met fin aux abus suscités par les entrepreneurs de spectacle qui tirent profit de ces multiplications, et même, les provoquent.
Il refuse la requête des Grecs d'Alexandrie qui souhaitent lui dédier un temple, en argumentant que seuls les dieux peuvent choisir de nouveaux dieux. Il rétablit des jours de fête tombés en désuétude et annule nombre de célébrations étrangères instituées par son prédécesseur Caligula.
Dans la Ville, Claude se préoccupe de la diffusion des cultes à mystères, venus d'Orient, et recherche des équivalents romains. Par exemple, il veut implanter à Rome les Mystères d'Éleusis, associés au culte de Déméter.
Comme Auguste et Tibère, Claude est plutôt hostile aux religions étrangères. Il interdit le druidisme. Il expulse de Rome les astrologues et les Juifs, à cause de troubles que Suétone attribue « à l'instigation d'un certain Chrestus »,. Les autres auteurs antiques recoupent plus ou moins cette disposition. Les Actes des Apôtres évoquent incidemment ce décret d'éloignement, tandis que Flavius Josèphe ne le mentionne pas. Dion Cassius en minimise la portée : « Les Juifs étant de nouveau devenus trop nombreux pour qu'on pût, attendu leur multitude, les expulser de Rome sans occasionner des troubles, il ne les chassa pas, mais il leur défendit de s'assembler pour vivre selon les coutumes de leurs pères. ». Les motivations et les tenants des actions de Claude vis-à-vis des Juifs restent obscurs à l'heure actuelle. Il semble avoir agi essentiellement pour maintenir l'ordre public à Rome, troublé par des heurts entre membres de la communauté. En 41, il fait fermer les synagogues, et en 49, expulse plusieurs personnalités juives. Suétone laisse penser que ces incidents sont déclenchés par les chrétiens. En revanche, Levick estime extravagante l'hypothèse selon laquelle Claude serait l'auteur du « décret de César », punissant les atteintes aux sépultures,.
Claude est opposé aux conversions, quelle que soit la religion, y compris dans les régions où il accorde aux habitants la liberté de croyance. Les résultats de tous ces efforts ont été reconnus, et même Sénèque, qui pourtant méprise les vieilles pratiques superstitieuses, défend Claude dans sa satire l'Apocoloquintose.

#### Jeux

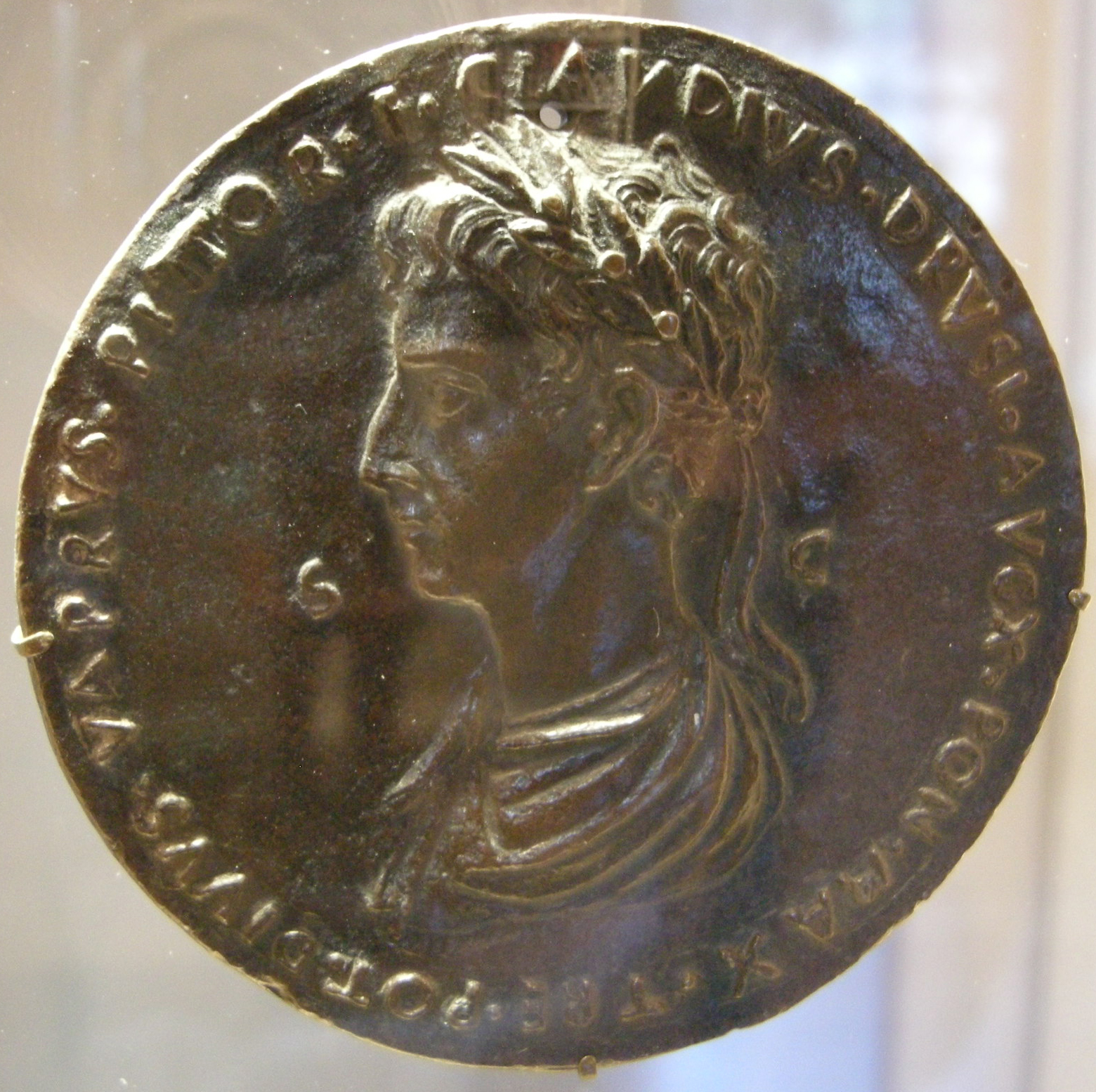
Médaille de Varrone Belferdino, 1440s-1450s, recto.

Les spectacles, jeux du cirque et représentations théâtrales, tiennent une grande place dans la vie publique à Rome, organisés lors des cérémonies religieuses ou des fêtes, autant d'occasions de rencontre entre l'empereur et sa population.
D'après Suétone et Dion Cassius, Claude se passionne pour les jeux de l'amphithéâtre. Ils en font un être cruel, assoiffé de sang, jouissant des spectacles des gladiateurs et plus encore indigne amateur des médiocres spectacles de midi, consacrés aux mises à mort de condamnés,. La cruauté est un des vices que les auteurs antiques soulignent pour forger un personnage de tyran, mais les assertions de Suétone reprises par Dion Cassius entrent en contradiction avec les écrits de Sénèque. Celui-ci condamne clairement ces meurtres mis en scène. Or dans son Apocoloquintose qui charge Claude de tous les défauts, Sénèque ne fait aucune allusion à une attirance pour les spectacles sanglants, d'où le doute de Renucci sur cette cruauté rapportée par Suétone : réalité ou ragot ?.
Suétone est plus crédible lorsqu'il dépeint l'attitude de Claude lors des spectacles qu'il donne : il interpelle familièrement les spectateurs, fait circuler des tablettes portant ses commentaires, lance des plaisanteries et encourage les réactions du public, entretenant ainsi sa popularité auprès de la foule romaine.
Parmi les jeux que Claude donne personnellement, deux sont exceptionnels par leur ampleur et leur rareté : les jeux séculaires et la naumachie du lac Fucin.
Les jeux séculaires de 47 marquent le 800e anniversaire de la fondation de Rome. Comme Auguste en avait organisé aussi en 17 av. J.-C., Suétone ironise sur ce caractère séculaire, et la formule d'annonce de « jeux que nul n'a vus », puisque certains spectateurs ont assisté aux précédents. Toutefois, André Piganiol souligne que les deux jeux ne sont pas comparables, car Claude crée un nouveau type de célébration, les anniversaires de Rome, différents des jeux d'Auguste, expiatoires des troubles d'un siècle achevé et annonciateurs du siècle nouveau. Lors d'une des cérémonies, les jeunes nobles accomplissent à cheval des évolutions complexes, et les applaudissements de la foule les plus nourris sont pour le jeune Domitius Ahenobarbus, fils d'Agrippine la Jeune, dernier descendant de Germanicus et petit-neveu de Claude, au détriment de son fils Britannicus, ce qui ne peut qu'inquiéter l'impératrice Messaline.
Une autre représentation d'exception est organisée en 52, pour l'inauguration de la dérivation du lac Fucin : une naumachie, une bataille navale opposant deux flottes et des milliers de condamnés, un spectacle que seuls César et Auguste avaient montré auparavant. La narration de Suétone contient la seule citation connue de la formule célèbre Morituri te salutant. Et toujours selon Suétone, Claude se ridiculise en entrant dans une colère mémorable lorsque les figurants refusent de combattre, croyant avoir été graciés,.

### Claude et Lyon

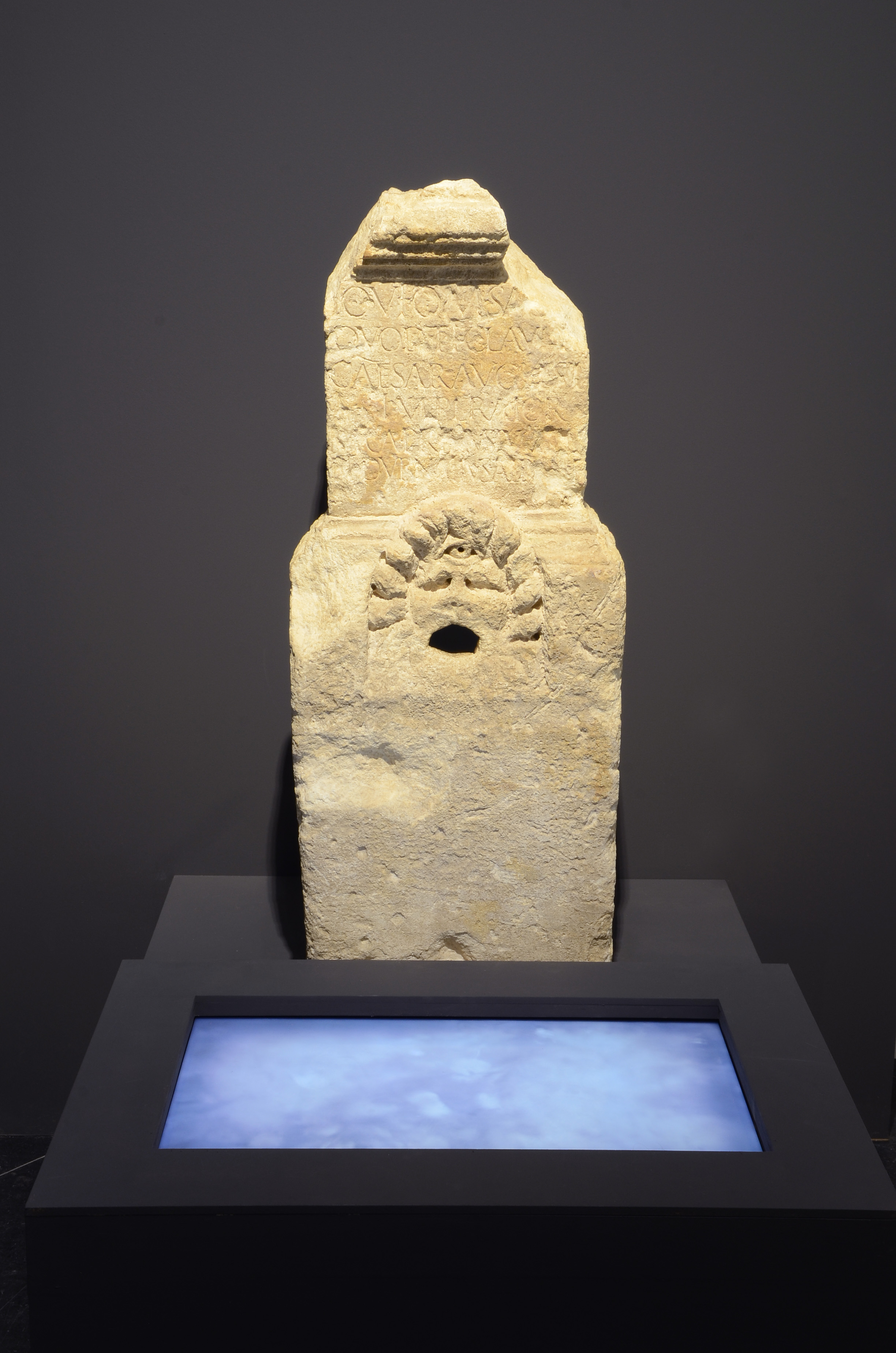
Fontaine érigée en l'honneur de Claude, en bas de la montée de Choulans (Lyon).

Des indices épigraphiques ténus permettent d'attribuer à Claude quelques réalisations monumentales dans sa ville natale, comme les thermes de la rue des Farges (50 à 60 apr. J.-C.). Au XVIIIe siècle, la découverte de tuyaux de plomb à son nom sur la colline de Fourvière laisse penser qu'il est à l'origine de l'aqueduc du Gier, jusqu'à ce qu'une autre inscription permette de rattacher l'édifice à Hadrien. Cependant, Claude a bien fait construire un aqueduc, celui de la Brévenne ou celui de l'Yzeron. Par ailleurs, deux fontaines ont été édifiées sous son règne, celle du site du Verbe Incarné et celle de Choulans.

### Vie privée de l'empereur

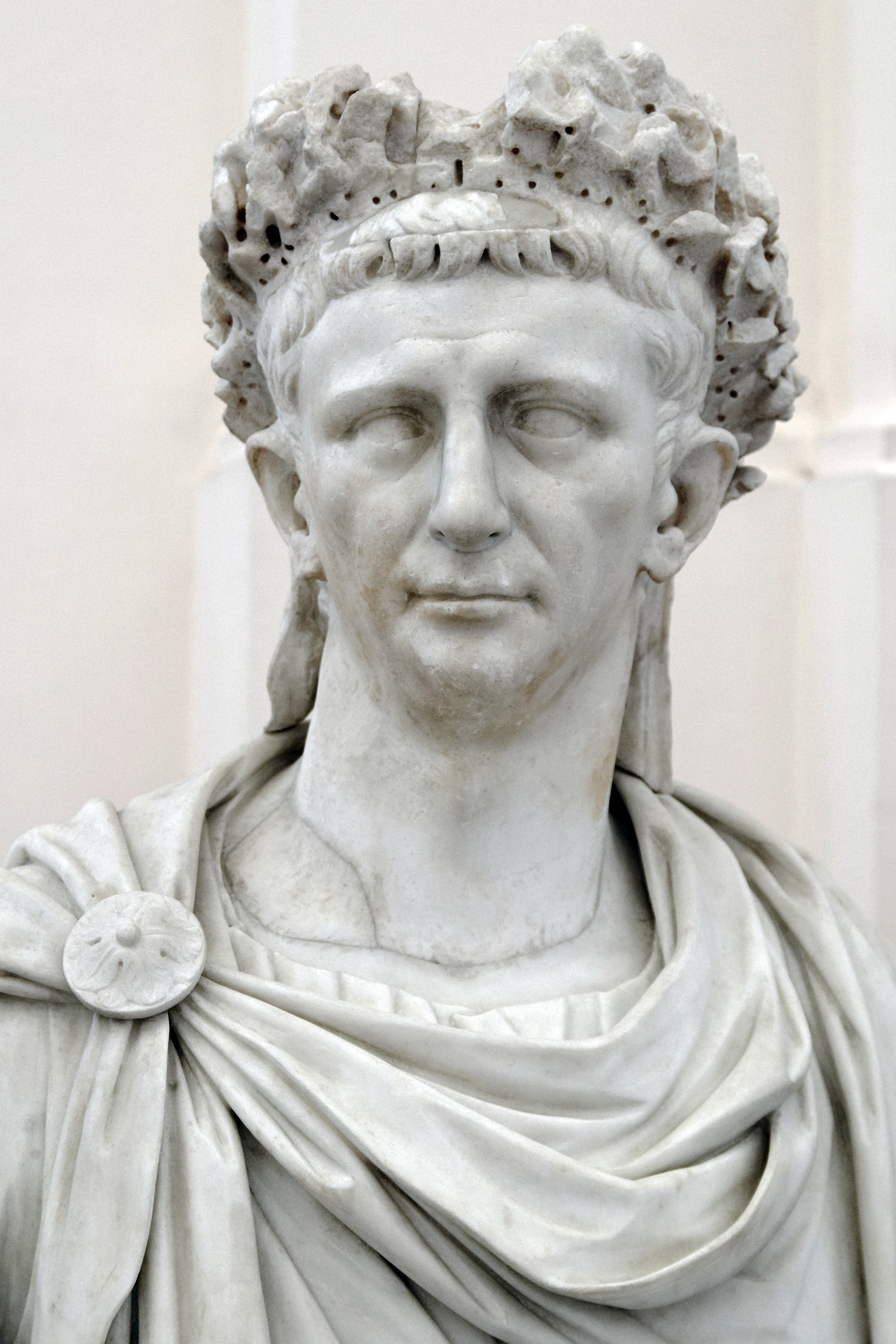
Buste de Claude portant la couronne civique, entre 41 et 54 apr. J.-C., musée archéologique national de Naples.

Les anecdotes collectées par Suétone et Dion Cassius pour déprécier la vie privée de Claude devenu empereur abondent, et changent d'échelle : ses excès de table rassemblent jusqu'à six cents convives. Plus scandaleux encore, alléché par une odeur de cuisine, Claude abandonne le tribunal où il siège pour s'inviter au repas de la confrérie des Saliens, se révélant ainsi l'esclave de ses appétits au détriment de son rôle judiciaire.

#### Messaline
Les auteurs antiques forgent pour la postérité l'image d'un empereur peureux, facilement manipulé par ses affranchis et son épouse,,. La réputation qu'ils donnent à Messaline est encore pire. La satire de Juvénal décrivant Messaline quittant le palais impérial pour se prostituer dans les bas-quartiers en fait la figure de la concupiscence féminine incontrôlée et illimitée,. Outre les éliminations physiques dont les historiens rendent responsable sa jalousie et son avidité, ils lui prêtent de multiples amants, qu'elle choisit elle-même dans toutes les classes sociales. Les hommes qui refusent de se soumettre à ses désirs sont contraints par la ruse ou la force. Claude est dépeint comme le vieillard imbécile des comédies, trompé à son insu, parfois même avec sa complicité involontaire, comme lorsque Messaline le prie d'ordonner au mime Mnester de faire ce qu'elle lui demandera.
Son dernier amant, le sénateur Caius Silius, est la cause de sa fin en 47. Résumé en quelques lignes par les abréviateurs de Dion Cassius, mentionné par Suétone, cet épisode est longuement mis en scène par Tacite, qui utilise son art rhétorique pour mêler les éléments factuels avec des traits de comédie et des sous-entendus moralisants et politiques. Après les jeux séculaires de 47, Messaline s'éprend du sénateur Caius Silius, de parents proches de Germanicus, qualifié par Tacite de « plus beau des jeunes Romains », qu'elle oblige à se séparer de son épouse. Toujours selon Tacite, Silius cède à Messaline, sûr que son refus lui vaudrait la mort et espérant aussi de larges récompenses pour son acceptation, ce qu'il obtient : sans discrétion, Messaline fréquente assidûment la demeure de Silius et y transfère même du mobilier, des esclaves et des affranchis en provenance de la maison impériale,.
La liaison des amants culmine par leur mariage officiel, une prise de risque que Tacite qualifie de fabuleuse, tout en étant comme les autres historiens persuadé de son authenticité. Tandis que Dion Cassius affirme que Messaline eut le désir d'avoir plusieurs époux, Tacite attribue l'idée de ce mariage à Silius, préférant le risque à l'attente, disposé à maintenir les pouvoirs de Messaline et à adopter son fils Britannicus. Profitant que Claude séjourne à Ostie pour superviser les arrivées de blé, Messaline demeure à Rome. Son union avec Silius est célébrée dans les règles, selon une date annoncée d'avance, avec un contrat préalablement signé devant témoins, cérémonie avec prise des auspices, sacrifice aux dieux et banquet nuptial. Suétone est le seul à révéler une manipulation à la limite du vraisemblable : Claude signe aussi le contrat de mariage, car on lui fait croire à un mariage simulé, destiné à détourner un péril qui l'aurait menacé d'après les présages. Pour Castorio, cet élément qu'ignorent Tacite et Dion Cassius n'est qu'une rumeur sans fondement historique, participant à l'image d'imbécillité de Claude. Quoi qu'il en soit, les spécialistes du droit romain considèrent que le mariage de Messaline, dûment célébré, a pour effet la répudiation de Claude.

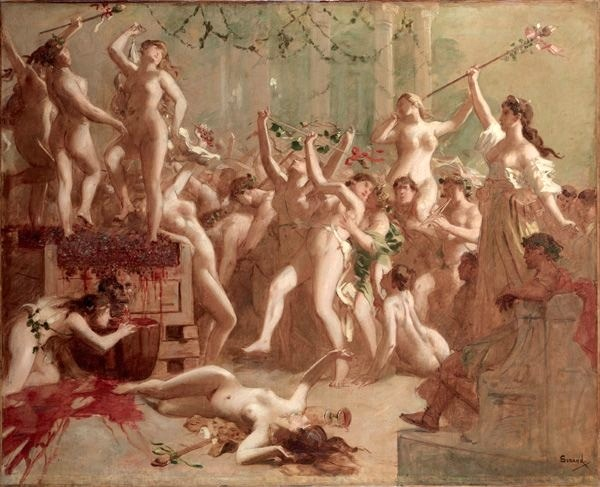
La fête des vendanges donnée par Messaline, par Gustave Surand (1860–1937).

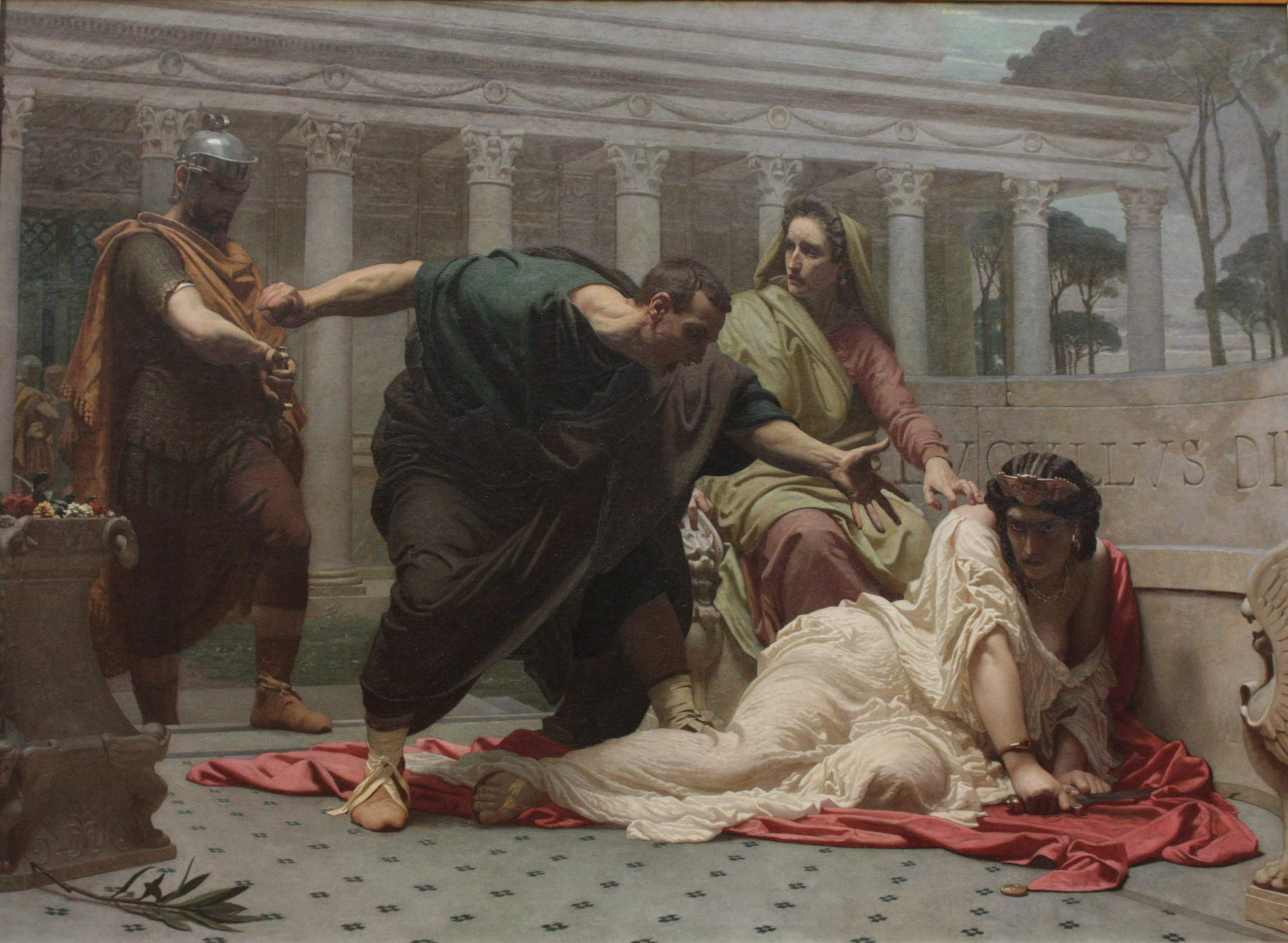
La Mort de Messaline. Huile sur toile de François Victor Eloi Biennourry, XIXe siècle.

Au lieu de se rendre maîtres de Rome, les mariés mènent dans leurs jardins une fête des vendanges qui tourne à la bacchanale, épisode invraisemblable du récit de Tacite. La riposte est organisée par les affranchis Calliste, Narcisse et Pallas. Convaincus que ce mariage va faire de Silius le nouvel empereur, ils redoutent de ne plus bénéficier de la même complaisance qu'avec Claude. Autre raison, en faisant condamner à mort Polybe, un des leurs, Messaline a rompu leurs liens de complicité,. Il leur faut donc éliminer Messaline en empêchant toute entrevue avec Claude, qu'elle pourrait amadouer. Aux dires de Tacite, seul Narcisse agit, les deux autres restent passifs, Pallas par lâcheté, Calliste par prudence. Narcisse va à Ostie, fait informer Claude du remariage de Messaline, et ramène à Rome son maître paniqué. Ils se dirigent vers la caserne des prétoriens, mais, semble-t-il par méfiance envers un des préfets du prétoire, Claude confie les pleins pouvoirs militaires à Narcisse, pour un jour. Après quelques mots adressés aux soldats sur son infortune, Claude rentre au palais et préside un tribunal improvisé. Arrêté sur le forum, Caius Silius prie qu'on hâte sa mort. D'autres anciens amants de Messaline sont exécutés, y compris Mnester, qui proteste qu'il n'avait fait qu'obéir à l'ordre de Claude. La répression frappe aussi le préfet des vigiles et un chef d'école de gladiateurs, ce qui indiquerait des complicités armées, quoique de faible valeur combative face aux prétoriens. Enfin, Claude dîne copieusement ; bientôt gavé, il perd colère et lucidité, et demande Messaline. Narcisse prend alors l'initiative d'envoyer des soldats tuer Messaline dans les jardins qu'elle avait pris à Valerius Asiaticus,. Ensuite, le Sénat décide la damnatio memoriae de Messaline, par la destruction de ses statues et le martelage de son nom sur les inscriptions.
Si Tacite appuie son scénario sur la folle libido de Messaline et la passivité fataliste de Silius, face à l'aveuglement et la faiblesse de Claude compensés par la réactivité de son affranchi, une version longtemps acceptée, certains historiens modernes rejettent ces stéréotypes et réinterprètent le déroulement des faits. Ainsi en 1934, Arnaldo Momigliano voit Caius Silius comme le meneur d'une révolution sénatoriale,, complot accepté par Messaline, qui se sent menacée par la montée de popularité du fils d'Agrippine. Une révision originale a été proposée en 1956 par Jean Colin, qui refuse de voir un complot ou un mariage réel noué entre Messaline et Silius. Comme le décrit Tacite, tandis que Claude est à Ostie, ils célèbrent la fête des vendanges, durant laquelle, selon Colin, Messaline suit un rituel d'initiation bachique, similaire à une cérémonie de mariage. Narcisse aurait alors présenté à Claude cette initiation comme un véritable mariage menaçant son pouvoir et obtenu l'élimination de Messaline et de Silius. Castorio remarque que cette thèse ingénieuse requiert un Claude grossièrement dupé, caricature que les historiens n'admettent plus. Mais force est de constater que malgré plus de cinquante ans de recherches sur des écrits lacunaires et biaisés, les historiens n'ont pu proposer une reconstitution admissible par une majorité de leurs confrères.

#### Agrippine

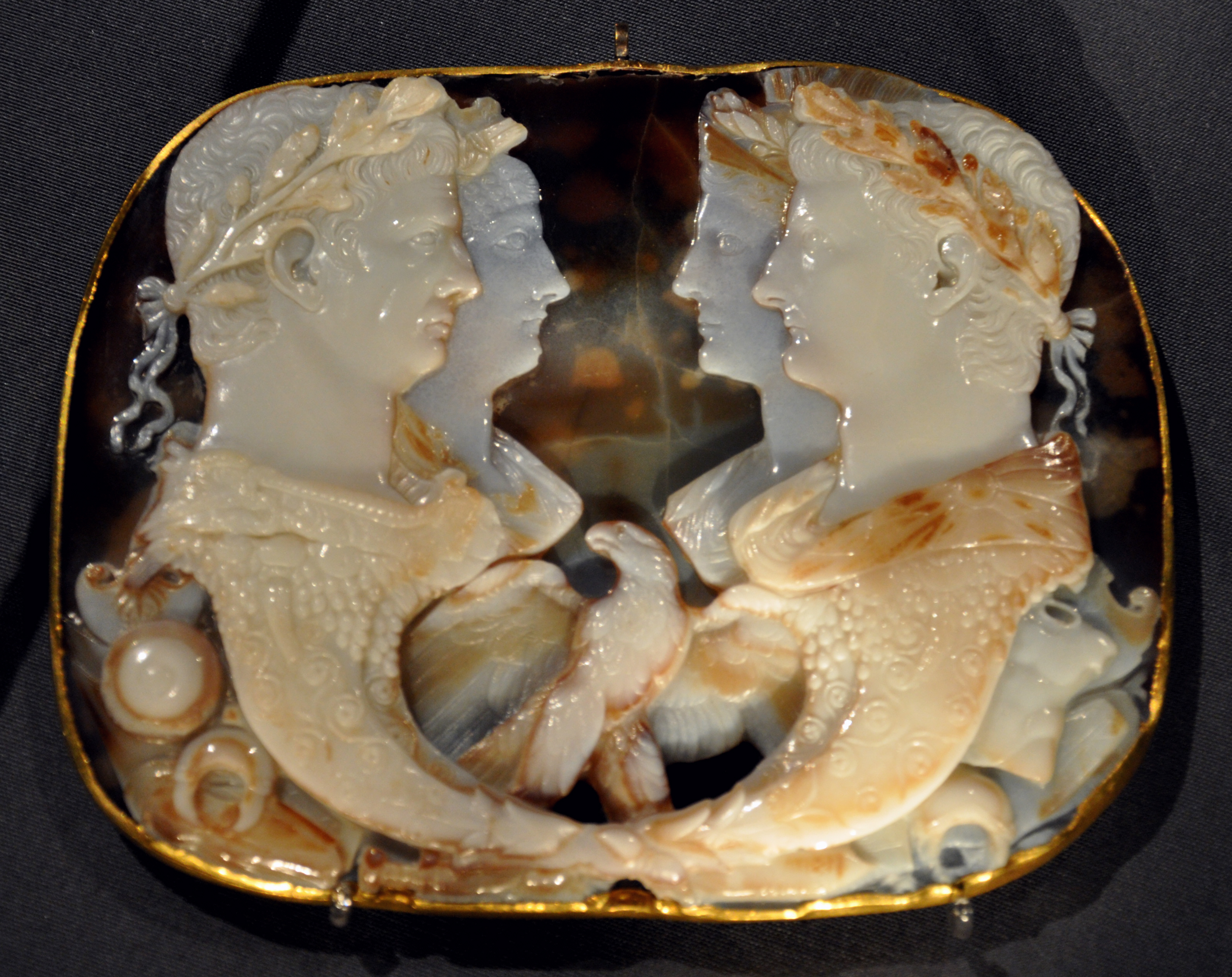
Gemma Claudia, camée de Claude et Agrippine à gauche, et deux parents.

La disparition de Messaline suscite de nouvelles ambitions matrimoniales dans la maison impériale, chaque affranchi a sa candidate : Pallas soutient Agrippine la Jeune, dernière enfant vivant de Germanicus, Calliste est pour Lollia Paulina, fille de consul et sans enfant, enfin Narcisse propose un remariage avec Ælia Pætina, autrefois répudiée par Claude mais irréprochable. Claude penche pour Agrippine, mais épouser sa nièce est assimilé à un inceste et interdit par la coutume romaine. Mais Claude obtient sans difficulté du Sénat une nouvelle loi l'autorisant à épouser Agrippine, « dans l’intérêt supérieur de l’État »,.

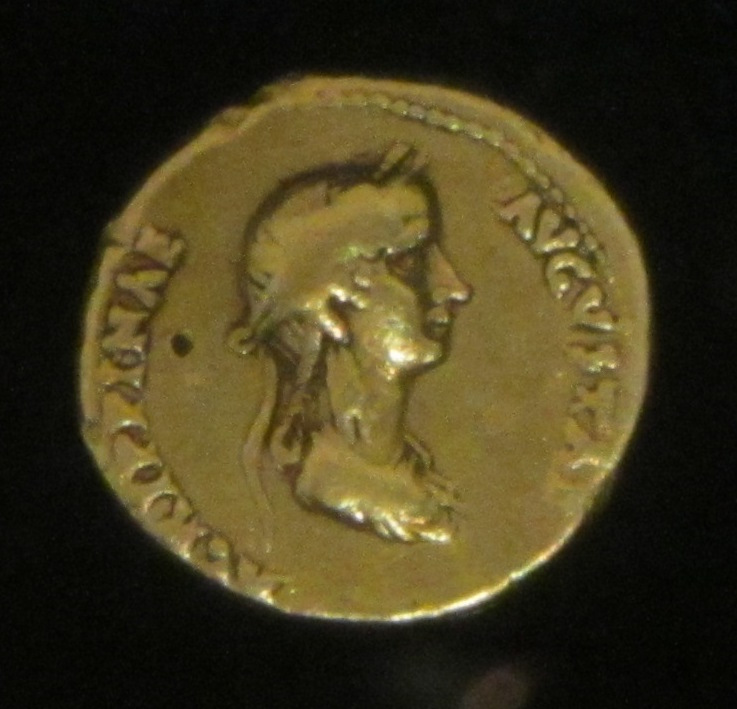
Aureus de Claude, effigie d'Agrippine AGRIPPINAE AUGUSTAE.

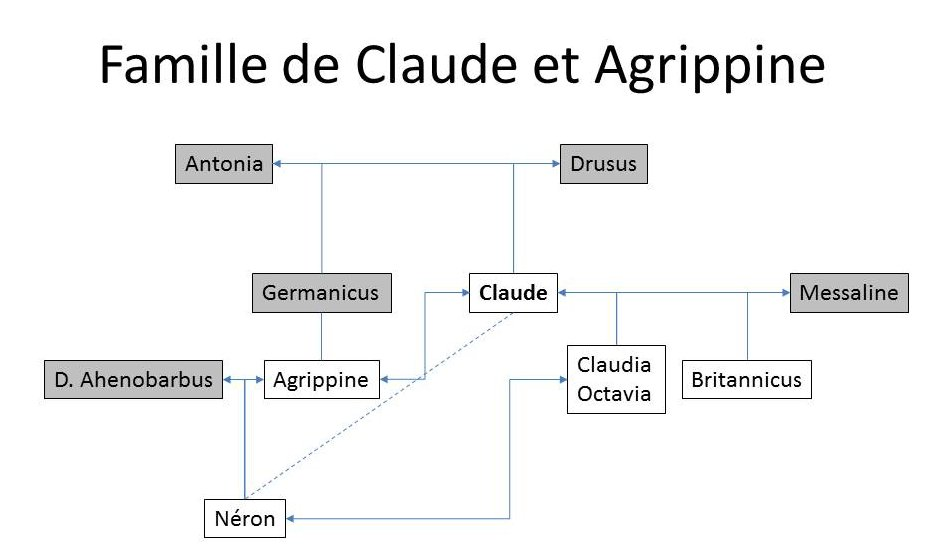
Généalogie simplifiée du couple Claude-Agrippine, vers 49-54. En grisé, personnes décédées à ces dates.

Sitôt impératrice, Agrippine obtient des honneurs que n'avait pas reçus Messaline : elle reçoit le titre d'Augusta et des monnaies sont émises avec son portrait ainsi que d'autres montrant le jeune Néron. Elle fait lever l'exil de Sénèque et lui confie l'éducation de son fils. Elle fait rompre les fiançailles d'Octavie avec Lucius Silanus, en le faisant accuser d'inceste avec sa propre sœur, puis fiance Néron à Octavie. Enfin, elle élimine sa rivale Lollia Paulina en l'accusant d'avoir consulté des mages sur le mariage de Claude. Ce dernier la fait exiler par le Sénat pour ce projet dangereux, puis elle est contrainte au suicide,. Enfin en 50, prétextant les exemples d'Auguste et de Tibère qui avaient préparé leur succession sur deux jeunes héritiers, Agrippine fait adopter son fils par Claude, le jeune Domitius Ahenobarbus devient Claudius Néron, frère de Britannicus et son aîné de trois ans. En 53, Néron épouse Octavie et fait à seize ans sa première prestation au Sénat, en prononçant un discours érudit en faveur de l'exemption d'impôts de Troie, cité ancêtre des Romains, puis un autre en faveur des îles de Rhodes, pour leur accorder l'autonomie interne,. En 54, Agrippine renforce encore sa position en faisant condamner la grand-mère maternelle de Britannicus Domitia Lepida qu'elle trouve trop familière avec Néron, en l'accusant d'avoir pratiqué des envoutements et créé des troubles en Calabre avec ses esclaves,.

### Possessions de Claude
Claude hérite de Caligula de nombreuses propriétés au sein et autour de Rome, dont de nombreux horti (jardins) regroupés dans trois quartiers de la capitale, au nord, à l'est et sur la rive droite du Tibre. Au nord, sur et entre les pentes du Pincio et du Quirinal, se déploient les horti Sallustiani, très proches du centre de Rome. À l'est, sur l'Esquilin, Claude possède plusieurs domaines dont les horti Maecenatis ; on y trouve non loin les horti Maiani et Asiniani. Le long du Tibre se trouvent les horti Agrippinae.
Claude prend également possession du Domus Augustana situé au sud-ouest du Palatin, construit en plusieurs fois et aux contours mal connus. Le centre de cet ensemble comprend la Maison d'Auguste proprement dite, un temple d'Apollon, un quadriportique, deux bibliothèques et plusieurs éléments architecturaux très mal connus : la maison de Tibère, un temple de Magna Mater, un Aedes caesarum et des Ludi palatini. Les constructions ultérieures, notamment sous les Flaviens, ont très largement détruit les bâtiments précédents.
Lorsqu'il hérite de cet ensemble, Claude procède à deux actions symboliques pour, à travers ces bâtiments, renforcer sa légitimité. Quand il est gratifié par le Sénat de la couronne navale, il l'expose sur le faîte de sa maison, aux côtés de la couronne civique reçue par Auguste. Par ailleurs, en 49, il redéfinit le pomerium romuléen, notamment sur le Palatin, pour se référer comme Auguste aux mythes fondateurs de Rome.
Durant son règne, Claude entreprend plusieurs modifications du palais impérial. Il fait surmonter le cryptoportique central d'un étage, au sol imperméabilisé avec un jardin et un bassin en marbre. Dans la Domus Tiberium, il crée un triclinium d'été au décor luxueux dans le IVe style pompéien. Selon des travaux récents, les bains de Livie auraient été entamés sous Claude.

## Mort
D'après Suétone et Tacite, dans les mois précédant sa mort, Claude regrette son mariage avec Agrippine et l'adoption de Néron ; il se lamente ouvertement de ses épouses « impudiques, mais non impunies » et envisage de donner sa toge virile à Britannicus, quoiqu'il n'ait pas encore l'âge,. Si Dion Cassius affirme que Claude veut éliminer Agrippine et désigner Britannicus comme son successeur, les autres auteurs sont moins clairs sur les intentions de Claude. Il a soixante-quatre ans et sa santé s'est dégradée. D'après Suétone, il sent que sa fin est proche, fait son testament et recommande aux sénateurs de prendre soin de ses fils,.

### Empoisonnement

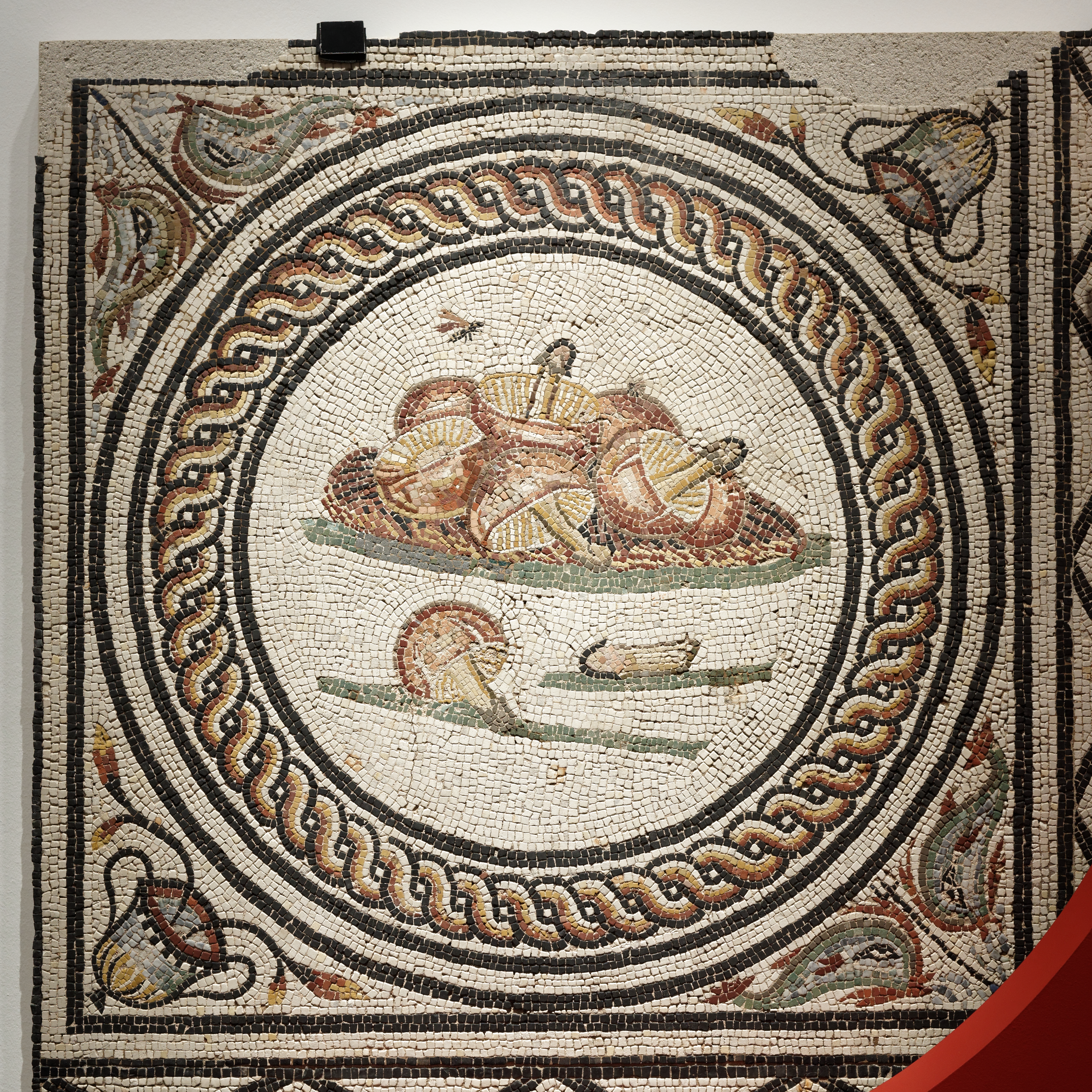
Les champignons, un mets apprécié - mosaïque de Saint-Romain-en-Gal.

Claude meurt le matin du 13 octobre 54, après un festin terminé dans l'ivresse et la somnolence, suivi d'un coma douloureux durant la nuit. Tous les auteurs antiques qui parlent de la mort de Claude évoquent la thèse de l'empoisonnement avec un plat de champignons. Tacite, Suétone et Dion Cassius accusent Agrippine d'en être l'instigatrice, tandis que Flavius Josèphe fait état de rumeurs apparues rapidement. Sénèque, protégé d'Agrippine, fait bien sûr exception et parle d'une « mort naturelle »,.
Mais quelques détails sur les circonstances du décès varient. Suétone exploite diverses sources, et constate que Claude meurt à Rome, lors du repas traditionnel des sodales augustales, ou bien pendant un banquet au Palais. L'effet du poison est décrit par Suétone selon les deux versions qu'il a recueillies : soit le poison est ingéré en une seule fois, provoquant l'hébétude et la perte de parole, puis la mort de l'empereur après une longue agonie, soit Claude connaît un répit, rejette une partie de son repas par des vomissements et par une diarrhée, avant de recevoir une nouvelle dose empoisonnée. Si Dion Cassius rapporte un empoisonnement en une seule tentative, Tacite ne retient que la seconde version, au moyen d'une plume introduite dans le gosier de l'empereur par le médecin Xénophon — prétendument pour aider Claude à vomir — et enduite d'un poison violent. Ce dernier détail est douteux, car on ne connaît pas de poison antique capable d'agir par contact direct avec les muqueuses.
La mort de Claude est un épisode des plus discutés. Certains auteurs modernes doutent de l'empoisonnement de Claude et parlent de folie ou de vieillesse. Ferrero attribue sa mort à une gastro-entérite. Scramuzza rappelle que c'est un lieu commun de faire de chaque empereur la victime d'un acte criminel, mais admet la thèse de l'empoisonnement. Levick émet l'hypothèse d'une mort causée par les tensions engendrées par le conflit de succession avec Agrippine, mais conclut que le déroulement des faits rend l'assassinat plus probable. Médicalement, plusieurs détails fournis par les auteurs antiques — l'incapacité d'élocution, mais la persistance de la sensibilité à la douleur, la diarrhée, l'état semi-comateux — sont cohérents avec des symptômes d'empoisonnement. D'autres auteurs soulignent toutefois qu'il pourrait s'agir d'une intoxication alimentaire ou d'un empoisonnement accidentel, d'une crise de malaria ou d'un infarctus. S'il reste difficile de se prononcer avec certitude sur les causes du décès de Claude, Eugen Cizek relève une anomalie significative dans la circulaire impériale annonçant l'avènement de Néron : elle n'évoque que très brièvement la mort de Claude, ce qui est contraire à tous les usages.

### Apothéose et postérité

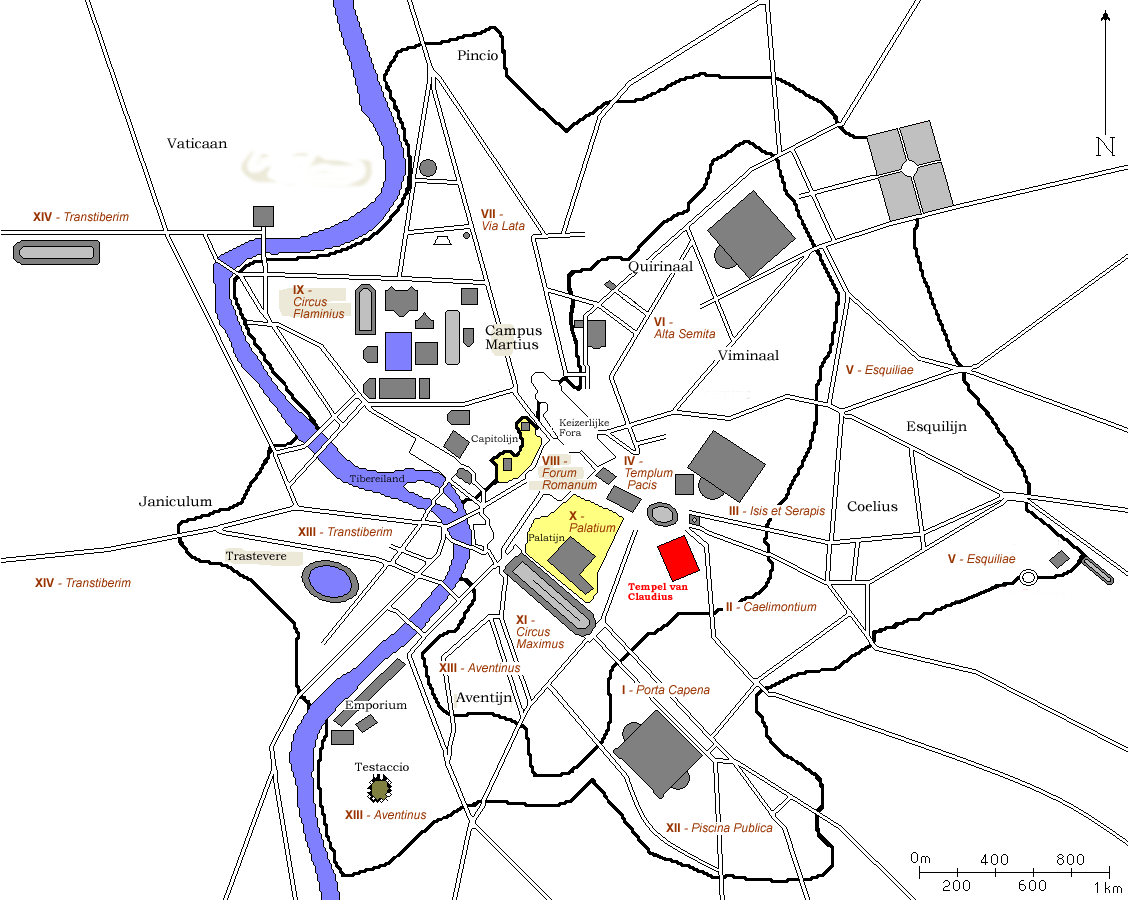
Plan de la Rome antique, en rouge emplacement du Temple de Claude.

Le lendemain de la mort de Claude, Agrippine consigne Britannicus dans ses appartements et présente Néron aux prétoriens : le futur empereur leur promet un donativum équivalent à celui qu'avait donné son père. Puis il prononce un discours devant le Sénat, qui lui décerne les titres impériaux et décrète l'apothéose de Claude,.

#### Apothéose
Claude est ainsi le premier empereur divinisé après Auguste. Cette divinisation est commémorée par un monnayage. Agrippine fait édifier un temple dédié à son culte, le Temple du Divin Claude, sur une immense terrasse aménagée sur le Cælius. Néron abolit ce culte après la mort d'Agrippine et transforme ce temple en nymphée dominant la Domus aurea. Vespasien restaure le temple et rétablit le culte du divin Claude,.

Commémorations du divin Claude
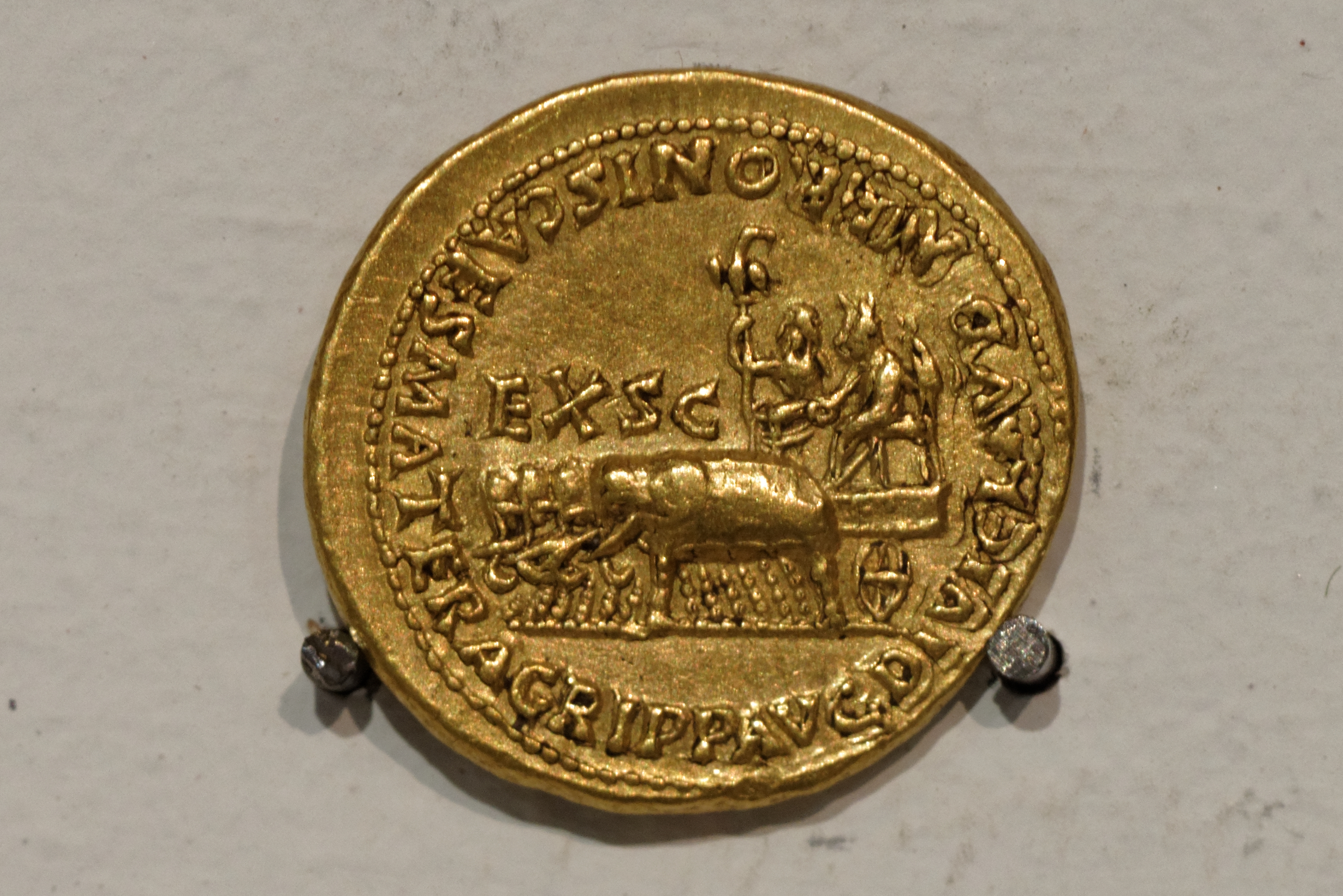
Aureus de Néron : Char de Claude divinisé tiré par quatre éléphants.
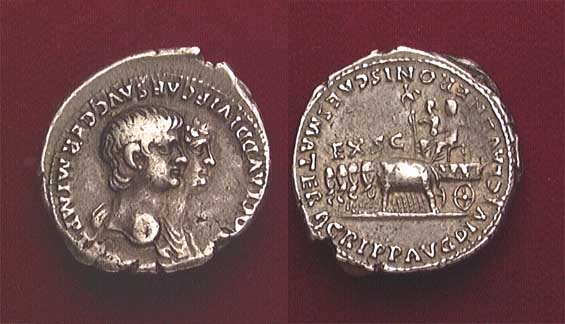
Denier de Néron : Char de Claude divinisé tiré par quatre éléphants.
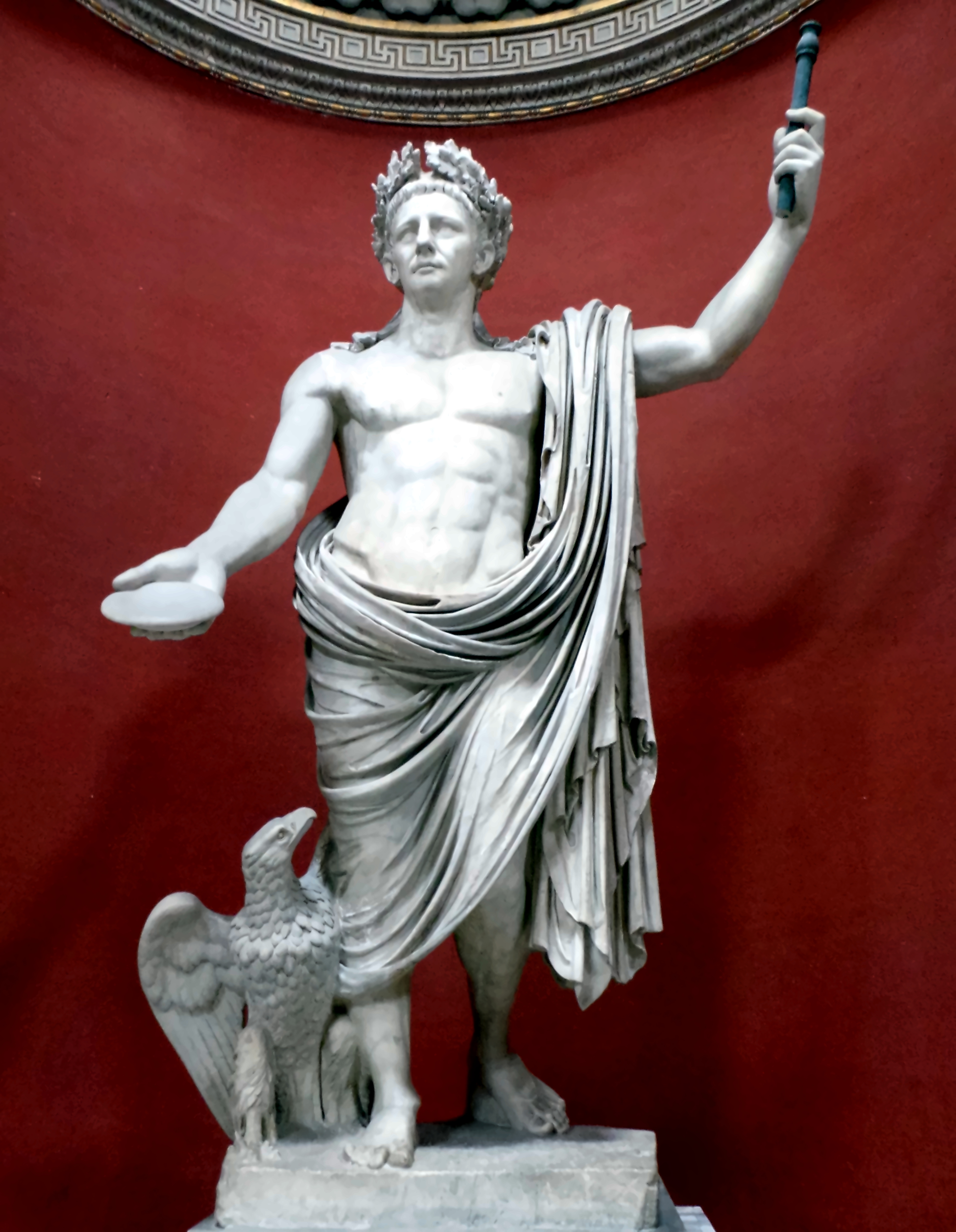
Statue de Claude en Jupiter, 37-54 apr. J.-C., Musées du Vatican.
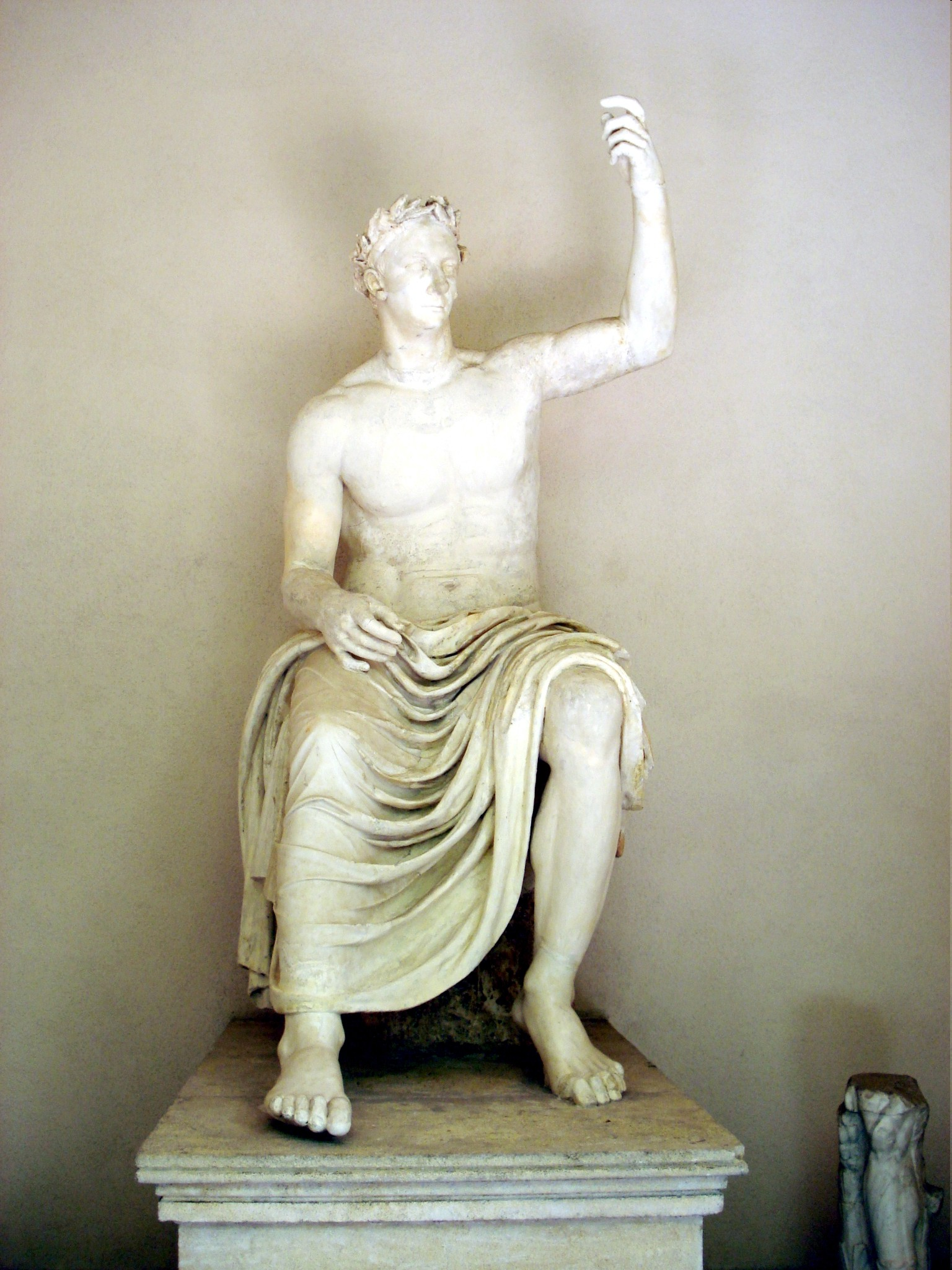
Statue de Claude en Zeus, Ier siècle, Musée archéologique régional Antonio-Salinas.
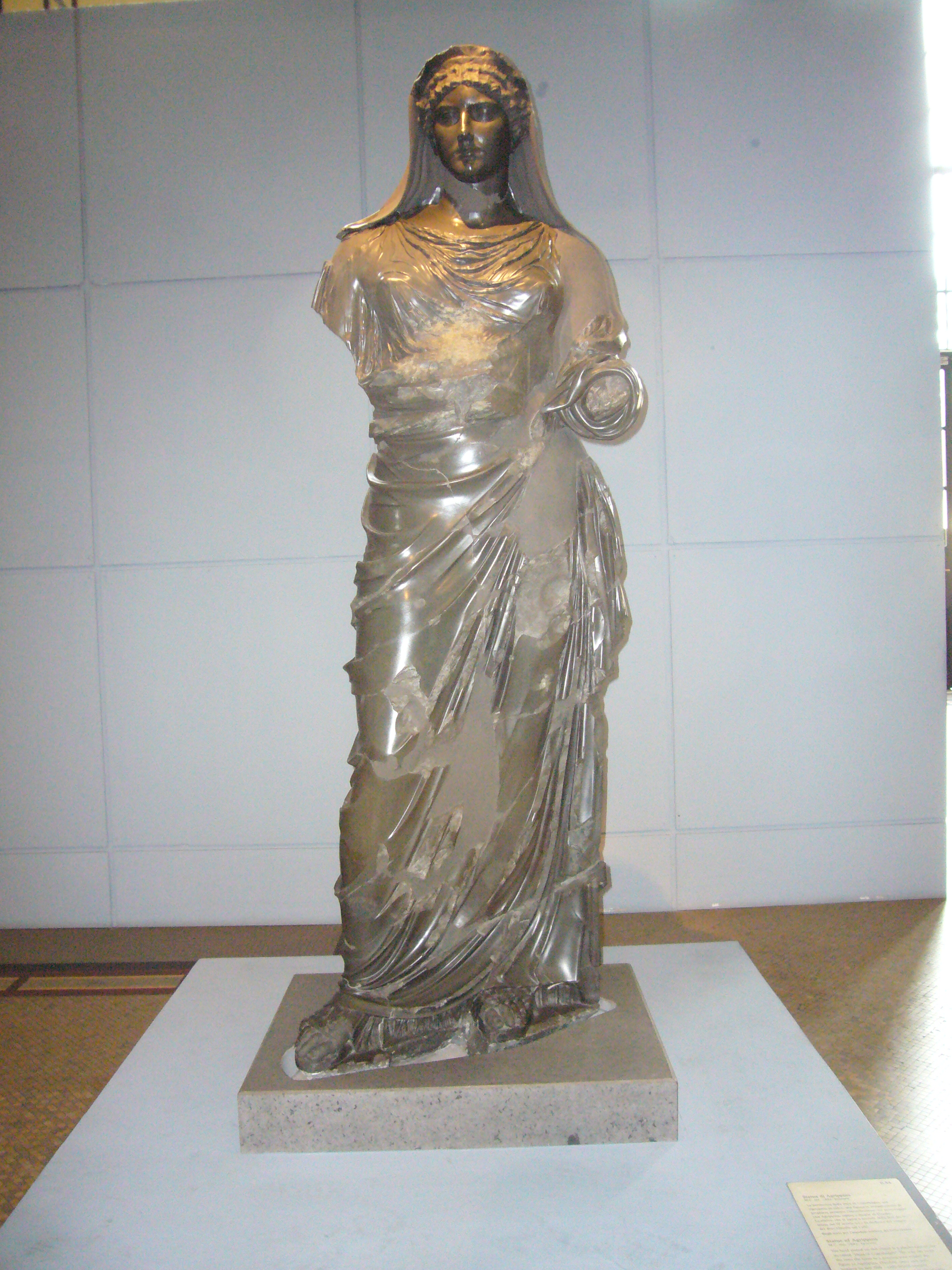
Statue d'Agrippine en prêtresse du culte de Claude.

La divinisation de Claude est célébrée dans plusieurs provinces, mais son culte ne dure pas, sauf dans quelques cités qui lui doivent une faveur particulière, telle Asseria (en) en Dalmatie,.
Selon Levick, les hommes de lettres ignorent complètement cette divinisation, en jouent ou s'en moquent, tel Gallion, le frère de Sénèque, qui déclare que Claude est tiré au ciel avec un crochet, comme les criminels qui sont jetés au Tibre. Dion Cassius rapporte que Néron, Agrippine et Gallion plaisantent par la suite sur cette mort et cette apothéose, déclarant que les champignons sont bien un mets des dieux, puisque Claude est devenu dieu grâce à eux. Sénèque à son tour renchérit par une satire parodiant l'apothéose de Claude, l'Apocoloquintose.
Ayant des raisons de le haïr, Sénèque, devenu le précepteur de Néron, mène la réaction contre la mémoire de Claude. Il compose le discours d'investiture au Sénat de Néron, énumérant une liste d'échecs politiques attribués à Claude, permettant de montrer aux sénateurs soucieux de leurs prérogatives que Néron tient compte des fautes de son prédécesseur. Ce texte a le même but que la première Bucolique, rédigée par Calpurnius Siculus : annoncer un nouvel âge d'or où le Sénat aurait pleinement sa place dans la conduite de l'État. Sénèque, avec De Clementia participe également à cette opération littéraire et politique,. Dans l'Apocoloquintose, il met en scène une série de condamnations successives que subit Claude et qui sont autant de remises en cause de sa légitimité politique, de sa politique d'octroi de la citoyenneté romaine et d'ouverture du Sénat aux élites provinciales.

#### Postérité

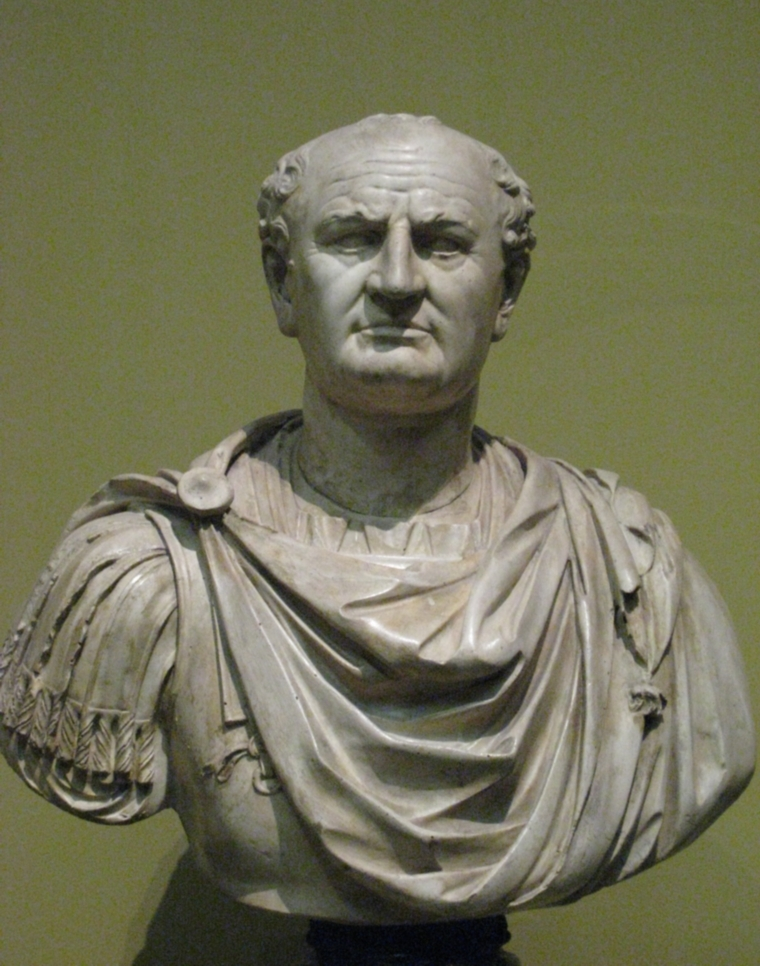
Buste de Vespasien, moulage en plâtre, Moscou, musée Pouchkine.

Futur successeur de Néron, Vespasien voit en Claude un prédécesseur de valeur. En effet, le fondateur de la dynastie des Flaviens a commencé sa carrière politique avec Claude en 51 et comme lui, se trouve en manque de légitimité, et se sent proche du peuple. Lorsque Vespasien promulgue la Lex de imperio Vespasiani, il place Claude aux côtés d'Auguste et de Tibère pour légitimer ses actions. Ainsi, à Brescia, Claude est-il représenté avec Auguste, dans les monuments du Capitole de Vespasien.
Son fils Titus, élevé aux côtés de Britannicus, entretient la mémoire de ce dernier, et par extension, celle de Claude. Comme son père, il reprend le culte de Claude et achève son temple aux dépens de la Maison dorée de Néron. Vespasien et Titus mènent une politique d'inspiration proche de celle de Claude, et renforcent une partie de la législation claudienne, concernant le prêt aux mineurs, les liaisons entre femmes libres et esclaves, la démolition des bâtiments. Ils réparent également l'Aqua Claudia,.

## Claude et les arts
Durant son règne, l'empereur dispose d'une diffusion de son image en proportion de son statut, et donc d'une ampleur égale à celle de ses prédécesseurs, mais l'analyse de cette collection de portraits a longtemps souffert de sa réputation très négative. Ce n'est qu'à la fin du XXe siècle que les spécialistes ont entrepris de réévaluer la production artistique qui lui est dédiée, à l'égal des autres empereurs romains.

### Les portraits de Claude dans l'antiquité
Les descriptions littéraires de l'empereur étant unanimement négatives, les historiens de l'art ont longtemps négligé l'étude des portraits de Claude. Après les recherches pionnières de Meriwether Stuart en 1938, il faut attendre les années 1980 pour que de nouveaux travaux dépassent les idées préconçues. Et encore, il semble qu'en 2018, « l'importance des témoignages figurés, dont la richesse et la variété sont surprenantes, semble toujours être sous-estimée ». Ainsi, Claude est-il le dernier Julio-Claudien a ne pas avoir fait l'objet d'un volume de la collection Das römische Herrscherbild — un volume est cependant en préparation en 2018 sous la direction d'Anne-Kathrein Massner.
Les monnaies — source d'information majeure pour l'étude du portrait impérial — représentent une physionomie très caractérisée : calotte crânienne volumineuse, cou puissant, oreilles décollées, paupières tombantes et lèvres charnues. Ceci permet par la suite d'identifier Claude dans la statuaire. Par ailleurs, la tête de l'empereur est très régulièrement surmontée d'une corona civica, indiquant que son avènement a évité une guerre civile ; après Auguste, Claude est le plus régulièrement couronné dans la statuaire et la glyptique de tous les empereurs julio-claudiens.
Le consensus scientifique en 2018 reconnaît au portrait de Claude trois types officiels qui se succèdent chronologiquement, même si leurs durées respectives sont toujours l'objet de débats.
- Le premier type est celui de l'avènement, dit aussi « type Cassel », du nom du lieu de conservation de l'exemplaire le plus représentatif. La représentation est très juvénile pour une personne de son âge. L'hypothèse souvent avancée est qu'il existerait une représentation officielle datant d'avant sa prise du pouvoir, mais il n'en reste aucune preuve. L'allure du type Cassel est typique des portraits augustéens, notamment des portraits d'avènement de Tibère[308].
- Le second type, qui supplante rapidement le premier, bénéficie d'une très large diffusion, ce dès 43. Cette représentation tranche fortement avec l'iconographie de Caligula et plus largement avec la représentation classique impériale, pour produire le portrait réaliste d'un homme d'âge mûr à la physionomie à la fois bienveillante et déterminée[308].
- Un dernier type est créé à la fin du règne, dont la tête de série est l'effigie de Segusio. Claude est représenté plus vieilli, avec une frange frontale plus symétrique. Ce portrait se rapproche des premiers de Néron, et a donc pu être créé en 50, lors de l'adoption de ce dernier[310].

Bustes de Claude, coiffé de la couronne civique
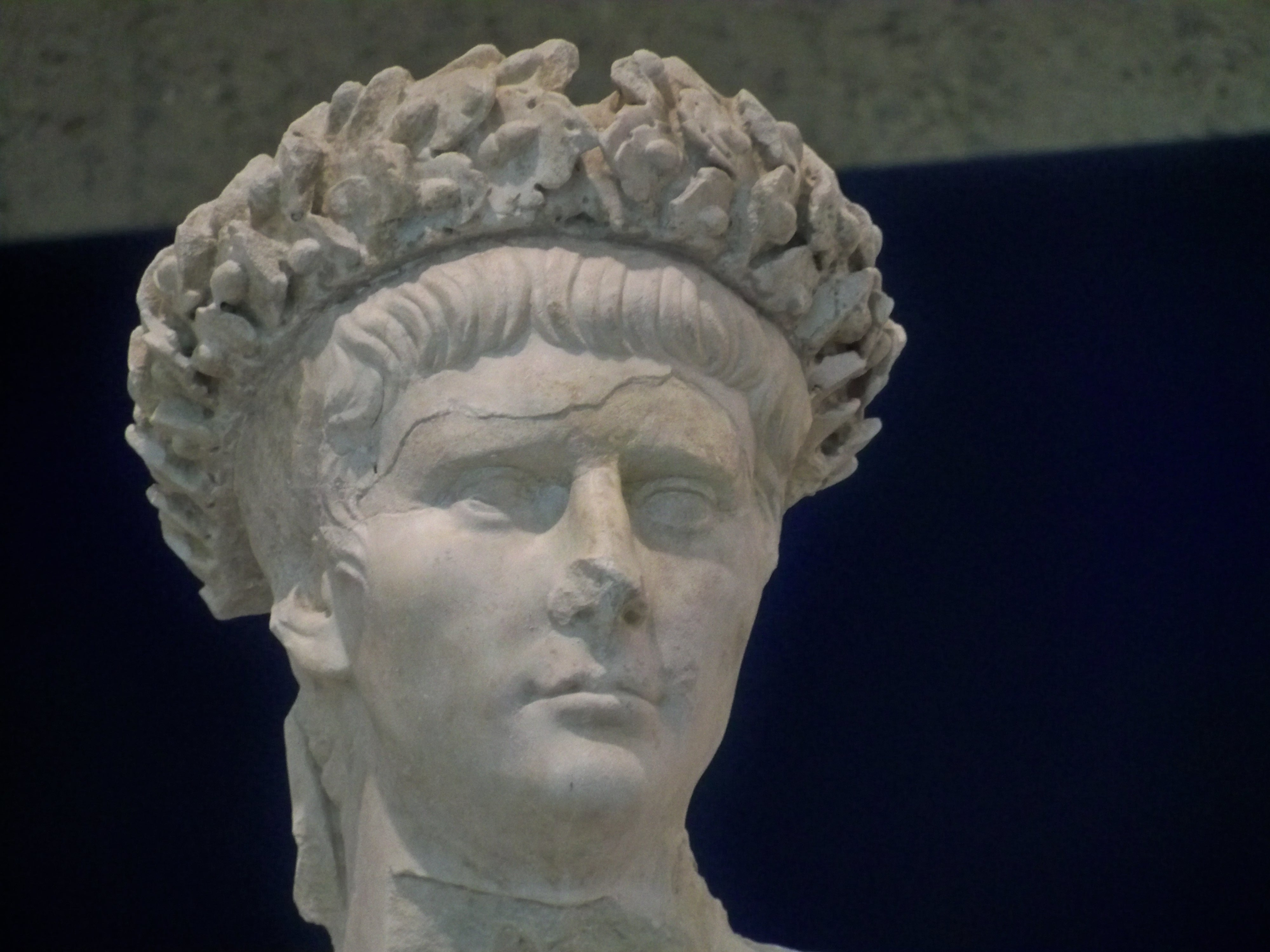
Type Cassel, dit « de l'avènement » - Musée archéologique Theo-Desplans, Vaison-la-Romaine.
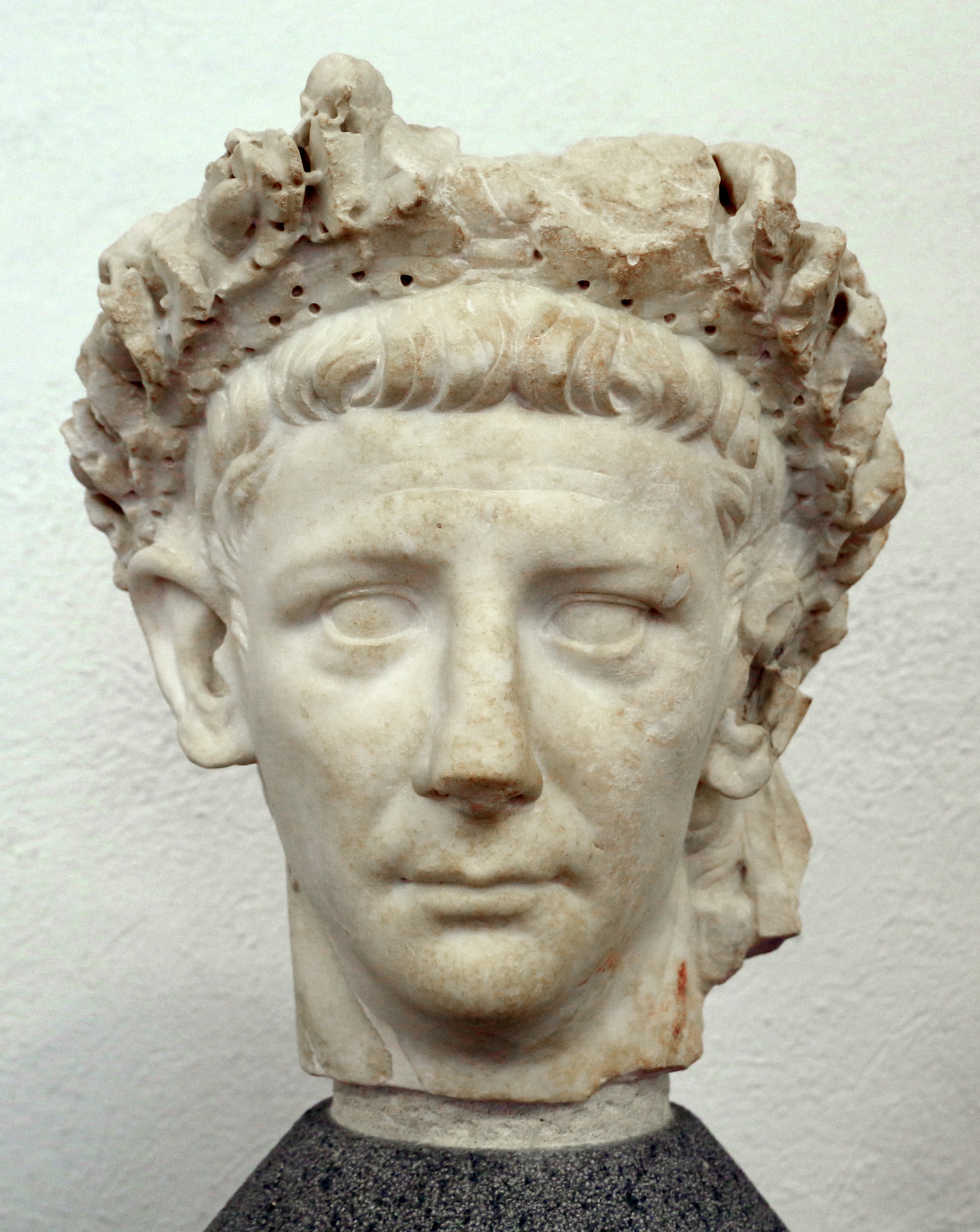
Type classique - Musée archéologique et d'art de la Maremme, Grosseto.
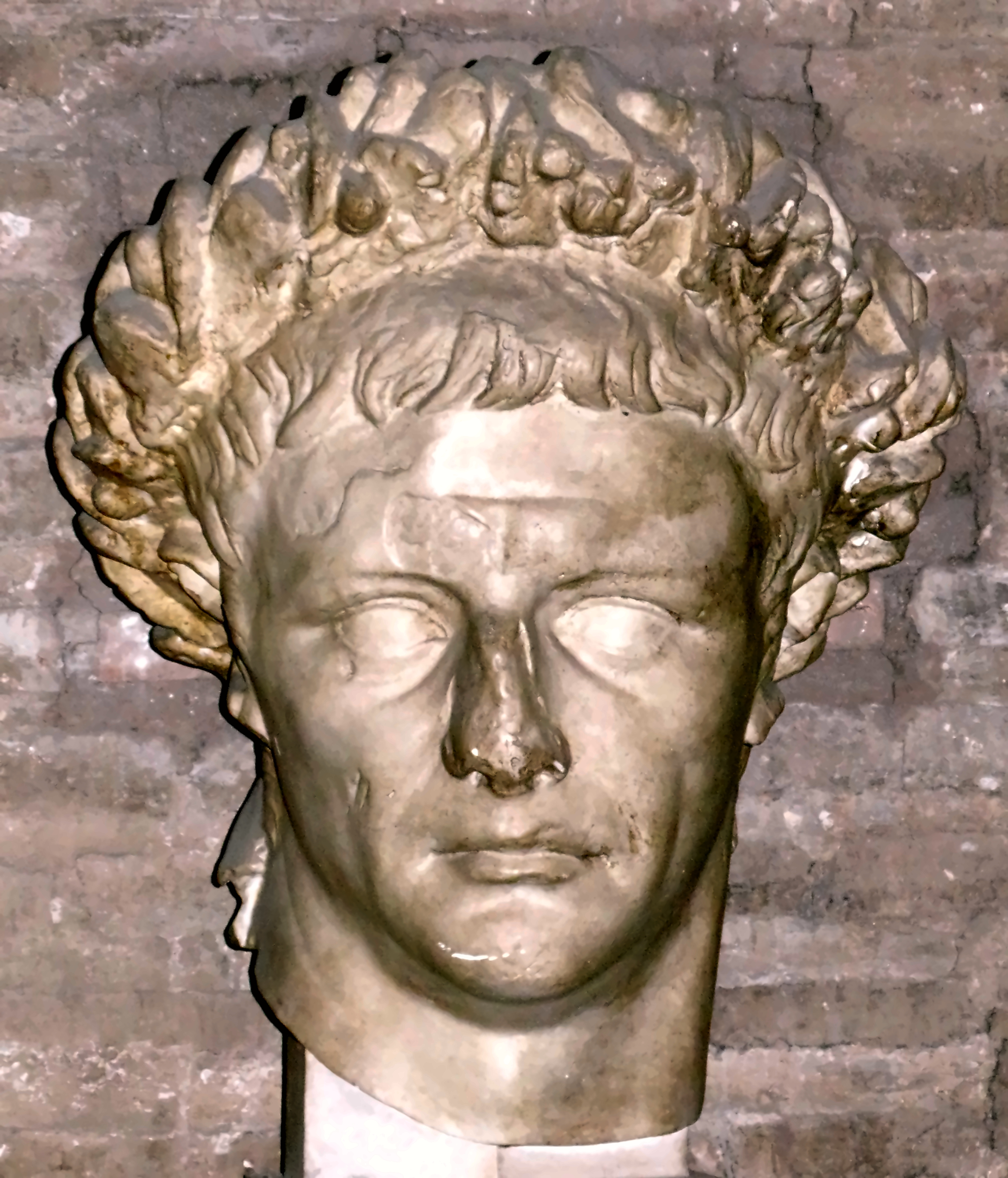
Type classique - Musée de la Via Ostiense, Rome.
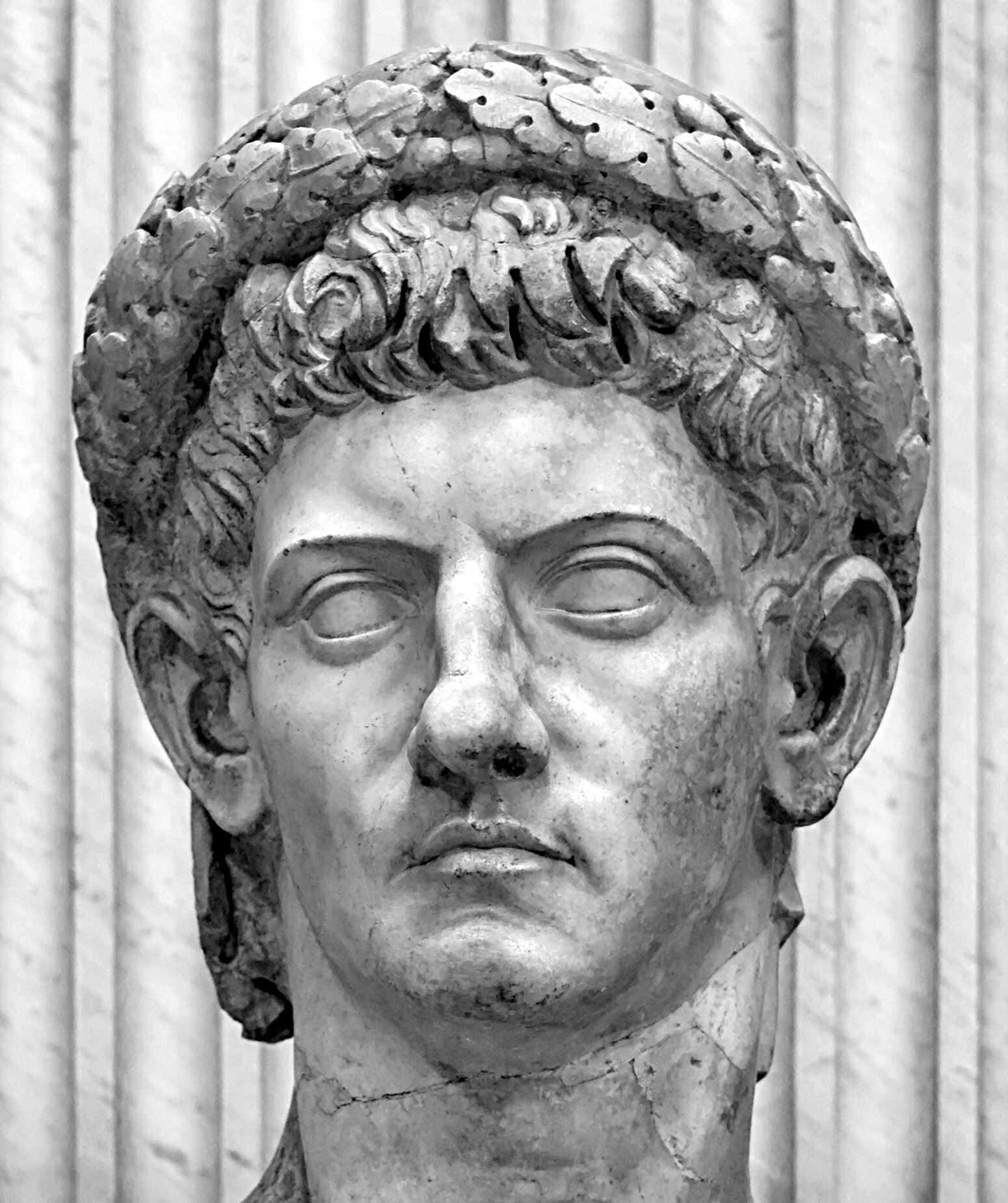
Vers 50 - Musée Pio-Clementino, Vatican.

### Claude dans la peinture moderne et contemporaine

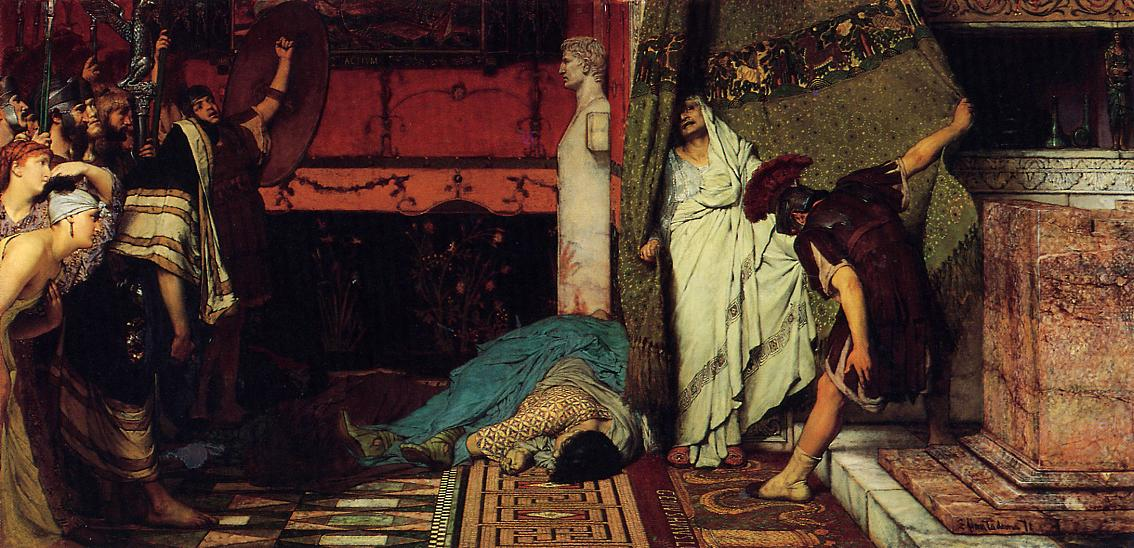
Un empereur romain, 41 apr. J.-C. ou Claude proclamé empereur par Lawrence Alma-Tadema, 1871 - Walters Art Museum, Baltimore.

Claude est un sujet exploité de temps à autre dans la peinture classique, toujours en reprenant sans distance les textes des auteurs antiques, et le représentant donc largement à son désavantage, par exemple chez Lawrence Alma-Tadema en 1871. Ultérieurement, le sujet du grand prix de Rome de 1886 est le même extrait de Suétone narrant le passage de Claude dissimulé derrière une tenture. Charles Lebayle remporte ce prix. La vie de Claude est également source d'inspiration dans le tableau de 1870 de Lematte, La Mort de Messaline.

### Claude au cinéma et à la télévision
Claude a bien moins intéressé les scénaristes et cinéastes que d'autres empereurs tels Néron ou Caligula. « Le personnage de Claude est en effet doublement victime du portrait féroce de Suétone : trop bouffon pour être tragique, pas assez monstrueux pour être édifiant, Claude a été longtemps cantonné au rôle de faire-valoir de son entourage. »
Son personnage est interprété par l'acteur Derek Jacobi dans Moi Claude empereur (1976), une mini-série à succès de la BBC, centrée autour de la vie de l'empereur Claude — tirée des livres I Claudius et Claudius the God de Robert Graves, — que le cinéaste Josef von Sternberg avait aussi tenté de porter à l'écran en 1937 sous le titre I, Claudius.

## Noms et titres

### Noms successifs
- 10 av. J.-C., né TIBERIVS•CLAVDIVS•DRVSVS
- 4 apr. J.-C., adoption de son frère aîné Germanicus : TIBERIVS•CLAVDIVS•NERO•GERMANICVS
- 41 apr. J.-C., acclamé imperator : TIBERIVS•CLAVDIVS•CÆSAR•AVGVSTVS•GERMANICVS

### Titres et magistratures
- Consul en 37 (suffect), 42, 43, 47, 51
- Détient la puissance tribunicienne à partir de 41 (renouvelée le 25 janvier tous les ans)
- Pontifex maximus en 41
- Pater patriae en 42
- Salué 27 fois imperator, un record

### Titulature à sa mort
À sa mort en 54 apr. J.-C., Claude avait la titulature suivante :
TIBERIVS•CLAVDIVS•CÆSAR•AVGVSTVS•GERMANICVS, PONTIFEX•MAXIMVS, TRIBVNICIÆ•POTESTATE•XIV, CONSVL•V, IMPERATOR•XXVII, PATER•PATRIÆ
Un temple était dédié à Claude à Camulodunum (Colchester), première capitale et première colonie romaine de la province de Bretagne.

## Expositions
- Claude, un empereur au destin singulier, du 1er décembre 2018 au 4 mars 2019, musée des Beaux-Arts de Lyon, environ 170 œuvres, catalogue[316].